# Histoire de l'Europe
L’histoire de l'Europe, et surtout de l’Europe méridionale, est une des parties les mieux documentées, étudiées et connues de l’histoire mondiale, pour quatre raisons :
- la géologie fait affleurer des roches en de nombreux endroits, ce qui a permis très tôt les constructions en pierre ;
- les climats permettent la bonne conservation de nombreux sites archéologiques ;
- l’écriture s’y est tôt imposée et de nombreux documents écrits se sont conservés ;
- les Européens ont eu tôt le souci de transcrire leurs histoires (Hérodote, Thucydide, Strabon, Tacite...).

C’est en Europe que les historiens européens ont défini les grandes périodes historiques (Antiquité, Moyen Âge...) qui valent principalement pour ce continent, celles de l’histoire africaine sub-saharienne, amérindienne précolombienne, chinoise ou indienne étant différentes.
Toutefois, l’histoire européenne connait les mêmes grandes « révolutions techniques » que le reste de l’histoire mondiale, chacune d’elles bouleversant profondément les modes de vie antérieurs :
- la « révolution néolithique », intervenue selon les aires géographiques il y a 10 000 à 2 000 ans, marquée par l'adoption de l’agriculture ;
- la « révolution industrielle », intervenue au XIXe siècle, et qui a donné au genre humain accès à l’énergie électrique et aux énergies fossiles et fissiles.

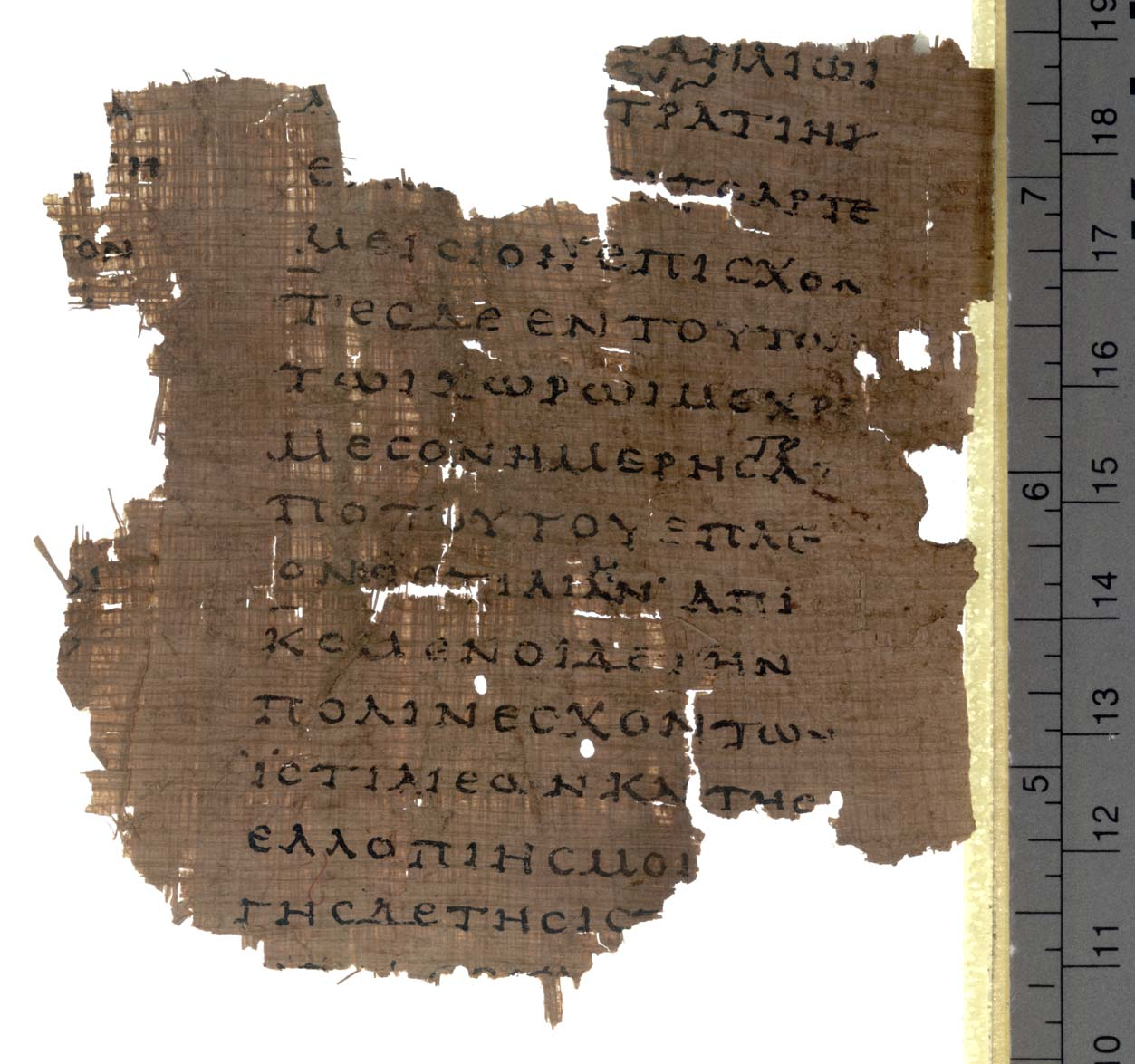
Le papyrus d'Oxyrhynque, d'Hérodote.

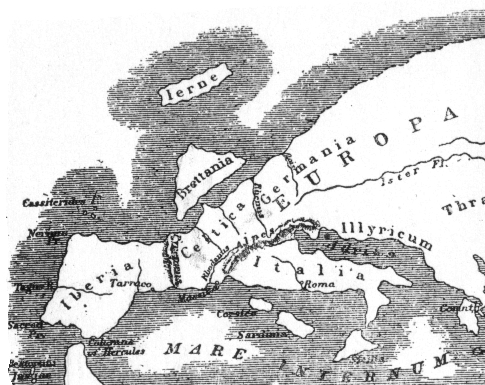
L'Europe selon Strabon, d'après l'Histoire d'Hérodote.

## L’histoire européenne, ses biais et ses nouvelles sources
Tant l’archéologie que les sources documentaires et artistiques représentent des biais, pour trois raisons :
- la conservation de ces sources est différentielle : ce qui est périssable (matières organiques) a statistiquement toutes les chances de disparaître, et par conséquent seule une infime minorité des artéfacts et des supports documentaires ou objets d'art, généralement réalisés en matériaux « nobles » (métal, pierre) se conserve ;
- l'utilisation de ces matériaux « nobles », le choix des offrandes dans les sépultures, l'écriture lorsqu'elle apparaît et les monuments témoignent surtout de la vie, des préoccupations, des croyances, de la culture ou des langues des classes dominantes (aristocrates, guerriers, religieux, riches marchands), et il est bien plus difficile de retrouver des témoignages fiables sur la majorité des populations ;
- la transmission, elle aussi, est différentielle : au fil des changements culturels, religieux et linguistiques, certains témoignages du passé ont été conservés, beaucoup ont été recyclés, remaniés, récrits, ré-interprétés, mais la majorité a tout simplement été oubliée, négligée ou détruite, ces témoignages ne représentant plus rien pour les nouvelles populations ou générations.

Toutefois, avec la généralisation de la méthode scientifique, tant en archéologie qu'en paléographie et en histoire de l'art, de plus en plus de découvertes, d'études complémentaires et d'analyses apportent des informations nouvelles sur l'histoire européenne, dont la vision ne cesse de se préciser, tandis que d'anciennes légendes ou points de vue cèdent du terrain, ou bien quittent le terrain scientifique pour subsister uniquement sur le terrain mythologique, politique ou idéologique (voir aussi l'article Protochronisme).
De plus, des sciences naturelles comme l'épidémiologie, la génétique, la géologie, la volcanologie, la paléo-climatologie ou la palynologie, désormais croisées avec les sciences historiques et sociales, apportent elles aussi des éclaircissements et des informations complémentaires, par rapport aux sources archéologiques et écrites. Ainsi, des études géologiques, volcanologiques et climatologiques ont dévoilé les causes souvent naturelles de déplacements de populations, changements de civilisation ou politiques, dépeuplements, guerres, ou repeuplements.

## Préhistoire
C'est l'apparition de l'écriture qui marque traditionnellement la limite entre Préhistoire et Histoire. L'écriture apparait tardivement en Europe, d'abord en Grèce puis à Rome, et ne se répand vers le reste du continent qu'avec les conquêtes romaines puis la christianisation. Les traces antérieures d'écriture demeurent rares et limitées. Tout ce qui s'est déroulé avant les premiers écrits peut être inclus dans la Préhistoire.

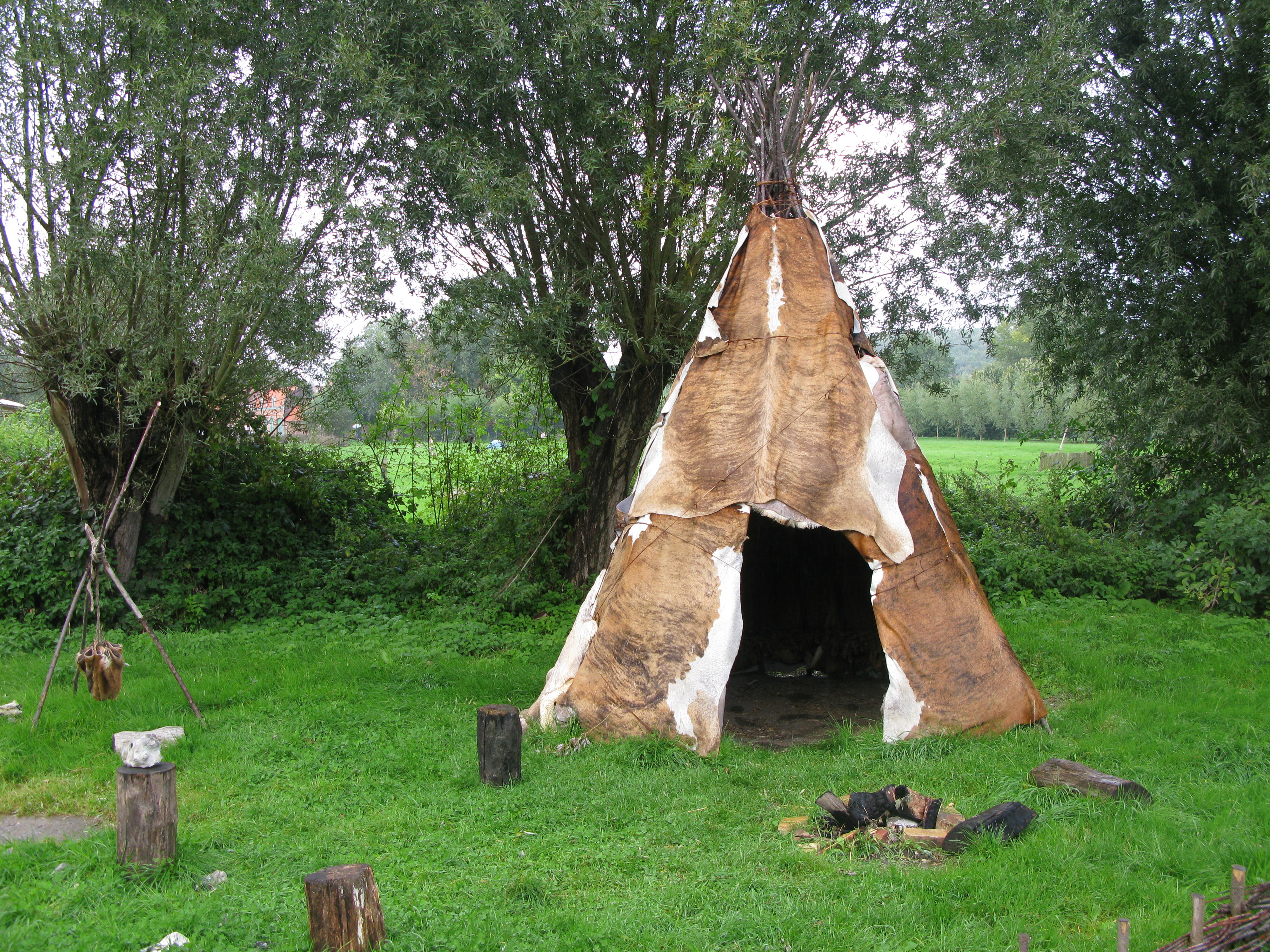
Une tente paléolithique reconstituée au parc archéologique Asnapio de Villeneuve-d'Ascq d'après les fouilles de Pincevent.

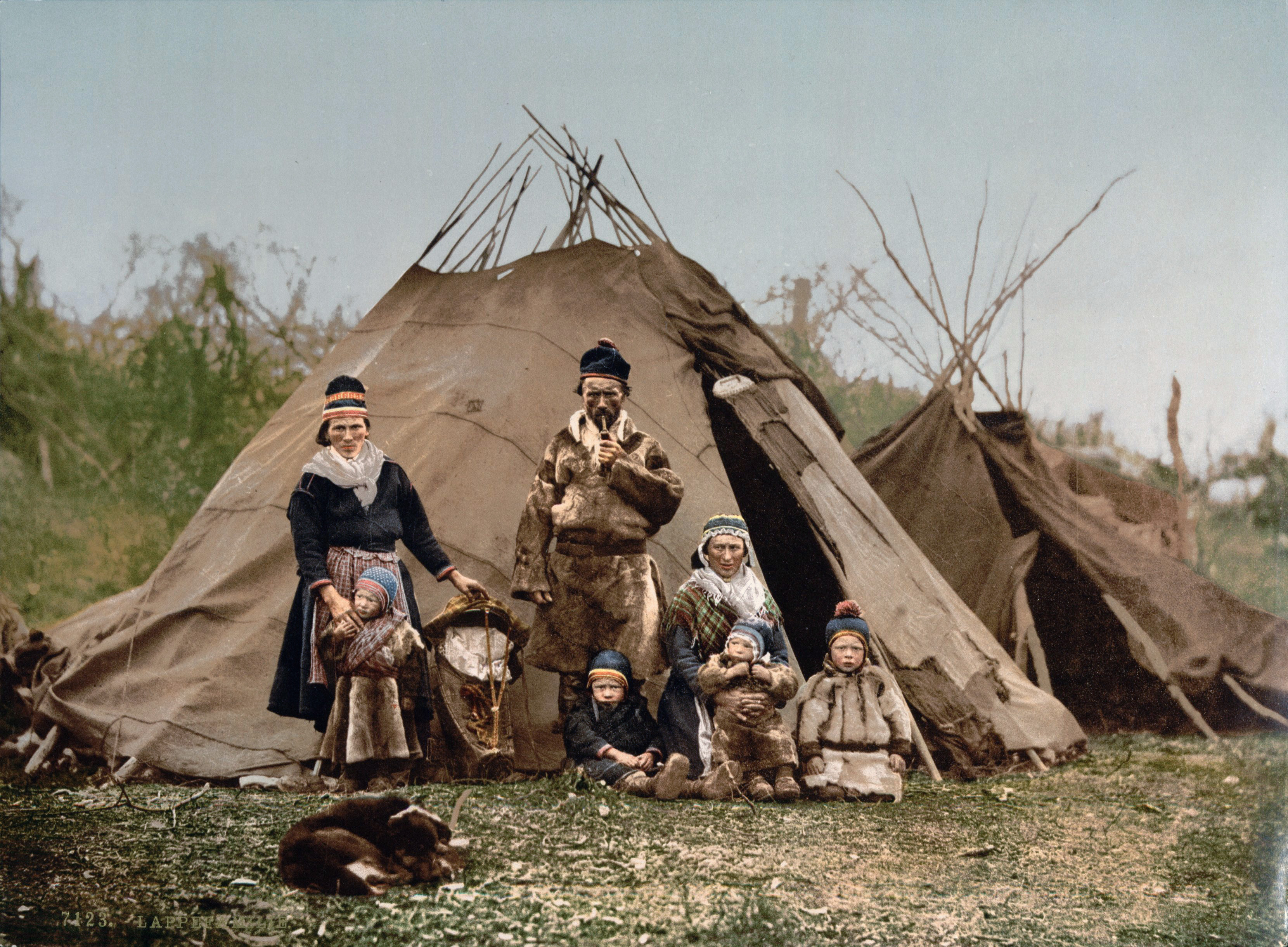
Famille du peuple sami (« lapon »), début du XXe siècle.

### Paléolithique
Les humains modernes ont peuplé l'Europe depuis plus de 45 000 ans. Dans le climat froid de la dernière période glaciaire, les habitants de l'Europe sont des chasseurs-cueilleurs qui utilisent des outils de pierre taillée, vivant à la manière dont les peuples de l'Arctique vécurent jusqu'au début du XXe siècle. Ils nous ont laissé sur les parois des cavernes des figurations artistiques, liées à des préoccupations cynégétiques, saisonnières (la plupart des animaux sont représentés tels qu'ils sont à l'époque du rut, et il est possible que leur disposition et répétition soit liée à celle des constellations) et peut-être religieuses. La culture aurignacienne, véhiculée par Homo sapiens, ouvre le Paléolithique supérieur en Europe, suivie vers 30 000 ans avant le présent par le Gravettien. Par la suite dominent le Solutréen et le Magdalénien en France et en Espagne, et l'Épigravettien de L'Italie jusqu'à l'Ukraine.
Une étude génétique publiée en 2016 montre deux changements majeurs dans les populations européennes à la fin du Paléolithique supérieur. Lorsque s'amorce la remontée des températures vers 19 000 ans avant le présent (au Solutréen final), l’Europe de l'Ouest commence à être en partie repeuplée par des chasseurs-cueilleurs venus du sud-ouest de l’Europe, notamment d'Espagne. Vers 14 500 ans avant le présent, à l'issue du Dryas ancien, une nouvelle migration a lieu « qui semble venir de l'est, et non de l'ouest », et qui aurait notamment entrainé la disparition parmi les populations de chasseurs-cueilleurs de l'haplogroupe M.
Au nord du continent, la culture de Hambourg prédomine vers 15 000 ans AP. Elle sera suivie par la culture Federmesser du complexe azilien, qui se manifestera un peu plus tard au centre et à l'ouest. Il en sera de même pour le complexe Lyngby (Ahrensbourgien et Brommien) qui succédera au Hambourgien dans la partie septentrionale et, conséquemment au réchauffement, jusque dans le sud de la Scandinavie. La culture swidérienne fait son apparition au nord-est à peu près durant la même période (13e millénaire AP).

### Mésolithique
Le Mésolithique est la période durant laquelle débute une sédentarisation partielle des populations, après la fin de la dernière période glaciaire. Les industries microlithiques se développent lors du Mésolithique, à travers des cultures telles que le Sauveterrien en France et d'autres cultures similaires dans le sud de l'Europe, alors qu'en Allemagne et les pays adjacents le Beuronien occupe la majeure partie du territoire. Au nord, on retrouve le Maglemosien qui s'étend d'une partie des pays baltes jusqu'aux Îles Britanniques alors encore reliées au continent par le Doggerland.

### Néolithique
Les premiers villages néolithiques datent du milieu du VIIe millénaire av. J.-C. en Serbie, Bulgarie, Grèce et Roumanie : apparue au Proche-Orient, l'agriculture (culture des céréales, élevage) se répand lentement du VIIe au IIIe millénaires avant notre ère dans toute l'Europe. L'agriculture s'accompagne de l'usage d'outils de pierre polie, de la poterie, du tissage, mais aussi de la guerre, notamment en période d'aléas climatiques (voir culture rubanée, culture de la céramique cardiale, culture de Starčevo, culture de Boug-Dniestr). Une expansion de la population vers l'est (en Ukraine) est toutefois à signaler pour la culture de Cucuteni-Trypillia.
Du Ve au IIIe millénaire avant notre ère la civilisation mégalithique se développe essentiellement de l'ouest vers l'est, d'après la datation des sites. Selon les hypothèses de Marija Gimbutas, au demeurant discutées, cela aurait pu être une civilisation agricole, sédentaire, peu guerrière (les sites ne sont pas fortifiés, il y a peu d'armes et beaucoup d'outils agricoles dans les sépultures), matristique et dont les cultes étaient en relation avec les rythmes de la nature ; les calendriers prédictifs, à la fois lieux de culte et observatoires, les labyrinthes et les parcours initiatiques en étaient les axes. Par la suite, durant le Néolithique final, le continent est marqué par la culture de la céramique cordée et la culture campaniforme.
- L'Europe vers 5 500 av. J.-C.
- L'Europe vers 5 000 av. J.-C.
- Carte simplifiée des cultures vers 3 200 av. J.-C.   - Culture des vases à entonnoir (TRB)
  - Culture rubanée, à céramique linéaire (LBK)
  - Culture de Lengyel
  - Culture de Vinča (Vintcha)
  - Culture de Cucuteni-Trypillia
  - Partie occidentale de la Culture Yamna

L'Europe vers 5 500
L'Europe vers 5 000
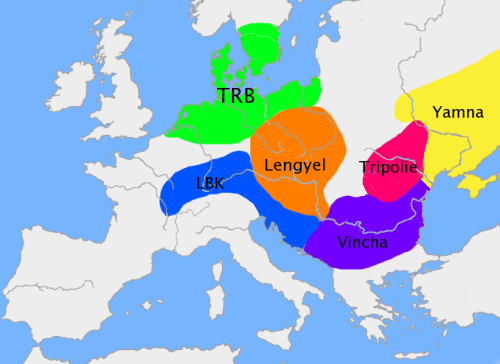
Carte simplifiée des cultures vers 3 200 Culture des vases à entonnoir (TRB) Culture rubanée, à céramique linéaire (LBK) Culture de Lengyel Culture de Vinča (Vintcha) Culture de Cucuteni-Trypillia Partie occidentale de la Culture Yamna
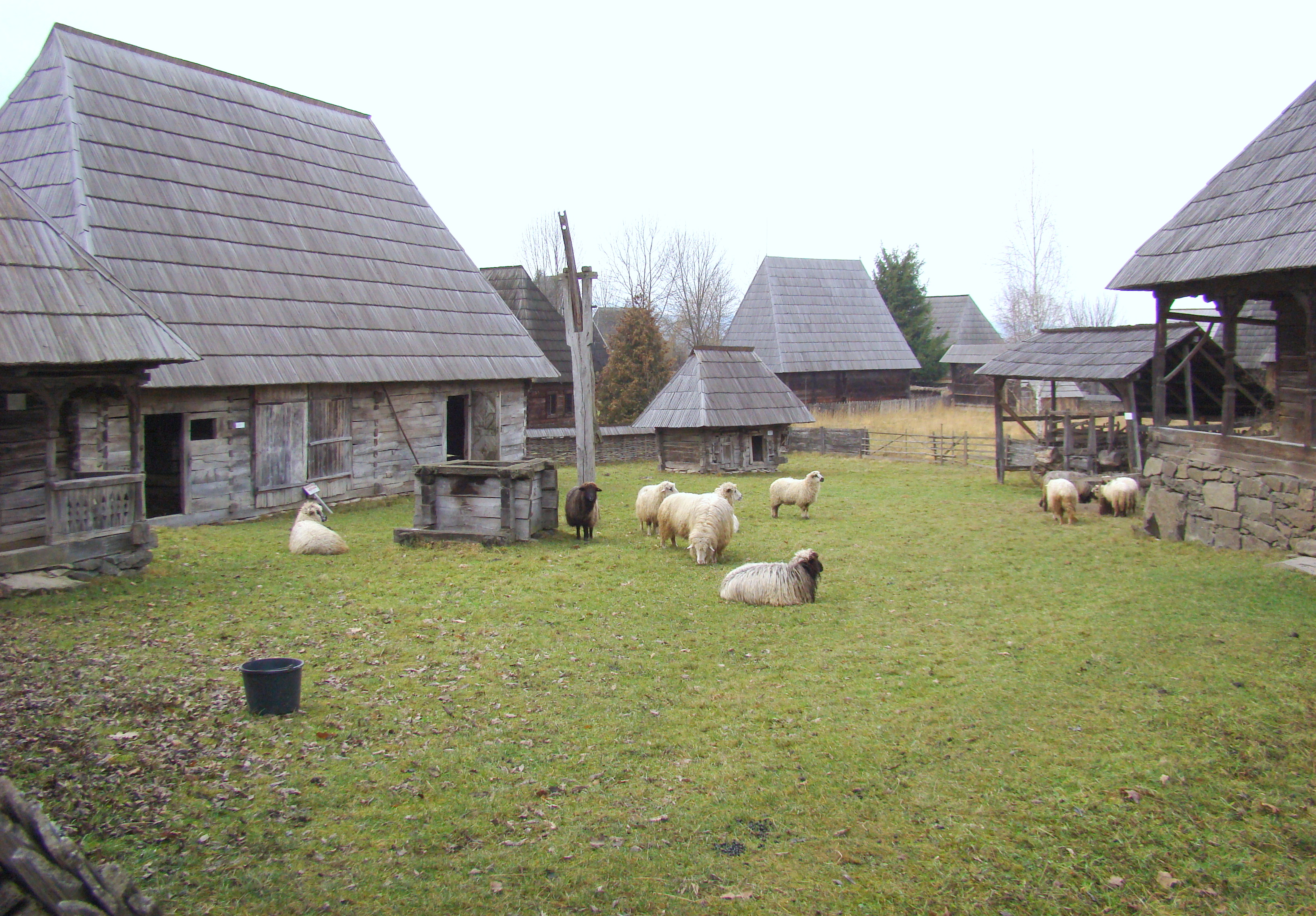
Habitat du néolithique tardif d'Europe reconstitué.
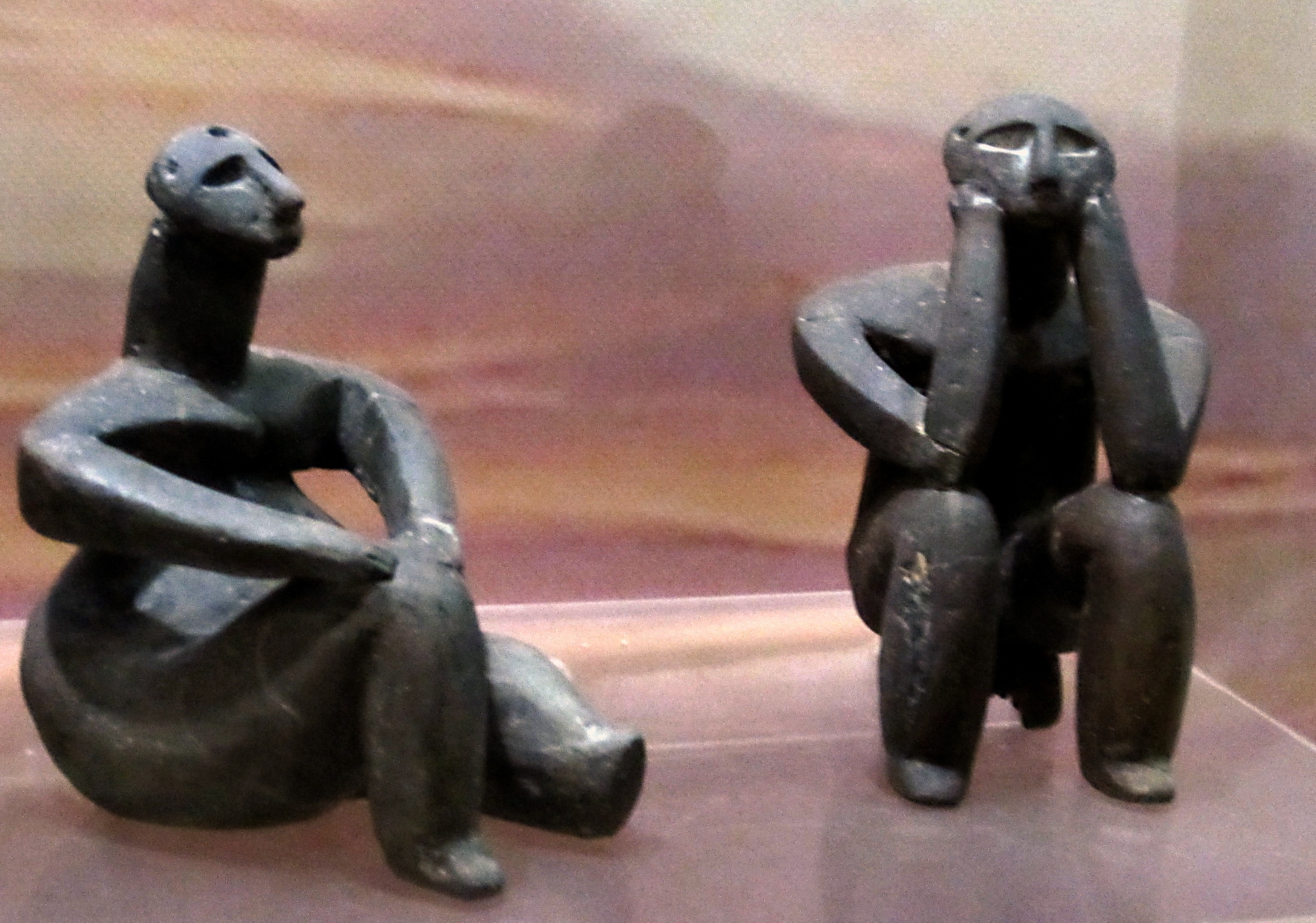
Art néolithique européen : les « penseurs » de Hamangia (Balkans).
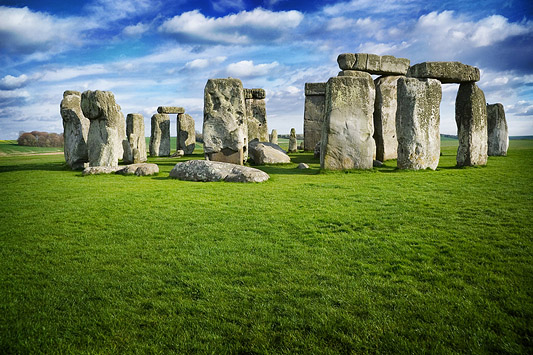
Ensemble mégalithique de Stonehenge, Grande-Bretagne.
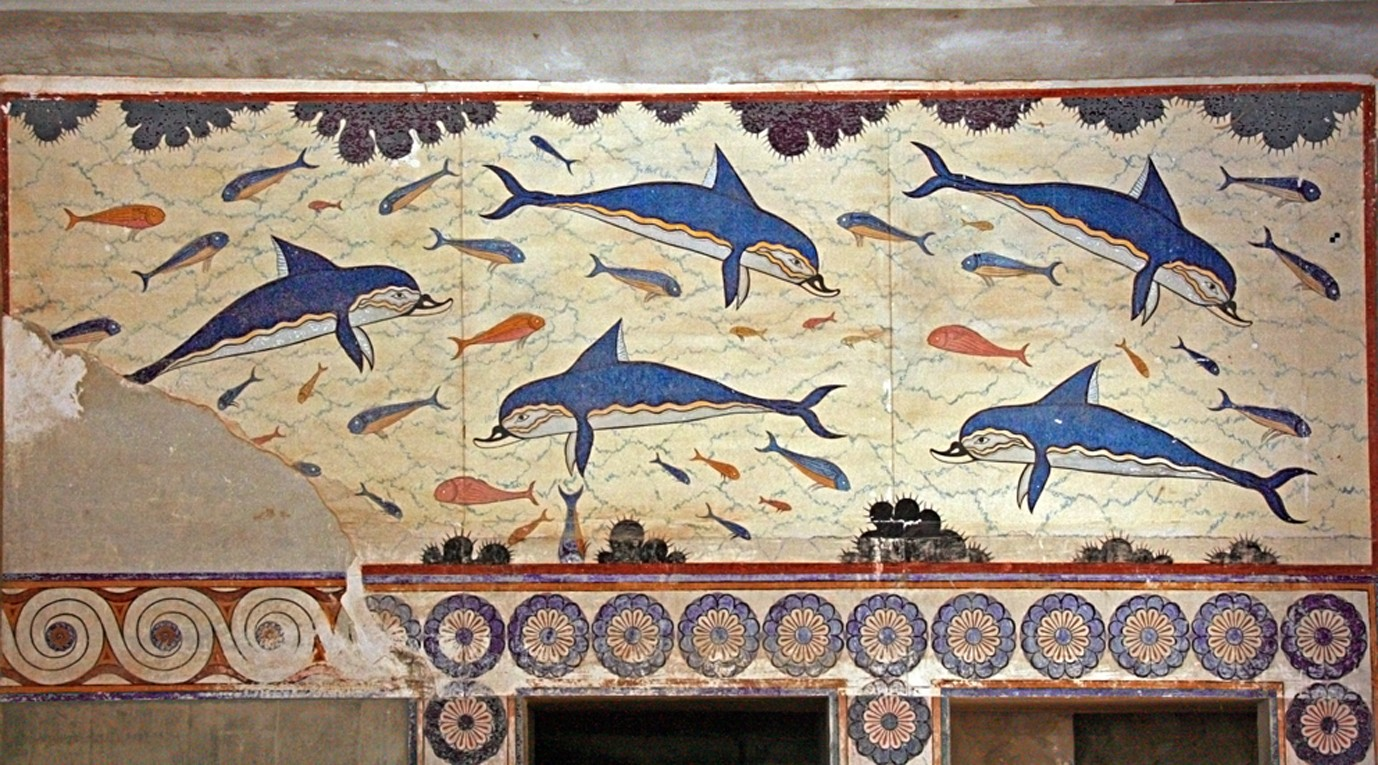
Fresque des dauphins, civilisation minoenne, Crète.

### Âge du bronze
À l'Âge du bronze s'épanouit en Crète la civilisation minoenne, et plus tard, en Grèce, la civilisation mycénienne (milieu du IIe millénaire avant notre ère), avec usage de l'écriture.
D'après les travaux de R. Peroni, ces civilisations agricoles, dont les sites se multiplient, témoignant d'un accroissement de la population, subissent dans la première moitié du XIIe siècle avant notre ère, une crise environnementale qui conduit à l'abandon de la plupart des sites, mais l'on ignore s'il s'agit d'une crise climatique, d'une épidémie ou d'une épizootie, des suites d'éruptions volcaniques, ou de plusieurs de ces causes. La civilisation minoenne pourrait avoir été affaiblie par l'éruption du volcan de Santorin.

### Âge du fer
À partir du Ier millénaire avant notre ère, l'Europe entre dans l'Âge du fer. Une civilisation patriarcale et guerrière remplace progressivement la précédente. Dans les sépultures, chars, armes et boucliers dominent désormais. C'est pendant cette période protohistorique, et grâce aux écrits des auteurs grecs puis romains, que l'on commence à identifier des peuples : les Ibères en Espagne, les Ligures du Rhône au Pô, les Étrusques et les Italiques en Italie, les Illyriens en Italie et de l'Adriatique au Danube, les Celtes en Europe centrale, qui de là, se répandent aux Ve et IVe siècles avant notre ère dans toute l'Europe, les Thraces et les Grecs en Europe du Sud-Est, les Scythes en Europe orientale.

### Génétique
La question de savoir si l'agriculture s'est répandue au gré des migrations humaines ou par la diffusion des idées et des techniques agricoles est encore débattue, mais une récente étude de la diversité génétique des populations modernes a quelque peu éclairci la situation. En effet, en janvier 2010, des chercheurs de l'université de Leicester au Royaume-Uni ont établi que la plupart des hommes européens du Néolithique étaient issus d'agriculteurs arrivés du Proche-Orient à partir d'environ 8 500 ans avant le présent. Le professeur Mark Jobling, qui a conduit l'équipe de recherche, déclarait ainsi : « Nous avons étudié la lignée la plus répandue du chromosome Y en Europe, qui correspond à environ 110 millions d'hommes : elle montre un gradient régulier du sud-est vers le nord-ouest, atteignant presque les 100 % en Irlande. Nous avons étudié la répartition de cette lignée, sa diversité dans les différentes régions d'Europe, et son ancienneté ». Les résultats suggèrent que cette lignée, l'haplogroupe R1b, s'est répandue avec l'agriculture, depuis le Proche-Orient. Le Dr Patricia Balaresque, auteur principal, déclarait : « Au total, plus de 80 % des chromosomes Y des européens viennent de ces agriculteurs. Par opposition, la plupart des lignées génétiques maternelles semblent venir des chasseurs-cueilleurs. Ceci suggère un avantage reproductif des agriculteurs sur les hommes locaux, lors de l'abandon des pratiques de chasse et de cueillette »,.
Plusieurs études publiées depuis 2012 montrent enfin une migration massive de populations des steppes d'Europe orientale, il y a environ 4 500 ans, qui aurait pu propager, selon ses auteurs, une forme précoce des langues indo-européennes. Ces populations ont remplacé dans une large mesure les populations d'agriculteurs du Néolithique, dont les traces génétiques subsistent principalement parmi les populations actuelles du sud-ouest de l'Europe et en particulier en Sardaigne et en Corse, qui semblent avoir été un refuge pour ces populations. Ainsi, en Grande-Bretagne, cette migration massive survenue il y a environ 4 500 ans depuis le continent introduit la culture campaniforme dans l'île. La propagation du complexe campaniforme est associée au remplacement d'environ 90 % du patrimoine génétique existant en quelques centaines d'années. Cette migration se produit dans le prolongement de l'expansion vers l'ouest qui avait amené les porteurs de gènes de la steppe pontique en Europe centrale et du nord au cours des siècles précédents,.

## Antiquité

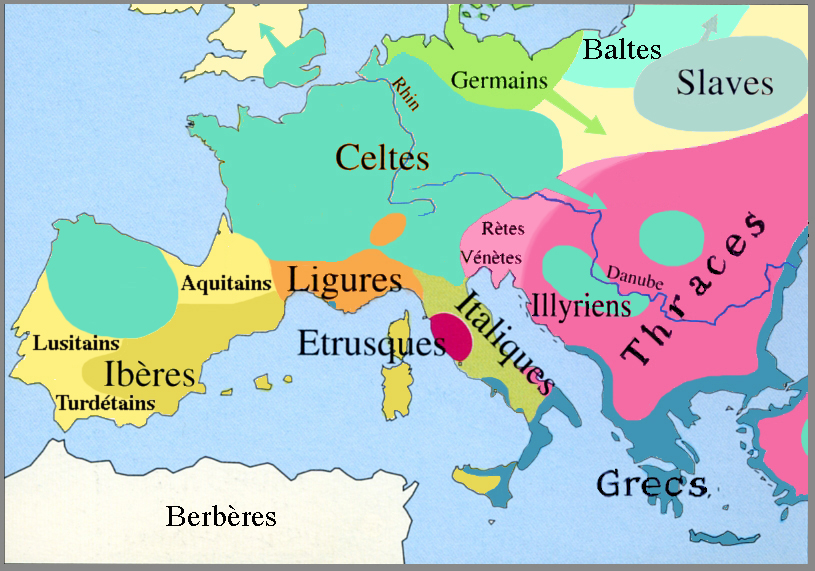
Langues en Europe à l'époque de l'expansion celtique au IVe siècle avant notre ère.

Dans l'Antiquité, les auteurs grecs et romains s'accordent pour opposer à leur civilisation méditerranéenne, appelée imperium à partir d'Auguste, un barbaricum peuplé de Celtes, de Germains, d'Illyres, de Thraces, de divers peuples iraniens tels que les Scythes ou les Sarmates, et dans l'Antiquité tardive, de Slaves. Les cultures de ces peuples étaient initialement moins urbaines, juridiques et scripturaires que celle des Grecs et des Romains, mais non moins complexes religieusement, socialement et artistiquement.

### Les Celtes
Au-delà de la Grèce ou de la Rome étaient présents des peuples nommés Kelt, en latin Celtus (pl. Celti ou Celtae), en grec Κeltoί. Ce nom pourrait provenir de l'indo-européen keleto, « rapide » car se déplaçant à cheval, ou de kel-kol, « colon, envahisseur ». Le mot Celte est aussi à rapprocher de « sel » (en grec ancien hals, grec moderne aláti, latin sal) qui était au centre de l'activité économique de la riche civilisation de Hallstatt. Il n'existe pas d'unanimité entre les spécialistes concernant ces étymologies.
Les Celtes occupaient une grande partie de l'Europe, des Carpates à l'Atlantique. Les auteurs latins utilisent le mot Galli pour désigner les Celtes installés en Gaule, en hommage à leur animal fétiche, le coq (Gallus en latin), mais le mot Galatoi utilisé par les auteurs grecs pour les celtes, semble plutôt renvoyer à la couleur claire des peuples nordiques (Galaktos signifiant « laiteux » en grec). Plusieurs étymologies ont été proposées. Les Celtes, artisans et agriculteurs, savaient fondre et travailler de nombreux métaux et utiliser la roue ; le bois et le fer leur étant plus accessibles que l'argile, ils utilisaient des tonneaux à la place de dolia ou d'amphores. Leurs bateaux n'étaient pas moins élaborés que ceux de la Méditerranée, et leur ont permis de peupler les îles Britanniques.
Le commerce celtique est prospère et, en temps de paix, les Celtes entretiennent de bonnes relations avec les peuples qui vivent autour du bassin méditerranéen, où ils s'installent à leur tour comme sauniers (les Salyens par exemple), artisans, jardiniers ou mercenaires.

### Les Grecs

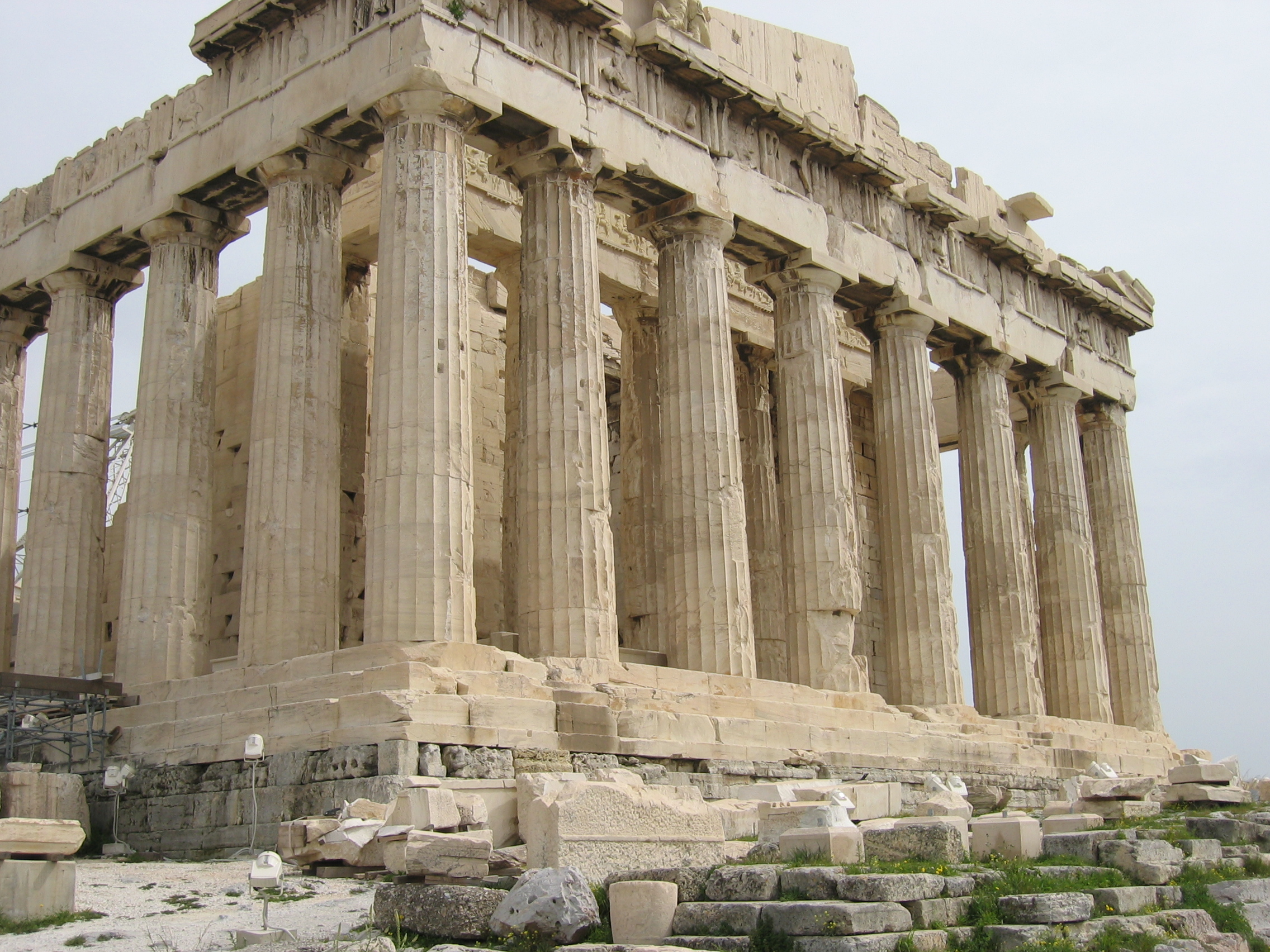
Le Parthénon. La civilisation grecque a fortement influencé l'ère romaine, puis la Renaissance et la période « classique » des, dans l'art et l'architecture notamment, mais aussi pour son « modèle » de démocratie politique.

À la fin de l'âge du bronze survient une période plus sèche, la productivité agricole baisse et les vieux royaumes achéens s'effondrent. Le climat rétabli (et même plus arrosé que de nos jours), la productivité augmente et une brillante civilisation voit le jour : sur le pourtour de la Mer Égée, la civilisation grecque prend la forme de plusieurs cités États (les plus importantes étant Sparte et Athènes), qui ont des formes de gouvernement et de culture très différentes. L'art, la musique, la philosophie, les sciences, le théâtre se développent. Les cités grecques connaissent un « boom démographique » et grâce au surplus de population, fondent un grand nombre de colonies sur la rive nord de la mer Méditerranée, en Cyrénaïque et autour de la mer Noire, notamment en Asie mineure, en Sicile et dans le sud de l'Italie. Par exemple, Massalia (Marseille) est fondée vers 600 avant notre ère. Avec Clisthène, la cité d'Athènes expérimente les premières formes de droit du sol et de démocratie, encore réservées aux seuls hommes libres, citoyens de la ville.
Mais au IVe siècle av. J.-C., leurs guerres font des cités grecques une proie facile pour Philippe II de Macédoine, roi grec macédonien. Les conquêtes de son fils, Alexandre le Grand étendent l'Hellénisme jusqu'à la Perse, l'Égypte et l'Inde et permettent l'intégration des connaissances scientifiques de ces pays.
La Grèce antique a légué les principes de la démocratie athénienne, bien analysée par ses philosophes, tels Socrate, Platon, Aristote ou Héraclite, qui tentent également d'expliquer l'inconnu par le connu, selon une démarche logique. À la littérature épique d'Homère s'ajoutent la poésie lyrique avec Sappho et Pindare, et le théâtre (qui préexistait rustiquement, mais acquiert ses rites et ses règles). Ainsi émerge l'idée d'un idéal esthétique, que reflètent les arts de l'architecture et de la sculpture (polychrome à l'origine). Une somme de connaissances en mathématiques est née du contact des Grecs avec les civilisations plus anciennes d'Égypte ou de Mésopotamie. En outre, la Grèce a permis l'éclosion de la science expérimentale et a créé la monnaie. La Grèce antique était composée de multiples cités-États ayant conscience de leur identité commune, mais constamment rivales.

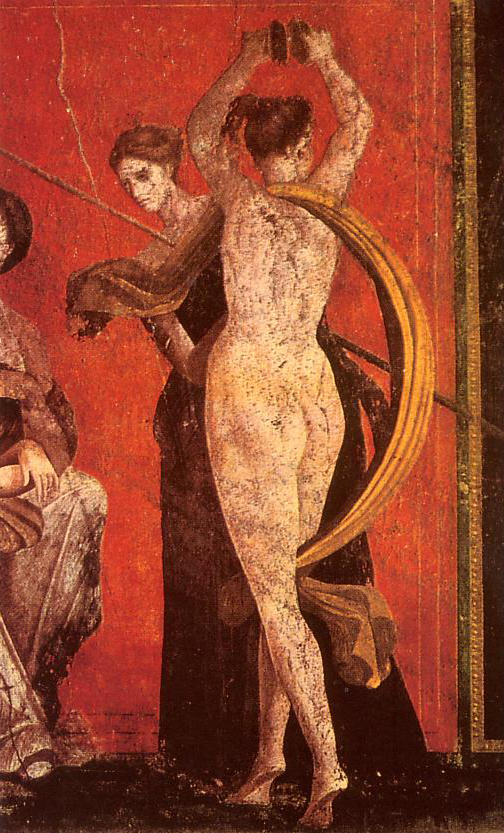
Art romain : détail de la « mégalographie » de la « villa des mystères », Pompéi, Italie.

### Rome
À partir du IIIe siècle av. J.-C., supplantant les Grecs des colonies d'Italie du Sud puis s'opposant à Carthage, Rome conquiert l'Italie puis tout le pourtour de la Méditerranée. À partir du Ier siècle, la frontière de l'Empire romain est fixée sur le Rhin et le Danube et à la limite de l'Écosse. L'Empire, défendu par un réseau de fortifications appelé le Limes, est divisé en provinces. Au début de l'Empire, le droit du sang domine et les habitants ne sont citoyens que de leur cité ou nation d'origine, mais en 212, le droit du sol est introduit et tous les habitants de l'empire reçoivent la citoyenneté romaine. Le latin devient la langue commune à toutes les régions du nord-ouest de l'empire, le grec restant la langue commune des régions du sud-est.
Les legs de Rome en Europe sont :
- la technologie d'une agriculture irriguée, et d'un maillage de villes et de routes ;
- l'idée impériale : un État, une armée, une administration, une monnaie, des frontières bornées et gardées pour assurer la cohésion de l'ensemble ;
- le droit écrit pour réglementer la vie en société et régler les litiges ;
- le latin qui restera une langue de communication intellectuelle en Europe jusqu'au XVIIIe siècle, avant d'être supplanté par le français au XIXe siècle et par l'anglais dans la seconde moitié du XXe siècle; le latin populaire a formé les langues romanes ;
- le christianisme, qui s'impose comme la religion officielle de l'Empire romain au IVe siècle.

## Moyen Âge
Sur fond d'émergence progressive des liens entre places commerciales européennes, via le système des villes de la Hanse et les empires maritimes, les différentes périodes du Moyen Âge restent marquées par un relatif émiettement politique et culturel.

### Haut Moyen Âge

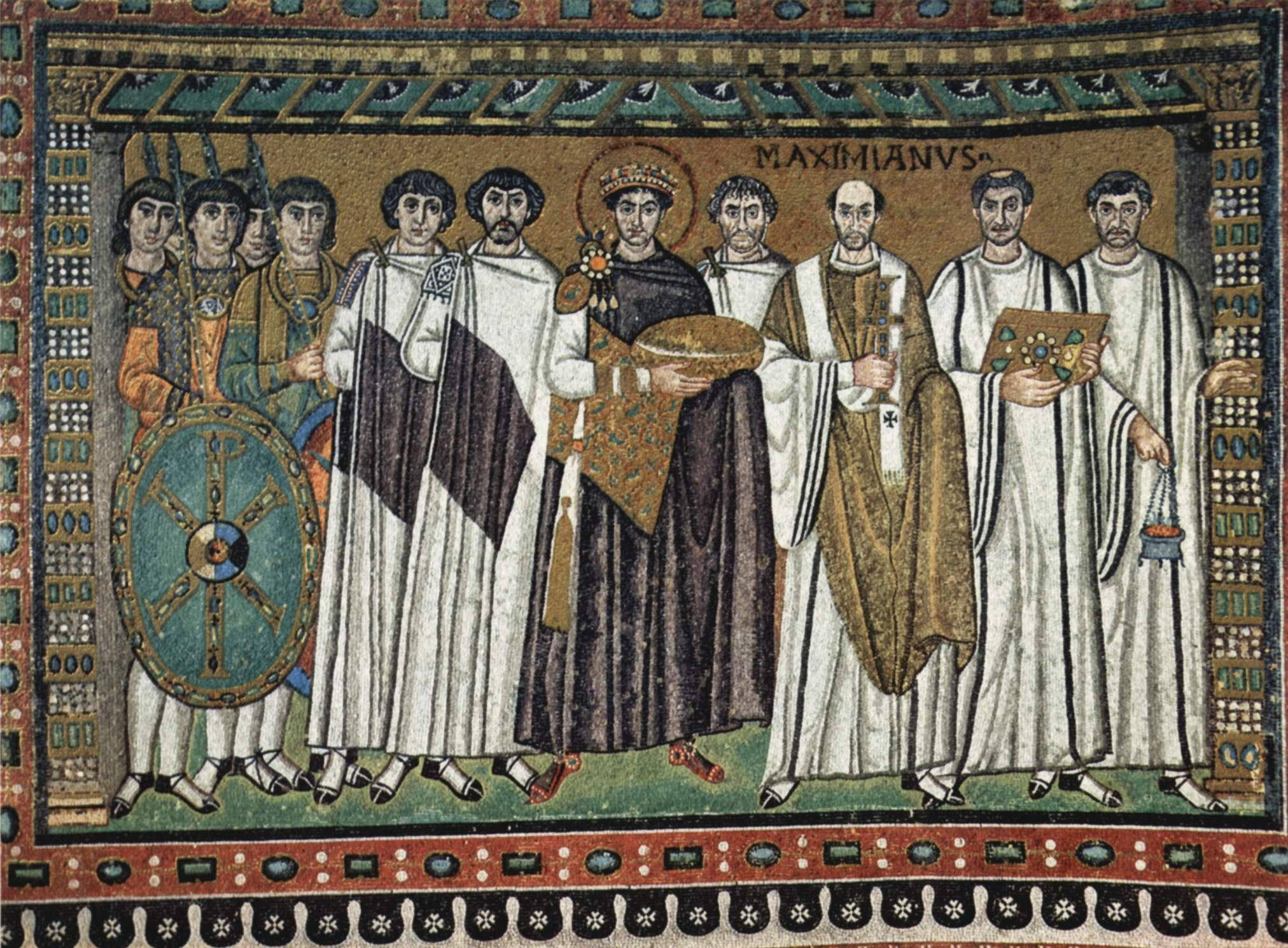
Art byzantin: Mosaïque de Saint Vitale à Ravenne, Italie.

La fin de l'Antiquité tardive et le haut Moyen Âge correspondent à une péjoration climatique (forte nébulosité, hivers longs et froids, étés pluvieux) qui met à mal les équilibres économiques, notamment dans le nord et le centre de l'Eurasie dont les peuples, affamés, vont déferler vers le sud et l'ouest, vers le bassin méditerranéen relativement épargné. En envahisseurs, en mercenaires ou en « foederati », les peuples germaniques, slaves et asiatiques bouleversent l'ordre romain : des royaumes « barbares » s'établissent sur les ruines de l'Empire romain d'Occident, ainsi que dans la partie danubienne de celui d'Orient. Mais le souvenir impérial subsiste et s'affirme comme un modèle de gouvernement pour les souverains du Moyen Âge. Ainsi, Charlemagne ressuscite le titre impérial en 800 ; les Ottoniens s'en emparent par la suite. Les slaves, eux, créent le titre de Tzar (César).
Après la chute de l'Empire romain d'Occident au Ve siècle, les royaumes « barbares » établis à sa place en Europe de l'Ouest font une synthèse entre le legs de Rome et les coutumes germaniques, ce qui, après plusieurs siècles de mauvaises récoltes, de décroissance démographique et d'oubli de connaissances, aboutira, avec l'amélioration climatique et agricole du XIe siècle, au « renouveau de l'an mil » et à l'émergence d'une civilisation distincte, surnommée à l'époque moderne « Occident chrétien ».
La partie orientale de l'Empire romain survit pendant un millénaire et opère une synthèse entre le legs romain et l'hellénisme : depuis Hieronymus Wolf, nous l'appelons « Empire byzantin ». Il transmet son héritage scientifique et technologique aux Arabes et aux Turcs : par l'intermédiaire des Arabes, l'Occident récupérera progressivement ce savoir.

L'Europe au VIIe siècle.

#### Naissance des royaumes «barbares»
Dans le courant du Ve siècle, l'Empire d'Occident se voit progressivement remplacé par une série de royaumes germaniques dont les chefs s'affirment d'abord légats de l'empereur (d'abord de Rome, ensuite de Constantinople): après de nombreuses vicissitudes et résistances romaines (par exemple, celle de Syagrius en Gaule), le partage s'établit ainsi :
- Vandales (d'abord établis en « Vandalousie ») en Afrique du Nord ;
- Wisigoths en Hispanie et dans le sud-ouest de la Gaule ;
- Suèves en Galice ;
- Francs dans le nord de la Gaule ;
- Anglo-Saxons en (« grande ») Bretagne ;
- Burgondes dans le bassin du Rhône ;
- Ostrogoths en Italie ;
- Lombards le long du moyen-Danube.

Au VIIe siècle, les Lombards passent en Italie d'où les Romains (d'Orient) avaient chassé les Ostrogoths, tandis qu'au VIIIe siècle, dans le bassin du bas-Danube, les Bulgares créent un royaume qui intègre les latins d'Orient ainsi que les slavons dont la langue devient officielle en Bulgarie : une écriture glagolitique, puis cyrillique dérivée du grec est adoptée.
Au VIIIe siècle également, dans le centre de la péninsule italienne, apparaît le « Patrimonium Petri » (« patrimoine de Pierre »), État temporel de l'évêque de Rome placé sous la protection des Carolingiens, à l'origine des États de l'Église.

#### Les relations sociales et politiques
En Occident, le système de vassalité et comtal remplace progressivement la notion romaine de Res Publica. Une des rares institutions antiques qui survit à l'effondrement de l'Empire romain d'Occident est l'Église chrétienne d'obédience romaine et de langue latine, qui préserve une part de l'héritage impérial (notamment la tenue d'archives, la viticulture, l'irrigation). Le Moyen Âge a exagérément été perçu comme une période sombre où beaucoup de connaissances de l'Antiquité ont été perdues. Ce n'est pas le cas, notamment en Orient, où lettrés grecs et arabes ont compilé, étudié et transmis les connaissances de l'Antiquité, et où le système de la Res Publica et du droit (Code de Justinien) ont perduré plus longtemps et se sont transmis aux Arabes et aux Turcs, chez lesquels il n'y avait ni titres ni propriété aristocratique (héritées des coutumes germaniques) mais seulement des offices (révocables) et des domaines alloués au mérite.

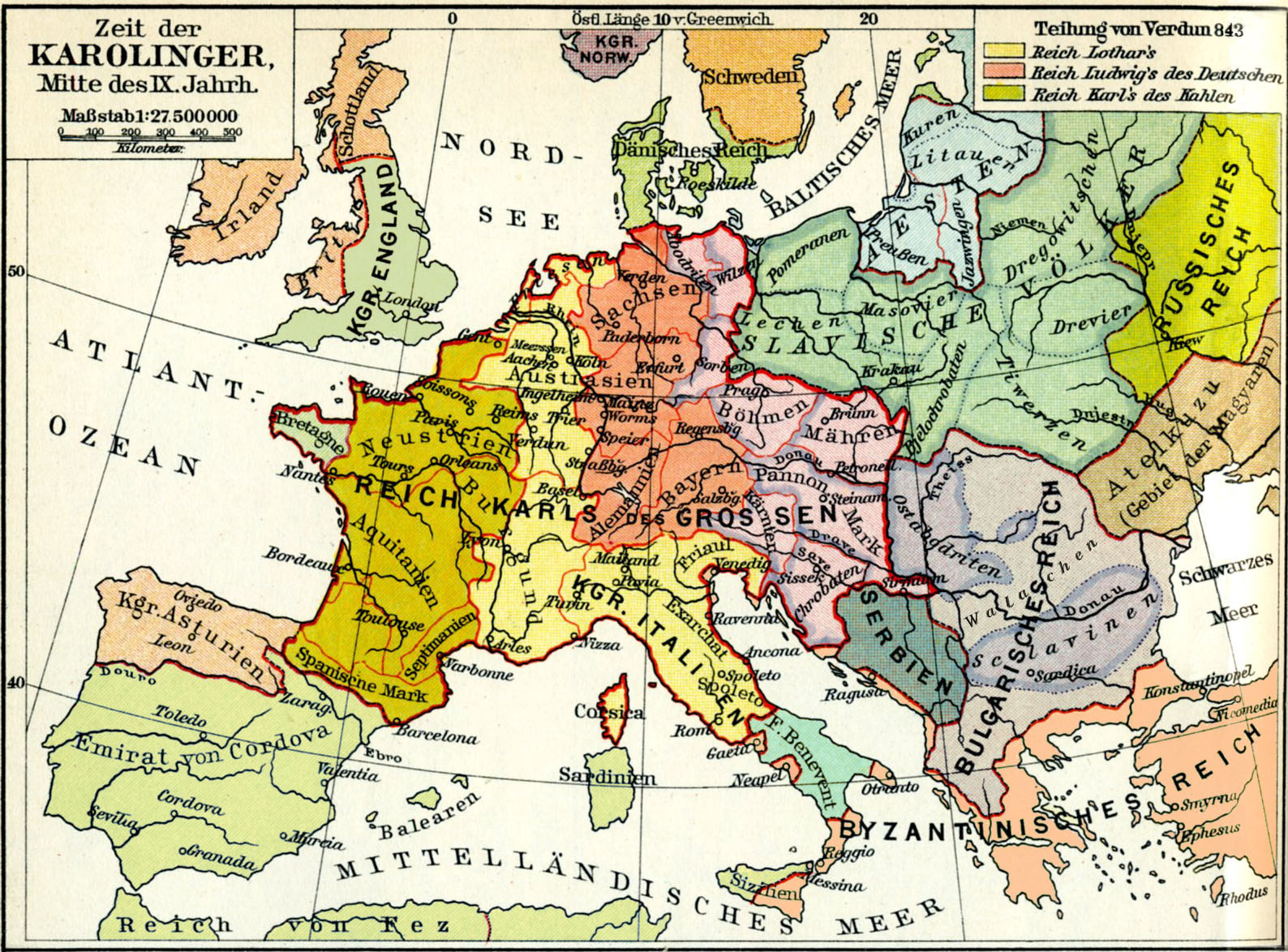
L'Europe lors du partage de Verdun, en 843.

#### Nouvelles invasions et conséquences
Aux IXe et Xe siècles, la Scandinavie, qui subit encore la péjoration climatique, voit partir en nombre les bateaux des Vikings dont les Varègues suédois. L'Europe occidentale subit les incursions dévastatrices des premiers, le long des côtes de la mer du Nord. Ces invasions sont accompagnées de massacres et de pillages mais le pillage permet la remise en circulation des métaux précieux que recélaient églises et monastères, et dont la carence pose problème au développement des marchés. À la fin du Xe siècle et au début du XIe siècle, le féodalisme se développe d'autant plus vite, que les États ne peuvent guère assurer la protection de leurs populations. En Europe orientale au contraire, les Varègues commercent pacifiquement avec l'Empire byzantin (dont la supériorité navale et militaire les empêche de s'adonner au pillage) et contribuent à la mise en place de l'État russe.

### Moyen Âge classique (XIesiècle/XVesiècle)

L'Europe en l'an mil.

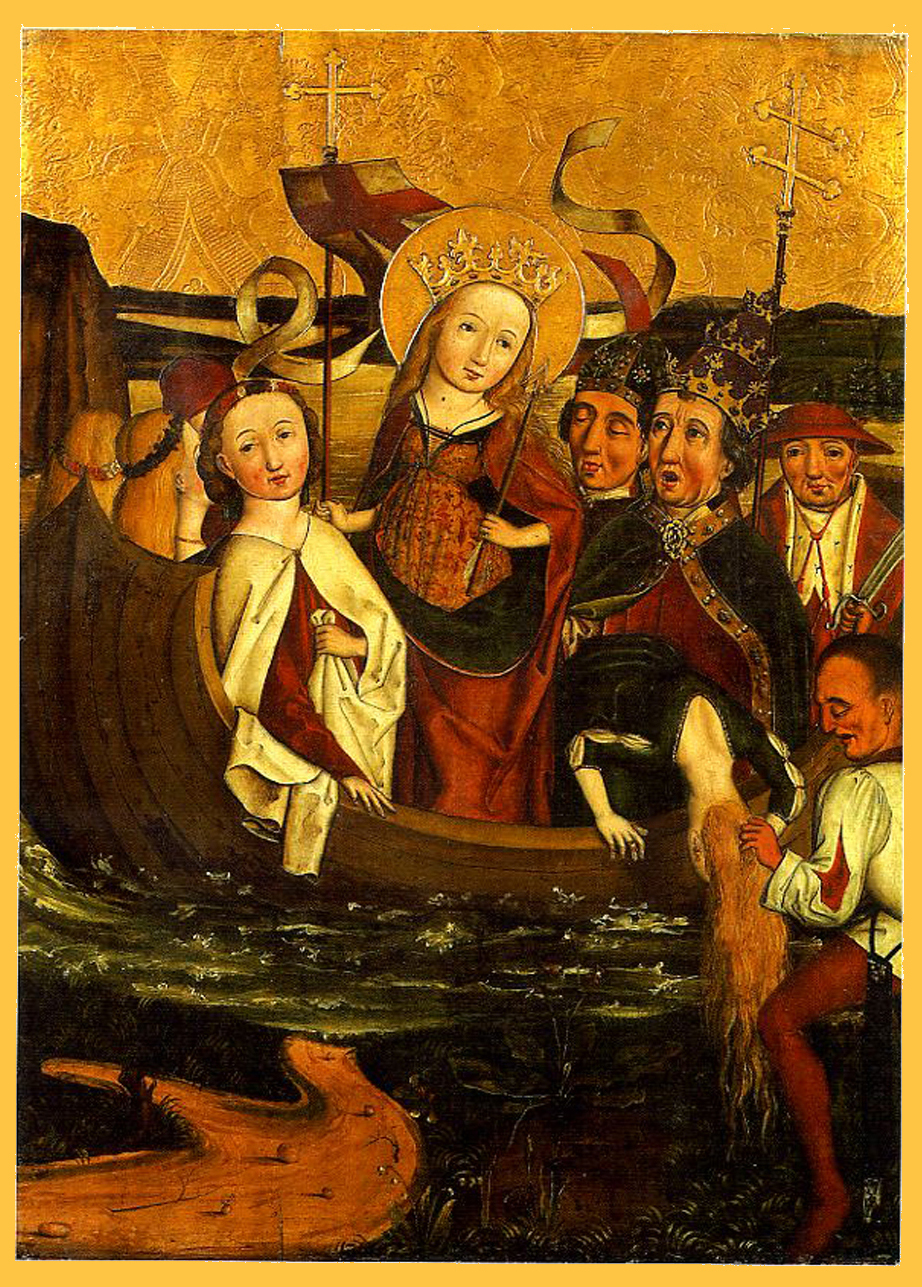
Le martyre de Sainte Ursule, art allemand du XVIe siècle.

Le « tournant de l'an mil » : vers le milieu du Xe siècle, la population européenne commence à s'accroître du fait d'une amélioration climatique et de quelques progrès techniques qui trouvent leur application dans l'agriculture, comme le collier d'épaule pour le cheval. Commence alors une période de deux siècles, celle des grands défrichements. En même temps qu'« un blanc manteau d'églises » couvre le continent, les pèlerinages vers Saint-Jacques-de-Compostelle et vers Jérusalem sont les expressions de la vive piété médiévale, « qui, du monde extérieur à son lieu de vie, ne connaît que Dieu ».

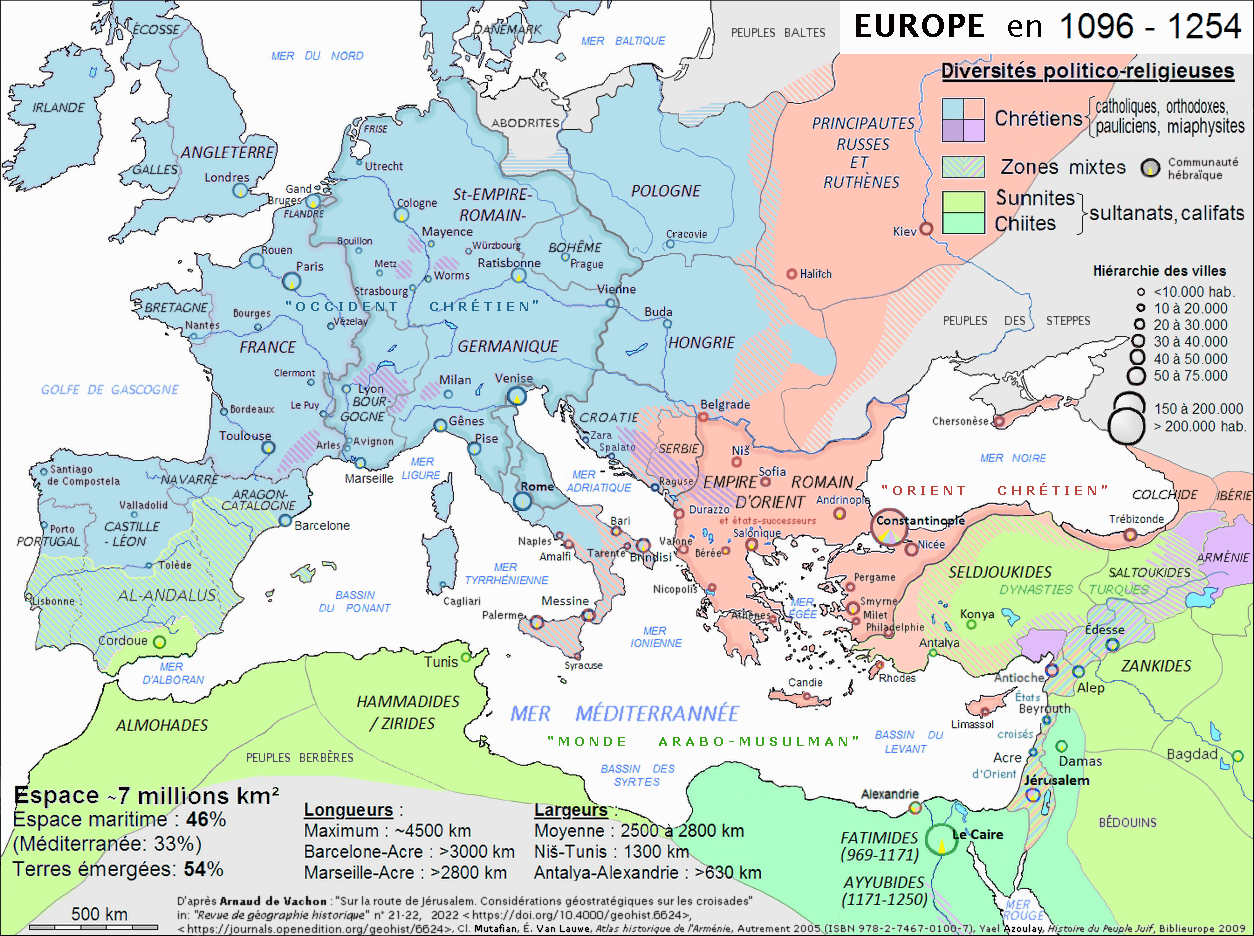
L'Europe au temps des croisades.

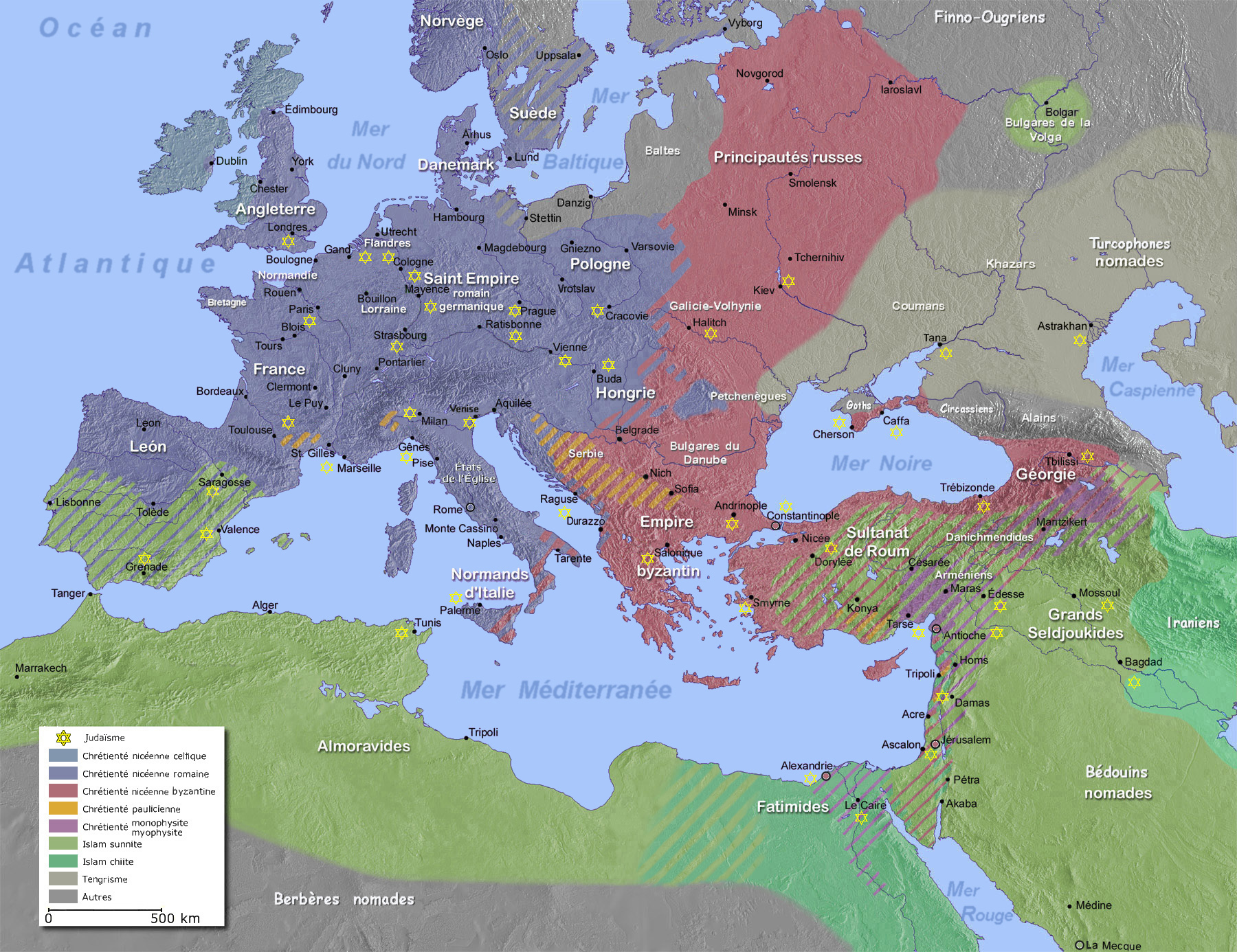
Les religions en Europe au XI.

#### Les contacts entre les civilisations occidentale, byzantine et arabe
À partir du VIIIe siècle, l'expansion de l'islam touche le Sud de l'Europe, en Sicile, dans le sud de l'Espagne puis au XVe siècle autour de la mer Égée. Depuis 1054 la séparation des Églises d'Orient et d'Occident induit aussi une séparation civilisationnelle entre l'orient chrétien de tradition byzantine et de rite grec, et l'occident chrétien de tradition romane et de rite latin. De 1095 à 1291 les Croisades permettent, dans les États latins d'Orient, des échanges entre ces différentes traditions ainsi qu'avec le judaïsme. En 1130, l'évêque de Tolède crée une école de traduction des manuscrits arabes et hébreux. Les Occidentaux y redécouvrent alors bon nombre d'écrits de l'Antiquité, notamment grecque, jusque-là oubliés, comme une partie de la philosophie d'Aristote revue par des philosophes arabes. Ainsi naît une forme d'humanisme médiéval dont les penseurs, théologiens et philosophes tentent de réconcilier la foi et la raison : saint Thomas d'Aquin, Hasdaï ibn Shaprut, Gerbert d'Aurillac, maître Eckart, Roger Bacon, Pierre Abélard, Grégoire de Nysse, Jean Damascène, Manuel Chrysoloras, Démétrios Kydones, François Philelphe, Jean Bessarion, Giovanni Aurispa, Avicenne, Averroès, Le Choresmien, Maïmonide…

#### Le réveil du commerce
On observe les premiers signes d'une renaissance de l'économie d'échanges en Europe de l'Ouest quand le commerce reprend en Italie grâce à la croissance économique et culturelle de puissantes cités États comme Gênes, Florence ou Venise ainsi qu'en Flandre où les manufactures de draps se développent avec Bruges et Anvers. L'économie bénéficie de ces liens entre places commerciales européennes.
À mi-parcours de ces deux pôles économiques médiévaux, les foires de Champagne sont à leur apogée vers 1250 jusqu'à leur déclin du fait de l'ouverture de la route du Saint-Gothard et d'une liaison maritime directe entre l'Italie et la Flandre (1298), ce qui permet d'échapper aux taxes mises en place par les capétiens en France. Venise, dont les galères vont elles-mêmes chercher les épices et les marchandises au Levant surpasse ses rivales et domine l'économie européenne de 1380 à 1500 environ, les musulmans ayant cessé de pratiquer le commerce en Méditerranée occidentale.

#### Le retour de l'État

L'Europe au XIVe siècle.

À la même époque, des royaumes commencent à prendre forme en France, en Angleterre et au Portugal, mais leur formation prend plusieurs décennies à cause des rivalités entre l'Église, la monarchie et les nobles.

#### Les crises du bas Moyen Âge
Elles prennent effet au cours du XIVe siècle du fait de la guerre de Cent Ans, interminable conflit entre la France et l'Angleterre, du fait de la pandémie de peste noire de 1347 et de ses récurrences, et du grand schisme d'Occident.
- La crise est d'abord démographique. La population européenne va passer de 73 à 45 millions d'habitants entre 1300 et 1400, l'espérance de vie recule de 25 ans à 17 ans en Angleterre.
- La crise est aussi économique et sociale. Faute de main d'œuvre, l'agriculture est insuffisante, les marchés des manufactures textiles de Flandre sont à un bas niveau mais celles du Brabant se développent. Les villes ont augmenté leur population du fait de l'insécurité des campagnes mais n'offrent guère de travail alors que les prix des loyers et des denrées augmentent, plus vite que les salaires. Les « jacqueries » sont fréquentes, les troubles sont nombreux, d'abord en France puis dans toute l'Europe. Cependant, dès le milieu du XVe siècle, débute un essor généralisé de la population et une reprise économique.
- Enfin, la crise est morale. Le grand schisme d'Occident provoque de vives inquiétudes parmi les fidèles. Le concile de Constance (1414-1418), qui se pose comme au-dessus du pape et de l'antipape, se compose des futures grandes nations européennes qui peuvent examiner séparément les différentes questions. Alors que les hérésies de Wyclif en Angleterre et de Jean Hus en Bohême proposent de rejeter tous les écrits postérieurs à la Bible, l'unité de la chrétienté occidentale est menacée. De ceci va naître la Réforme.
- Pendant ce temps, de nouvelles puissances émergent en Orient : au nord, la Russie se réunifie et se libère des Tatars et Mongols de la Horde d'or, puis devient un empire ; au centre, l'Union de Lublin crée un puissant et vaste royaume de Pologne-Lituanie qui accueille les Juifs chassés d'Occident, tandis que Bohême et Hongrie prospèrent (y compris culturellement) sous Mathias Corvin ; au sud enfin, l'Empire ottoman, musulman , devient à son tour un État européen et accueille de son côté les juifs chassés d'Espagne. Initialement, la tolérance religieuse est de mise dans ces États multi-culturels, et le restera jusqu'au début du XIXe siècle.

## Période moderne

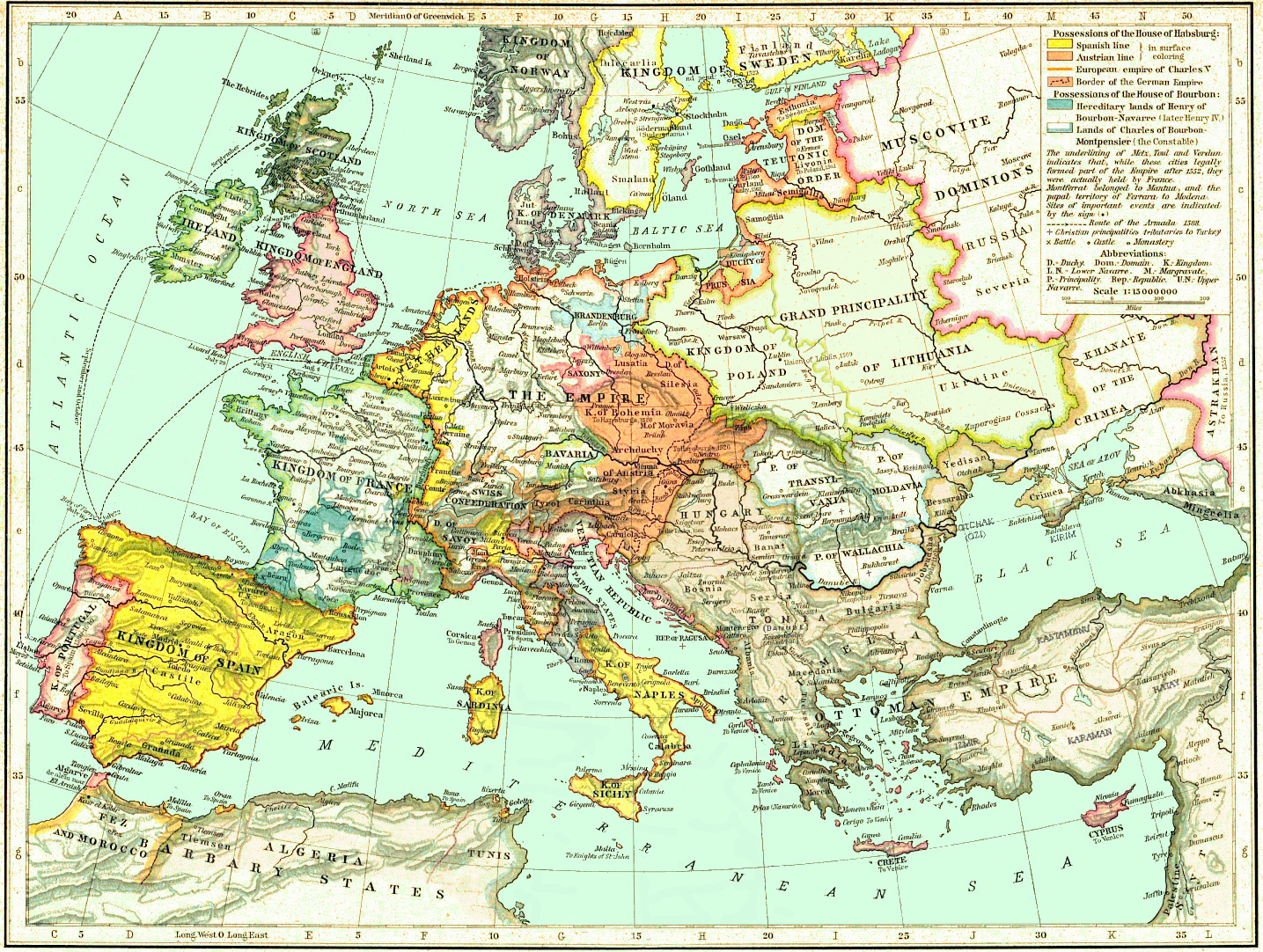
L'Europe au milieu du XVI.

### La Renaissance et la Réforme
Au XIVe siècle, les monarchies occidentales se renforcent, construites par des monarques qui centralisent le pouvoir (France, Angleterre, Espagne).
Née en Italie au XVe siècle (Quattrocento), sous l'influence des échanges avec l'Orient (notamment par Gênes et Venise) et de lettrés byzantins tels Bessarion ou Lascaris, la Renaissance est un mouvement intellectuel et scientifique (l'Humanisme) et un nouveau courant artistique (peinture, sculpture, architecture, musique) qui marque l'Europe. On notera la prolifération d'œuvres ayant pour thème l'Antiquité.
La diffusion de la Réforme protestante inspirée par les moines Luther et Calvin, favorisée par le développement de l’imprimerie, est un bouleversement encore plus important dans l'Europe occidentale. Elle fait éclater l’unité des catholiques, et aboutit à des guerres de religion en Allemagne en France et plus tard en Angleterre.

### Les débuts du colonialisme européen
C'est également à cette époque que les Portugais et les Espagnols commencent à être capables de naviguer sur tous les océans. Ce sont les Grandes découvertes : installation de comptoirs le long des côtes africaines, route des Indes par le contournement de l'Afrique découverte par les Portugais en 1498, et Amérique découverte par les Espagnols en 1492. Le traité de Tordesillas (1494) partage le monde, encore largement inconnu, entre un hémisphère portugais et un hémisphère espagnol.
Les Espagnols et les Portugais sont rejoints dans cette expansion coloniale au XVIIe siècle par les Hollandais, les Anglais et les Français. Les Hollandais s'installent sur tous les continents, avec notamment les Indes orientales néerlandaises (future Indonésie). La France explore et occupe un vaste territoire qui s'étend du Québec à La Nouvelle-Orléans (Louisiane), mais n'aura jamais la volonté de le peupler. Enfin, les Anglais créent des colonies sur la façade atlantique de l'Amérique du Nord, évinçant les Hollandais de la future New York en 1664.
L'Europe de l'Ouest profite à partir de ce moment non seulement du développement du commerce mondial, la « protomondialisation », mais elle commence avec la colonisation à établir sa domination directe sur d'autres continents, principalement en Amérique et dans l'océan Indien au XVIe siècle. Les Églises d'Europe commencent à répandre les religions chrétiennes parmi les indigènes des colonies. Mais la colonisation s'accompagne de la traite des noirs et de l'utilisation d'esclaves dans les plantations d'Amérique. Les Amérindiens sont décimés par les maladies, le travail forcé, ou exterminés. L'Espagne s'enrichit considérablement au XVIe siècle par la découverte des métaux précieux d'Amérique (or et argent), dont l'énorme quantité transférée en Europe crée une forte inflation durant le XVIe siècle. La France et la Grande-Bretagne profitent du commerce triangulaire au XVIIe siècle et surtout au XVIIIe siècle.
La Russie s'étend en Sibérie et atteint l'océan Pacifique en 1641, date de la fondation d'Okhotsk. Elle ne cessera de s'étendre, aux XVIIIe siècle et XIXe siècle, aux dépens de la Chine et des émirats musulmans d'Asie centrale. En revanche, contrairement aux occidentaux, elle n'y pratique pas l'esclavage mais favorise le peuplement de son nouvel espace par des trappeurs, éleveurs et agriculteurs slaves. En 1799, elle prend pied en Amérique du Nord en s'implantant en Alaska.

### La remise en cause de l'absolutisme

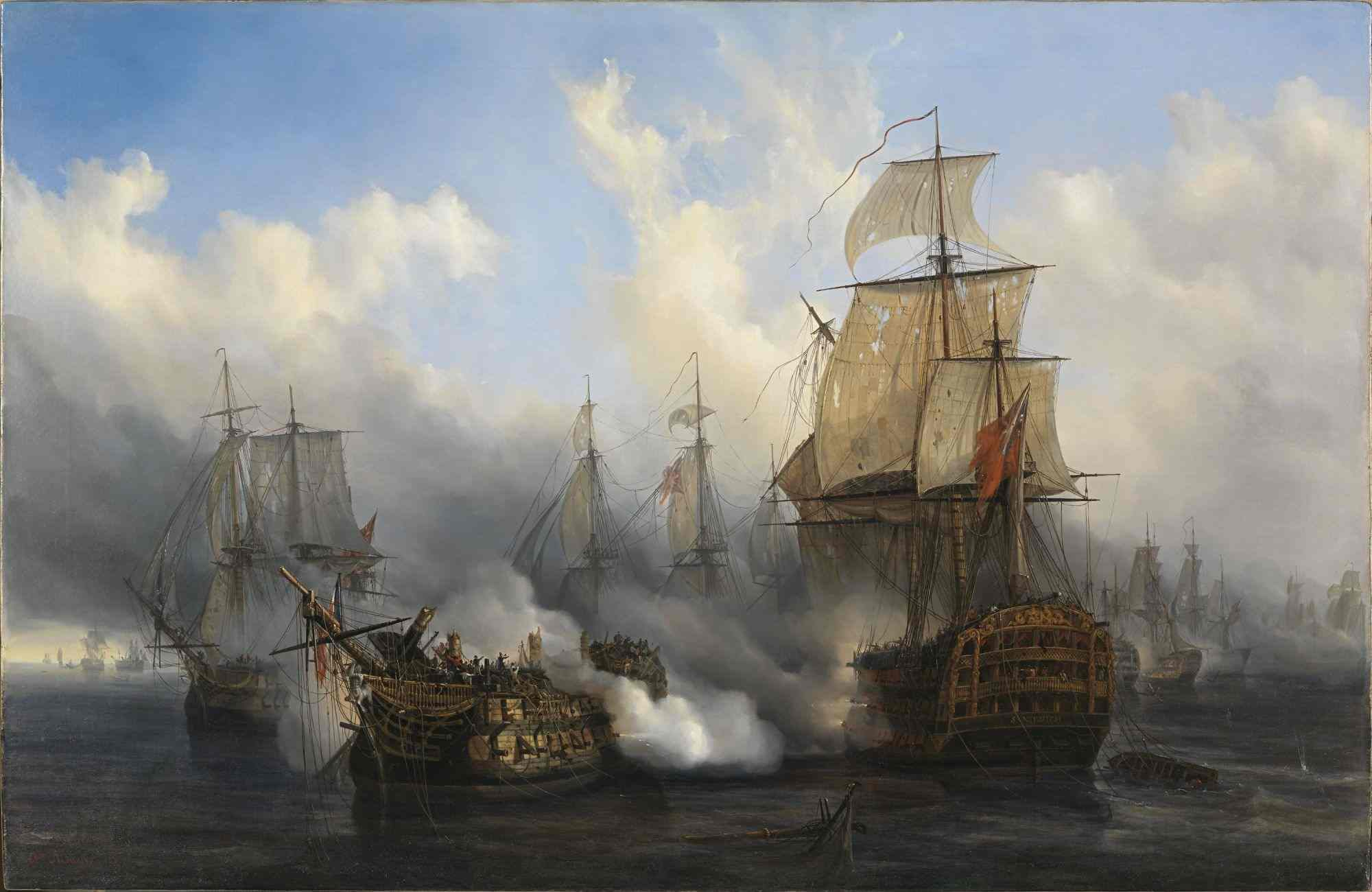
Les progrès de la navigation et de l'artillerie ont permis aux Européens d'étendre leur influence à travers le monde tout en s'affrontant entre eux (ici la Bataille de Trafalgar, d'Auguste Mayer).

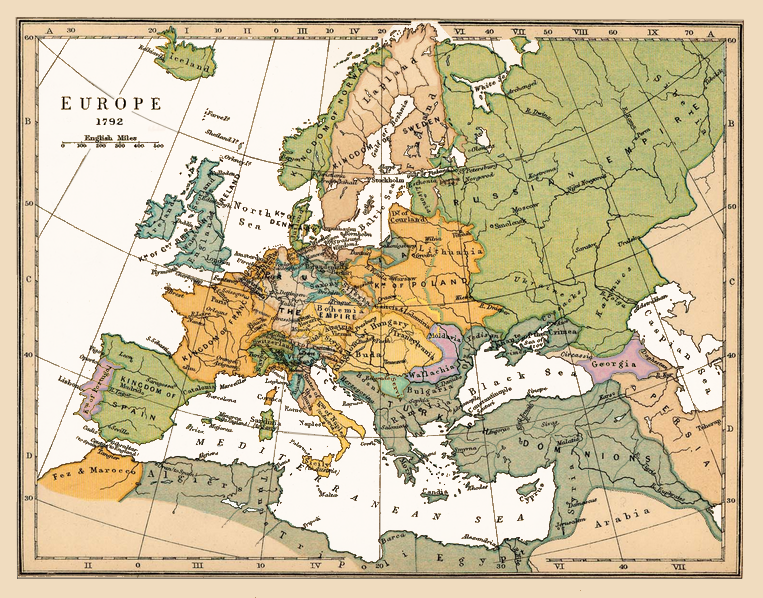
L'Europe à la fin du XVIII.

La plupart des monarques européens des XVIIe et XVIIIe siècles sont des rois absolus qui s'affrontent très souvent dans des guerres de prestige, même si les considérations religieuses, économiques et d'équilibre des puissances n'en sont pas absentes. La rivalité entre le roi de France et les Habsbourgs d'Espagne et d'Autriche est constante. C'est Louis XIV qui parvient à supprimer la menace espagnole en plaçant son petit-fils Philippe V sur le trône après la mort du dernier Habsbourg d'Espagne. Le traité des Pyrénées (1659) consacre la suprématie de la France sur la scène européenne.
L'Europe centrale est ravagée par la guerre de Trente Ans (1618-1648). Le roi de France Louis XIV, modèle du souverain absolu, provoque quatre guerres. Les renversements d'alliance sont fréquents au XVIIIe siècle, marqué par l'essor de la Prusse comme puissance militaire, et la domination maritime, coloniale et économique du Royaume-Uni, à la suite du traité de Paris qui clôt la Guerre de Sept Ans (1756-1763).
Cependant l’absolutisme est contesté. Les Provinces-Unies se soulèvent à la fin du XVIe siècle contre leur souverain, le roi d'Espagne, et parviennent à obtenir leur indépendance au prix d'une longue lutte (guerre de Quatre-Vingts Ans), tout en devenant une grande puissance coloniale et commerciale. L'Angleterre connaît deux révolutions aux XVIIe siècle : la Première révolution anglaise (1642 à 1651) et la Glorieuse Révolution (1688), qui aboutissent à la mise en place d'une monarchie constitutionnelle en 1689.
Le mouvement des Lumières émerge dans la seconde moitié du XVIIe siècle avec des philosophes comme Spinoza, Locke, Bayle et Newton, avant de se développer dans toute l'Europe, notamment en France, au XVIIIe siècle avec des philosophes comme Montesquieu, Voltaire et Rousseau. Tous ces intellectuels s'engagent contre les oppressions religieuses et politiques, combattant l’irrationnel, l’arbitraire, l’obscurantisme et la « superstition » des siècles passés.
La période voit se développer l’art baroque, puis l’art classique.

## Époque contemporaine

### Révolution et Empire
La France, où s'est développée au XVIIIe siècle la philosophie des Lumières, connaît à son tour une Révolution en 1789, après plusieurs années de mauvaises récoltes (d'où cherté du pain) dues aux « étés pourris » consécutifs aux éruptions du volcan islandais Lakagigar (ou Laki) en 1783 : c'est le déclin de l'autorité des nobles et du clergé sur le peuple et, malgré les exactions de la Terreur, c'est un foyer de diffusion des idées de démocratie et de république en Europe.

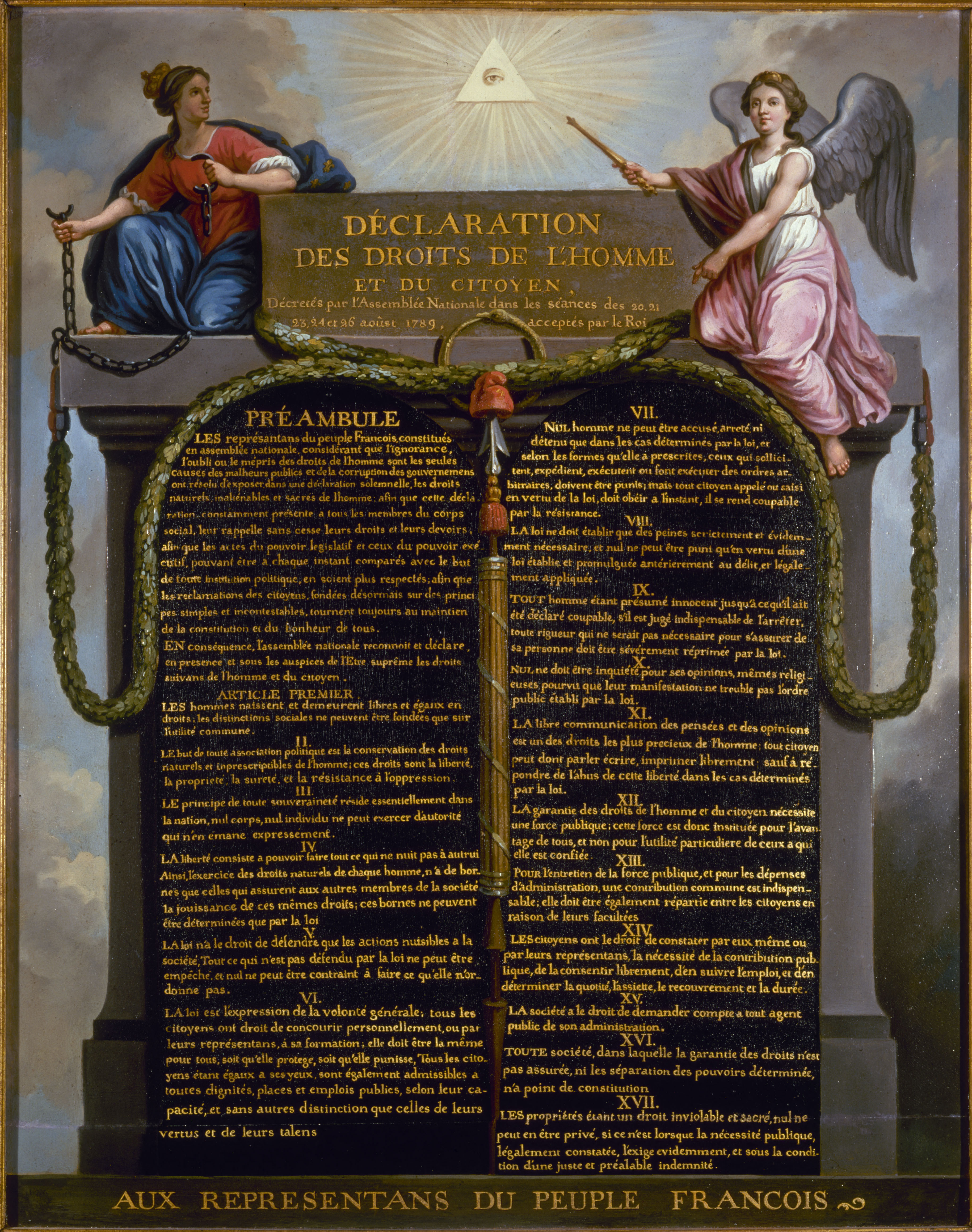
Représentation de la Déclaration des droits de l’homme et du citoyen de 1789 par Le Barbier.

La révolution française (1789-1799) a non seulement mis fin à la monarchie absolue et à l’Ancien Régime en France, mais également provoqué un choc dans toute l'Europe. Les autres monarchies européennes se sont vues menacées, ce qui déclenche une guerre entre la France et le reste de l'Europe à partir de 1792. Le serment du Jeu de Paume constitue en lui-même une révolution puisqu'il ne tient pas compte de l'avis du roi. Les victoires militaires de la France révolutionnaire, puis de Napoléon (1799-1815) ont pour conséquence la conquête ou la domination d'une grande partie de l’Europe par les Français, qui suppriment l'Ancien régime, confisquent les biens de l’Église, imposent l'usage du Code civil français et du système métrique.
L’opposition à la France ne se nourrit pas que des sentiments contre-révolutionnaires de l'aristocratie. Un nationalisme populaire se développe chez les Allemands humiliés en 1806, ou chez les Espagnols qui mènent une longue guerilla pour libérer leur pays (1808-1813) : ce nationalisme sera à la base de l'histoire des relations internationales européennes jusqu'en 1945. L'expansionnisme napoléonien limite l'influence de l'Autriche en Allemagne et raye le Saint-Empire romain germanique de la carte après neuf siècles d'existence. Exsangue, la France impériale est finalement vaincue par toute l'Europe coalisée (1812-1815), perd quasiment toutes ses conquêtes et une nouvelle carte de l'Europe est établie par le traité de Vienne (1815), au profit de la Prusse, de l'Autriche et de la Russie.

### La révolution industrielle
C'est en Europe que se développe la révolution industrielle, née vers 1780 au Royaume-Uni, où des progrès techniques (acier, machine à vapeur, rails) permettant d'exploiter l'énergie fossile du charbon, infiniment plus puissante (parce qu'elle représente des millions d'années d'accumulation) que les énergies renouvelables (humaine, des animaux de trait, vent et rivières pour la navigation et les moulins). Cette révolution s'étend vers 1830 à la France, la Belgique et la Suède, vers 1850 à l'Allemagne et l'Autriche, vers 1880 à la Suisse et à l'Italie, vers 1900 à la Russie. L'Europe se couvre de mines de charbon, de hauts-fourneaux, de filatures, de voies ferrées, de lignes télégraphiques.
En même temps se produit la révolution agricole qui permet de nourrir une population en augmentation rapide (la population européenne double pendant le XIXe siècle, sauf en France). L'exode rural alimente une forte croissance urbaine. La classe ouvrière se développe, pendant longtemps misérable et exploitée, et les idées socialistes apparaissent. Néanmoins, la condition ouvrière s'améliore très lentement, avec les progrès du syndicalisme.
Les progrès de l'hygiène se font également sentir : ils permettent d'éradiquer la peste (dès 1720) puis le choléra (vers 1900) en Europe. La tuberculose continue ses ravages jusqu'à la fin des années 1940, finalement circonscrite par l'usage de la pénicilline.
Durant toute son histoire, l'Europe a connu de nombreuses disettes et famines : les dernières disettes se sont produites en Europe occidentale pendant la Seconde Guerre mondiale et en Europe de l'Est dans la Roumanie du régime Ceaușescu ; la dernière famine meurtrière fut celle qui sévit en URSS en 1946-47.

### L’éveil des nations et l’émancipation des peuples
Le XIXe siècle, de 1815 à 1914 est un long siècle sans guerre majeure : les conflits sont localisés. 1815 voit le triomphe de la réaction, conduite par la Russie, la Prusse et surtout l'Autriche de Metternich, qui forment la « Sainte-Alliance ». Mais ce triomphe ne parvient pas à empêcher la diffusion des idées issues de la Révolution française qui se répandent parmi les gradés des armées, les lettrés et dans la bourgeoisie, de sorte qu’une profonde mutation affecte, selon Georges Duby, les identités collectives d’Europe : encore définies par la religion et la sujétion à un monarque au début du siècle, elles évoluent rapidement en appartenance à un ensemble linguistique, culturel et historique appelé « nation », et l’on s’affirme dès lors comme membre d’une « nation allemande », « italienne » ou « française », plutôt que comme sujets prussiens, bavarois, autrichiens, piémontais, toscans ou du roi de France. D’ailleurs même en 1815, la monarchie absolue n'est pas rétablie partout : la monarchie constitutionnelle subsiste en Europe de l'Ouest, en Scandinavie et dans les Principautés danubiennes. Des mouvements libéraux se manifestent de 1820 et 1821 à Naples, en Allemagne, en Espagne, en Moldavie et Valachie, mais ils sont écrasés par la « Sainte-Alliance » ; seul le soulèvement des Grecs aboutit à leur indépendance vis-à-vis de l'Empire ottoman en 1829. À la suite de la vague révolutionnaire de 1830, les Belges obtiennent à leur tour leur indépendance, mais les révolutions polonaise et italienne sont écrasées par les Russes et les Autrichiens. Le « Printemps des Peuples » de 1848 voit les mouvements libéraux et nationaux soulever les Allemands, les Italiens, les Hongrois et les Roumains mais dès l'année suivante les armées autrichiennes et russes rétablissent l'ordre ancien. L'intervention française de 1859 contre l'Autriche permet de démarrer l'unité italienne autour du roi du Piémont, en grande partie achevée en 1870. En 1859 également, l'union de la Moldavie et de la Valachie crée la Roumanie. L'unité allemande est réalisée par la Prusse par la guerre : ses victoires contre l'Autriche à Sadowa (1866) et contre la France (1871) lui permettent de fonder l'Empire allemand. La défaite de Sadowa permet à la Hongrie de bénéficier d'un régime de faveur dans cette « prison des peuples » qu'est l'Autriche-Hongrie, née du compromis de 1867.
« Homme malade de l'Europe », à la suite de défaites, l'Empire ottoman perd peu à peu ses possessions en Europe du Sud-Est. Le soulèvement serbe de 1804-1813 est l'un des mouvements d'émancipation des chrétiens contre l'occupation ottomane dans les Balkans, issu de la diffusion des idées de la révolution française de 1789, comme la renaissance culturelle grecque, roumaine et bulgare. En France, Lamartine et Victor Hugo soutiennent les Serbes contre les Ottomans, tout comme les philhellènes avaient soutenu la guerre d'indépendance grecque. Hugo écrira même un discours d'unité européenne demandant la création des « États-Unis d'Europe » pour sauver les Serbes encore sous occupation ottomane qui subissent des massacres de masse. Ce discours est aujourd’hui considéré comme l’un des actes fondateurs de l’idée européenne.
Dès 1912, à la suite de la Première Guerre balkanique, l'Empire ottoman ne conserve que les alentours d'Istanbul en Europe. Les quatre États balkaniques ne peuvent pas faire coïncider leurs frontières avec l'extension de leurs nations, car celles-ci se mélangent sur de vastes territoires. De plus ils sont instrumentalisés par les jeux d'influence des grandes puissances. Il en découle la Deuxième Guerre balkanique, qui règle la question, tout en laissant des frustrations qui s'ajoutent à celles des peuples de l'Autriche-Hongrie. La Russie soutient les Slaves du Sud, que la Serbie souhaite réunir dans un même État. L'Autriche-Hongrie qui est bloquée dans ses ambitions territoriales ne peut que s'étendre vers le Sud : elle occupe la Bosnie-Herzégovine (1878), finit par l'annexer (1908), et soutient les Albanais et la Bulgarie, qui revendique la Macédoine à la Serbie.

### La seconde expansion coloniale
Après l'indépendance des États-Unis en 1783 à la suite de la guerre contre l'Angleterre et des colonies espagnoles et portugaises d'Amérique vers 1820, les Européens n'avaient plus beaucoup de colonies sauf les Britanniques qui contrôlent une grande partie des Indes, le Canada, l'Australie et l'Afrique du Sud et les Hollandais qui possèdent les Indes néerlandaises. La France se lance dans la conquête de l'Algérie en 1830, ce qui relance la conquête coloniale.
Ainsi, la fin du XIXe siècle voit l'impérialisme européen se lancer dans l'établissement d'un second empire colonial, en Afrique, en Asie et en Océanie. En 1885, lors de la Conférence de Berlin sur la colonisation, « pour le bien être moral et matériel des populations indigènes », des règles sont mises en place par les métropoles. Comme toute nouvelle conquête doit être soumise à l’approbation des autres puissances, la compétition est lancée et la colonisation s’accélère : c'est la « course au clocher » qui provoque des frictions entre les puissances européennes : Fachoda (1898) entre la France et le Royaume-Uni, Tanger (1905) et Agadir (1911) entre la France et l'Allemagne.
En 1914, l'Europe à son apogée domine alors le monde et les territoires cumulés que contrôlent les pays européens (y compris la Russie en Sibérie) correspondent à 66 % de l’espace mondial et 60 % de la population mondiale. Lénine écrira que l'impérialisme est le « stade suprême du capitalisme », ce qui fait que les Partis communistes européens se rangeront dans la lutte anticoloniale au moins avant la Seconde Guerre mondiale.
Après la Première Guerre mondiale alors que les mouvements d'indépendance tentent de se faire reconnaître, la France, le Royaume-Uni et, dans une moindre mesure, la Belgique et le Japon se partagent les colonies allemandes et les territoires arabes de l'Empire ottoman. Seule l'Égypte parvient à une certaine indépendance en 1922, comme conséquence de sa révolution de 1919.
La crise de 1929 entraîne un repli des Européens sur leurs Empires coloniaux par le système de la « préférence impériale ». Les mouvements d'indépendance sont de plus en plus pressants, notamment aux Indes et au Maghreb.

### Les guerres mondiales
Le nationalisme et l'impérialisme des grandes puissances européennes les poussent à une course aux armements et à la constitution de deux grandes alliances militaires opposées, la Triple-Alliance, formée de l'Allemagne, de l'Autriche-Hongrie et de l'Italie, et la Triple-Entente, constituée de la France, du Royaume-Uni et de la Russie. Si le désir de revanche de la France, désireuse de récupérer l'Alsace-Lorraine annexée par l'Allemagne en 1871, est puissant, c'est une autre question nationale qui déclenche le conflit. À la suite de l'attentat de Sarajevo (28 juin 1914), l'Autriche-Hongrie déclare la guerre à la Serbie, mais la guerre s'étend à presque toute l'Europe par le jeu des alliances. Ce conflit qu'opinions et média imaginaient court est une effroyable boucherie qui dure plus de quatre ans, car la Première Guerre mondiale est une guerre de position, une guerre des tranchées, qui a provoqué la mort de 9 millions de soldats et profondément traumatisé toute une génération. C'est l'intervention des États-Unis qui permet à l'Entente de finalement vaincre l'Allemagne, affaiblie par le blocus naval des Britanniques, et ses alliés (les Empires centraux) en 1918, l'Italie ayant entre-temps changé de camp.
Outre les dégâts humains et matériels qu'elle a provoqués, la « Grande Guerre » a radicalisé certains mouvements politiques de droite comme de gauche, et bouleversé l'Europe :
- la carte de l'Europe a été fortement modifiée par les traités de paix qui ont suivi le conflit (traité de Versailles, 1919) : l'Allemagne et la Russie ont perdu des territoires, l'empire austro-hongrois disparaît, et beaucoup de peuples accèdent à l'indépendance (suivant plus ou moins le droit des peuples à disposer d'eux-mêmes et les 14 points du président Woodrow Wilson), avec la formation de la Pologne, de la Tchécoslovaquie, de la Yougoslavie, des États baltes, de la Finlande ;
- ce conflit a constitué l'occasion pour le gouvernement ottoman des Jeunes-Turcs de réaliser le Génocide des Arméniens (1915-1916);
- autre conséquence majeure de la guerre, l'Empire russe est renversé par la Révolution russe en février 1917, mais l'éphémère République russe laisse place au premier régime totalitaire de l'histoire qui s'installe durablement au pouvoir par la terreur (à partir d'octobre 1917) et impose sa dictature (officiellement communiste) basée sur une police politique hypertrophiée et un système concentrationnaire ;
- la prise du pouvoir par les fascistes en Italie (1922) est une réaction à la vague révolutionnaire qui a touché l'Europe au lendemain de la guerre.

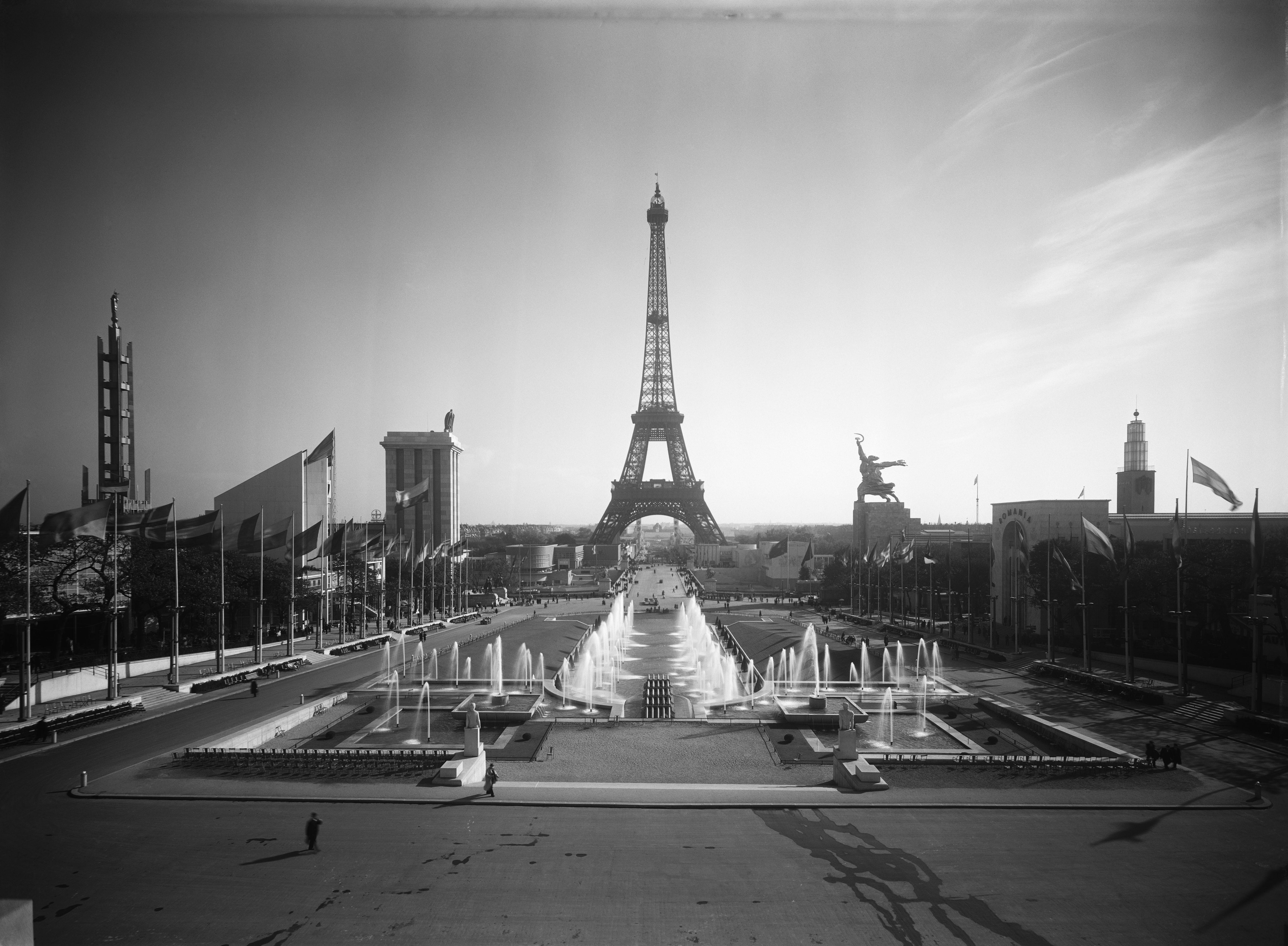
Exposition de 1937 à Paris : les pavillons de l'Allemagne nazie (surplombé d'un aigle, à gauche) et de l'URSS stalinienne (surplombé de L'Ouvrier et la Kolkhozienne, à droite) se font face de part et d'autre de la tour Eiffel.

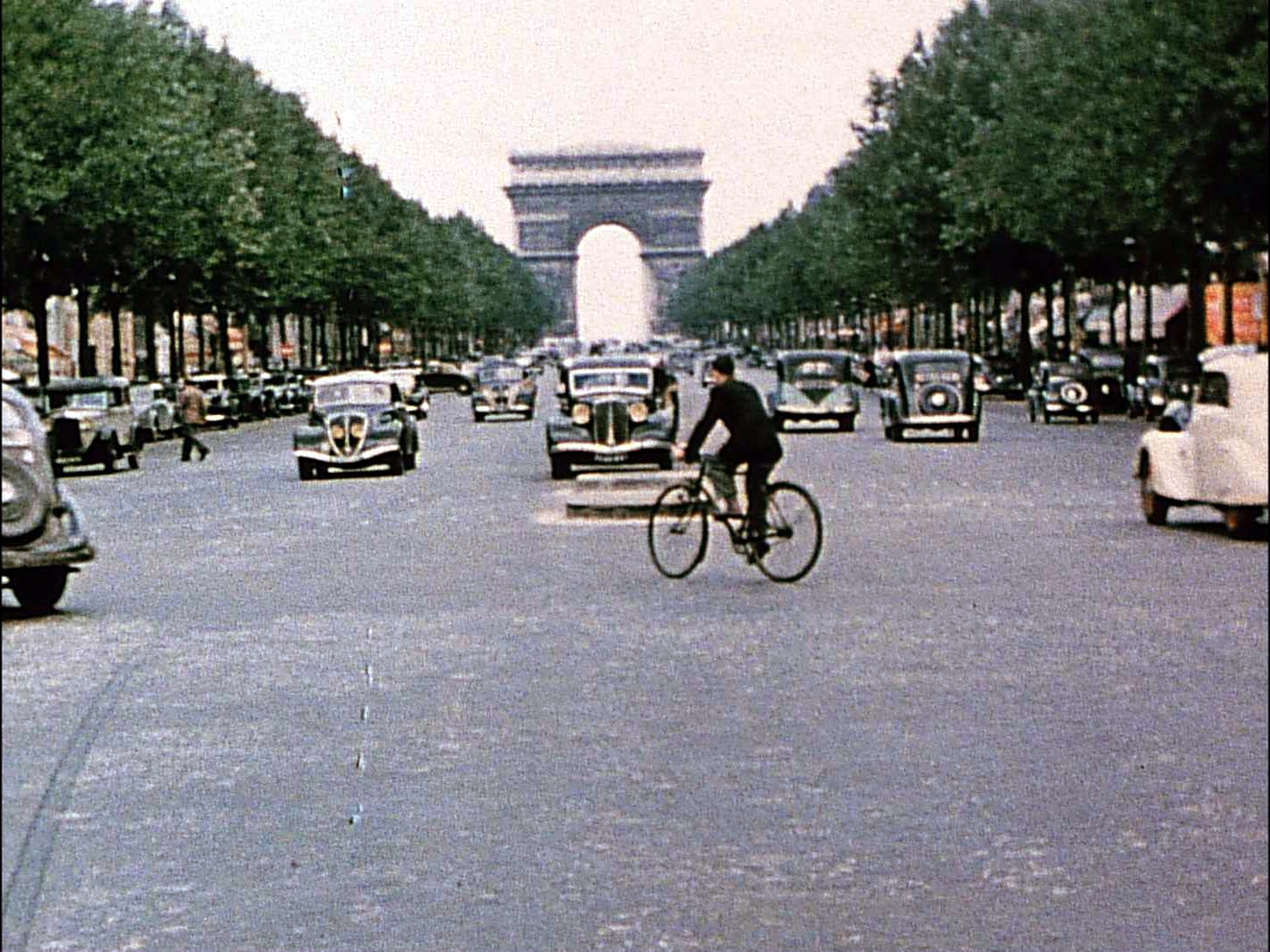
Avenue des Champs-Élysées à Paris en 1939.

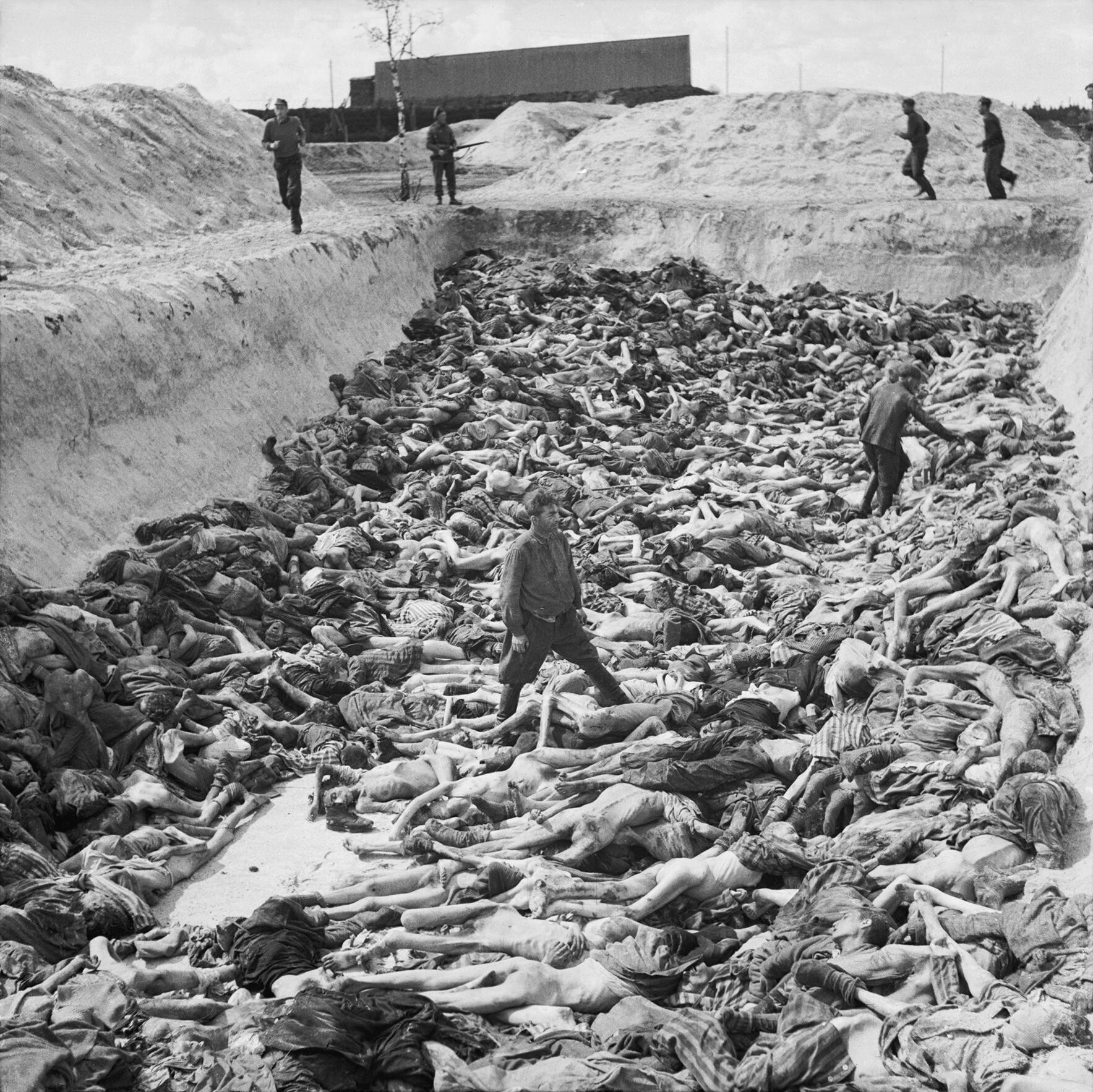
Shoah : le nazi Fritz Klein dans la fosse commune du camp de Bergen-Belsen, libéré le 24 avril 1945.

Si la démocratie progresse d'abord après la disparition des monarchies autoritaires vaincues en 1918, des dictatures soit conservatrices, soit soviétique se mettent ensuite en place dans presque toute l'Europe centrale et orientale (sauf en Roumanie et Tchécoslovaquie, qui succomberont respectivement en février 1938 et en mars 1939). La xénophobie et l'antisémitisme montent, finissant par être traduits en lois discriminatoires. Le choc créé par la crise économique mondiale des années 1930, qui apporte misère et insécurité avec un chômage massif, nourrit cette tendance. En Allemagne, l'intransigeance française sur l'allégement des réparations contribue à fragiliser la démocratie et en 1933, Hitler arrive au pouvoir, établit le Troisième Reich, et met également en place un système concentrationnaire. En URSS, plusieurs famines font, selon les estimations des historiens, entre 2,6 et 5 millions de victimes. Enfin, après une longue guerre civile (1936-1939), Franco établit sa dictature en Espagne.
La défaite de l'Allemagne à la fin de la Première Guerre mondiale va être instrumentalisée par le nazisme : Adolf Hitler veut effacer le « diktat » de Versailles et conquérir un « espace vital ». Il n'est d'abord qu'un agitateur marginal et pauvre, et fait de la prison après une tentative avortée de coup d'État en 1923. Mais à partir de 1929 il dispose d'appuis et de fonds, et il est élu chancelier en 1933: la démocratie allemande s'effondre en quelques mois, un État totalitaire se met en place. Hitler réalise d'abord une série de coups de force, qui agrandissent l'Allemagne sans qu'elle ait à combattre (annexion de l'Autriche en 1938 et de la partie occidentale de la Tchécoslovaquie en 1938 et 1939), du territoire de Memel aussi en 1939, en l'absence de réaction des démocraties occidentales. Puis le 1erseptembre 1939, l'Allemagne et l'URSS alliées envahissent la Pologne : le 3 septembre la France et le Royaume-Uni déclarent la guerre à l'Allemagne.
L'armée allemande remporte d'abord une série de victoires fulgurantes, grâce à la « guerre-éclair » : conquête de la Pologne (1939), du Danemark et de la Norvège (avril 1940), des Pays-Bas, du Luxembourg, de la Belgique et de la France (mai-juin 1940), de la Yougoslavie et de la Grèce (avril 1941). Mais, malgré une offensive aérienne d'envergure, la Grande-Bretagne, désormais seule en lice, résiste. Un premier tournant de la guerre se produit lorsqu'Hitler décide d'attaquer son propre partenaire, l'URSS, le 22 juin 1941 (opération Barbarossa) : l'Angleterre a désormais un puissant allié à l'est, même si l'Allemagne s'empare de vastes territoires en 1941-1942. Un second tournant est pris lorsque les Japonais décident d'attaquer les États-Unis le 7 décembre 1941 : aux ressources de l'empire colonial britannique et aux hommes de l'Union soviétique, s'ajoute désormais la productivité des industries américaines.
Mais, en attendant que tout cela puisse être coordonné, toute l'Europe sous domination nazie vit sous la terreur : les allemands réquisitionnent récoltes et productions industrielles et font subir à la population civile des représailles terribles, surtout à l'est où la convention de Genève n'est pas appliquée. Des millions de personnes sont déportées dans les camps de concentration. Les nazis mettent en œuvre une politique d'extermination des « races » que leur doctrine considère comme « inférieures et nuisibles » : slaves (4 200 000 Polonais, 1 280 000 Serbes, 7 500 000 Biélorusses, Russes et Ukrainiens), Roms (entre 50 000 et 220 000) et Juifs (à partir de 1942, les nazis mettent en œuvre le seul génocide industrialisé de l'histoire : la « solution finale » qui fera près de 6 000 000 de victimes). Mais finalement l'Allemagne nazie est vaincue : la marche vers la victoire des alliés est marquée par les triomphes soviétiques de Stalingrad (février 1943, troisième grand tournant de la guerre) et de Koursk (juillet 1943), et par les débarquements anglo-américains en Afrique du Nord (novembre 1942), Italie (1943) et en France (1944). L'Allemagne capitule le 8 mai 1945, mais la guerre a causé la mort de millions de personnes (une cinquantaine de millions au total), dont beaucoup de civils, à cause de l'étendue des zones des combats, des bombardements aériens et des déportations.

### Guerre froide et construction européenne

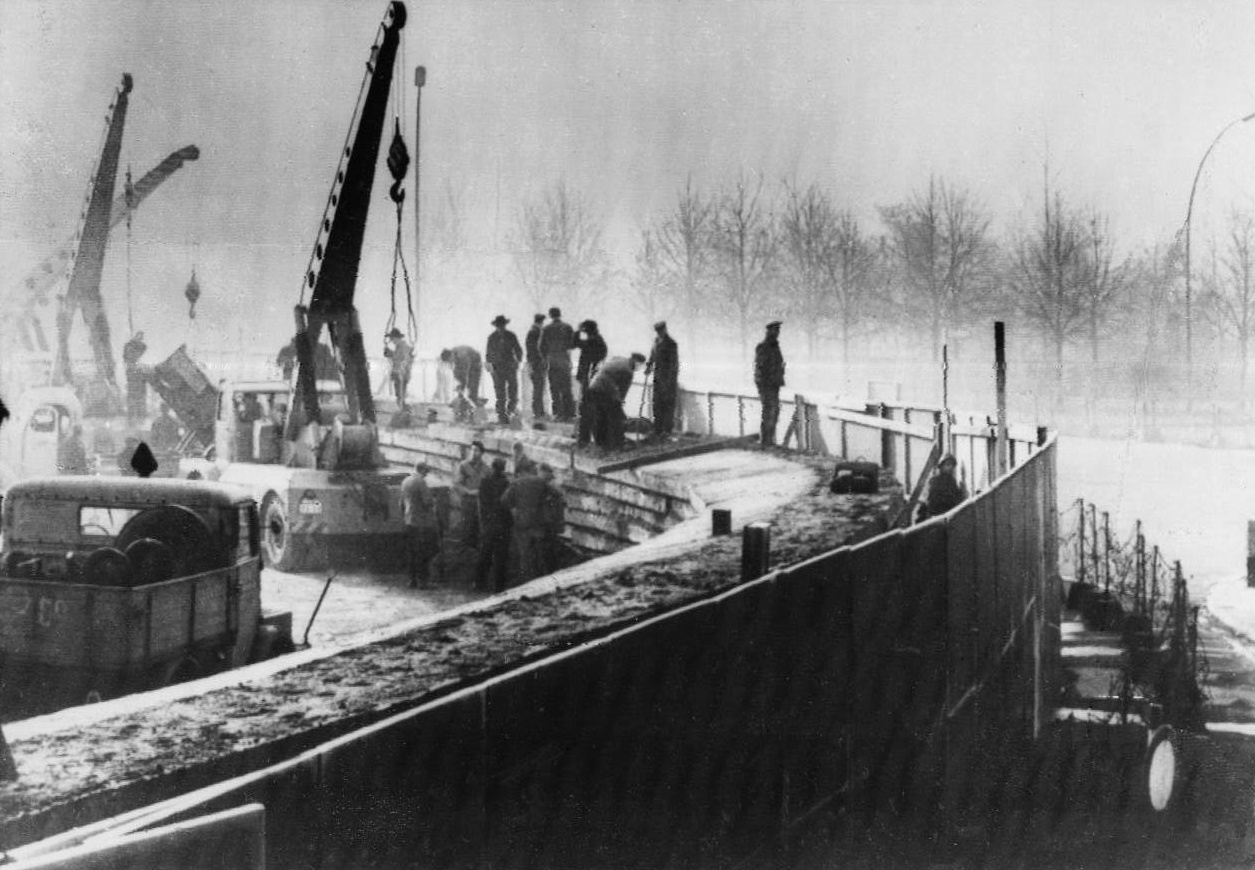
La construction du Mur de Berlin, le 20 novembre 1961.

La grande conséquence politique du second conflit mondial est la partition de l'Europe par le « rideau de fer » : dans toute l'Europe de l'Est occupée par l'Armée rouge les communistes imposent leur dictature (appelée « démocratie populaire »). Symbole de cette division, l'Allemagne elle-même est coupée en deux (naissance de la RFA et de la RDA en 1949). Les démocraties pluralistes occidentales s'allient aux États-Unis (OTAN, 1949), face à la menace soviétique (Pacte de Varsovie, 1955). Mais paradoxalement, si l'Europe a vécu dans la peur d'un troisième conflit mondial, sous la menace des fusées à tête nucléaire, l'« équilibre de la terreur » entre les deux blocs a duré pendant presque un demi-siècle de stabilité, avant l'effondrement des régimes communistes en Europe de l'Est en 1989-1991.
La Seconde Guerre mondiale a ruiné l'Europe, qui a subi des destructions considérables. Mais rapidement l'Europe de l'Ouest se reconstruit grâce à son potentiel industriel et à l'aide économique américaine (plan Marshall, 1947) et connaît durant les « Trente Glorieuses » un essor économique marqué par la hausse du niveau de vie et l'entrée des classes moyennes dans la « société de consommation ». Mais ces trois décennies de prospérité et de social-démocratie, durant lesquelles les acquis sociaux furent nombreux, ne concernèrent ni l'Europe du Sud (Italie exceptée), ni surtout celle de l'Est : la première n'accède à la croissance du niveau de vie et à la démocratie qu'à partir de 1970, la seconde qu'à partir de 1990.
L'Europe a beaucoup perdu de son prestige auprès des peuples colonisés (qui ont participé aux côtés des Britanniques et des Français aux deux guerres mondiales, mais n'en ont guère retiré plus de droits au sein du système colonial). Entre 1945 et 1965 principalement, la décolonisation, fortement soutenue par les États-Unis et l'URSS, est surtout politique : sur le plan économique, les anciennes colonies, minées par leurs divisions internes, restent très inféodées à leurs anciennes métropoles, qui continuent à capter l'essentiel des ressources notamment minières et pétrolières.
À l'Ouest, l'Union européenne commence à se construire par l'union économique de six États : création de la CECA en 1951 et surtout création de la CEE par le traité de Rome en 1957.

### L'Europe d'aujourd'hui
Après l'arrivée au pouvoir du général de Gaulle (1958), l'entente franco-allemande se manifesta lors de rencontres entre le chancelier Konrad Adenauer et le président Charles de Gaulle (juillet 1962). Le 8 juillet 1962, François Marty, archevêque de Reims, célébra une messe de réconciliation dans la cathédrale de Reims, qui avait été mutilée pendant la Première Guerre mondiale.
Mais bien avant cette réconciliation franco-allemande, trois autres pays (Belgique, Pays-Bas et Grand-Duché du Luxembourg) avaient déjà élaboré un projet d'association, et ce dès 1946. Le Benelux est la toute première association de pays sur le Vieux Continent. Il a été suivi ensuite par la CECA (1951), avec pour objectif de créer des solidarités de fait, puis par l'intégration économique (CEE, 1957) à la suite de l'échec de l'intégration politique (CED, 1954). La CEE s'élargit par adhésions successives en 1973, 1981, 1986 et 1995.
En 1989, la chute du mur de Berlin fait la une de l'actualité, mais c'est l'ouverture du rideau de fer consécutive à l'effondrement des régimes communistes, qui permet l'ouverture de l'espace européen, de l'Atlantique aux frontières soviétiques, sous l'égide du libéralisme occidental, gagnant de la guerre froide. L'Allemagne se réunifie le 3 octobre 1990 et l'influence occidentale s'étend à l'est, touchant en 2004 jusqu'à l'Ukraine où elle s'enracine, non sans mal, mais finit par provoquer au bout de dix ans une grave crise politique avec le voisin russe, qui dégénère en guerre, car l'Ukraine fait partie de la sphère d'influence russe.
La Yougoslavie se fragmente dans la violence à partir de 1991: les guerres marquées par l'épuration ethnique voient s'affronter pour leur indépendance et/ou leur unité les peuples qui la composaient, instrumentalisés par des politiciens ex-communistes devenus nationalistes (tels Slobodan Milošević), et parfois par les intérêts divergents des pays occidentaux et de la Russie. La Bosnie-Herzégovine et le Kosovo sont les plus lourdement touchés.
En 1992, le traité de Maastricht crée l'Union européenne, institue la citoyenneté européenne et décide de l'introduction d'une monnaie unique dans la plupart des États à l'horizon du changement de millénaire, après une longue politique de convergence (serpent monétaire européen (SME)).
L'Union s'élargit en 1995 (Autriche, Suède, Finlande), puis une nouvelle fois en 2004 et 2007 dans une grande vague d'élargissement qui double quasiment le nombre d'États membres. La Turquie entame également en 2004 les négociations d'entrée dans l'Union européenne, gelées en décembre 2006.
Parallèlement, le processus de réforme de l'Union, qui visait à simplifier son fonctionnement et à l'orienter vers un mode de gouvernance plus démocratique se heurte à la méfiance des citoyens quant à l'orientation des décisions européennes, jugées soit trop politiques (souverainisme au Royaume-Uni, en Tchéquie, au Danemark ; attachement au libéralisme et à la neutralité militaire en Irlande) soit pas assez (demande d'Europe sociale en France) : le projet de constitution européenne est rejeté en 2005 par référendum en France puis aux Pays-Bas, et le traité de Lisbonne, pourtant moins ambitieux, est bloqué par un pays, la Tchéquie.
En ce début de millénaire mondialisé, les questions identitaires et les souverainismes locaux reprennent de l'ampleur et conduisent à des tensions dans les États les plus fragiles : le Monténégro se détache de la Serbie en 2006 et le Kosovo déclare son indépendance en 2008 ; en Belgique les partis politiques flamands se radicalisent et les élections de 2007 provoquent une crise politique grave ; en Espagne, en Italie et au Royaume-Uni les partis régionalistes (Pays basque, Catalogne, Padanie, Écosse) obtiennent des scores importants aux élections et des concessions de la part du pouvoir central.
L'Union européenne a créé une bibliothèque numérique sur sa propre histoire. Son cœur European NAvigator (ENA) est produit par le Centre virtuel de la connaissance sur l'Europe (CVCE).
En 2022, l'invasion de l'Ukraine par la Russie de Vladimir Poutine marque le retour de la guerre sur le continent, une importante montée du nationalisme russe, et provoque la plus grande vague de réfugiés (ukrainiens) sur le continent depuis la fin de la Seconde Guerre Mondiale. Le conflit amène a une unité renforcée de l'Union européenne, ainsi que de l'OTAN, qui accueille en 2023 la Finlande, auparavant neutre mais inquiète pour sa sécurité, étant voisine de la Russie.

## Atlas historique

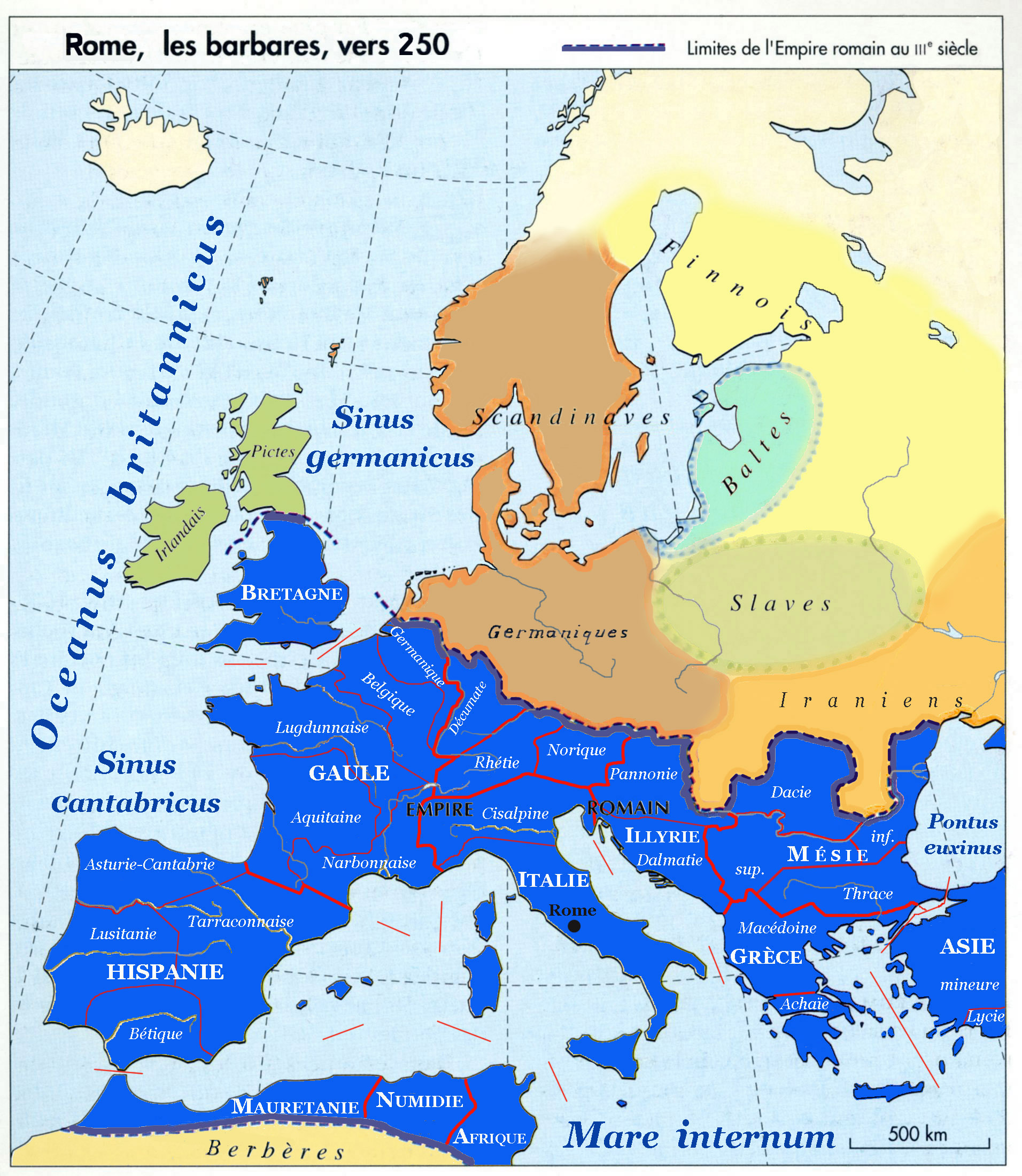
Imperium et Barbaricum en 250.
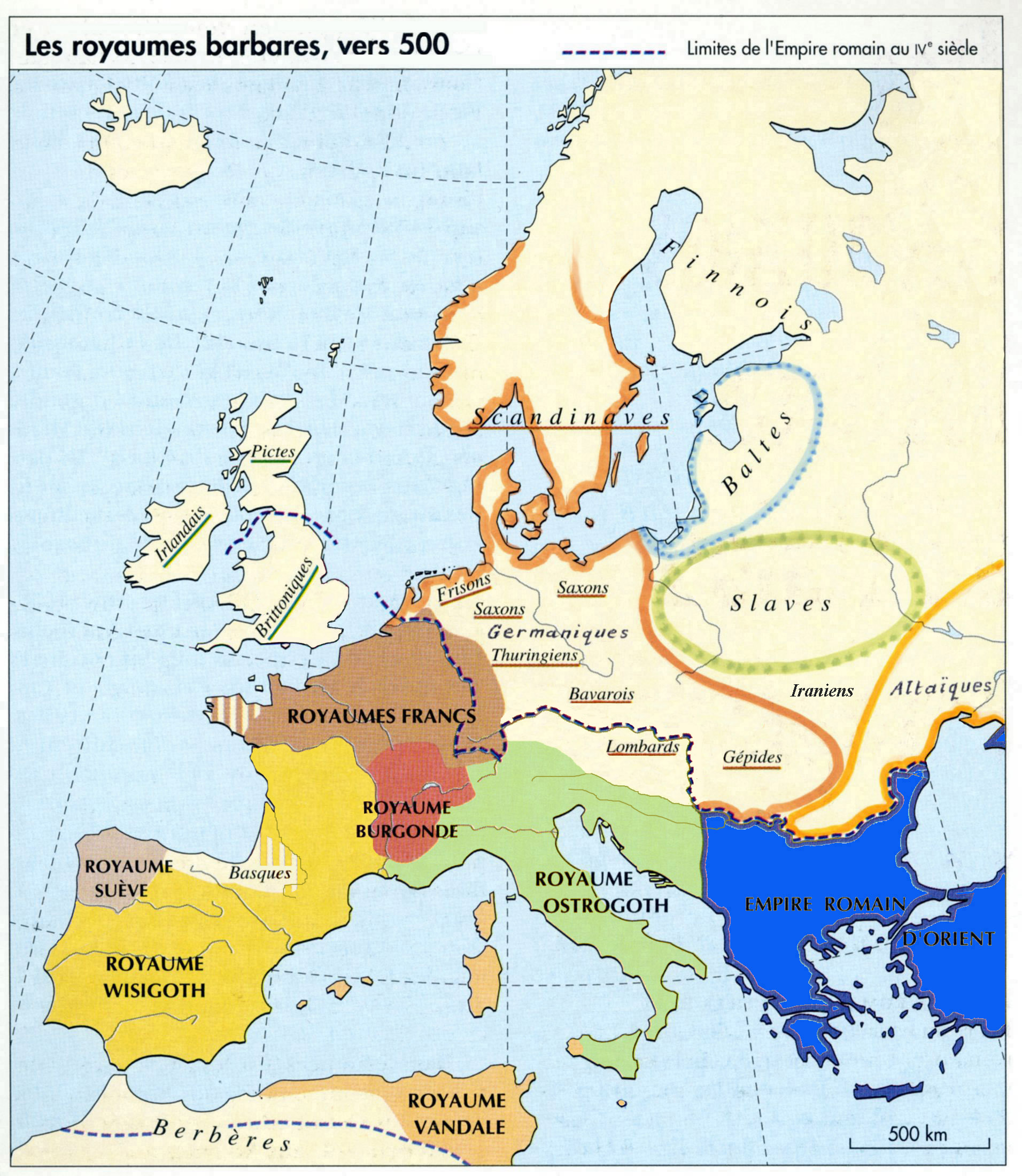
Les premiers royaumes germaniques en occident.
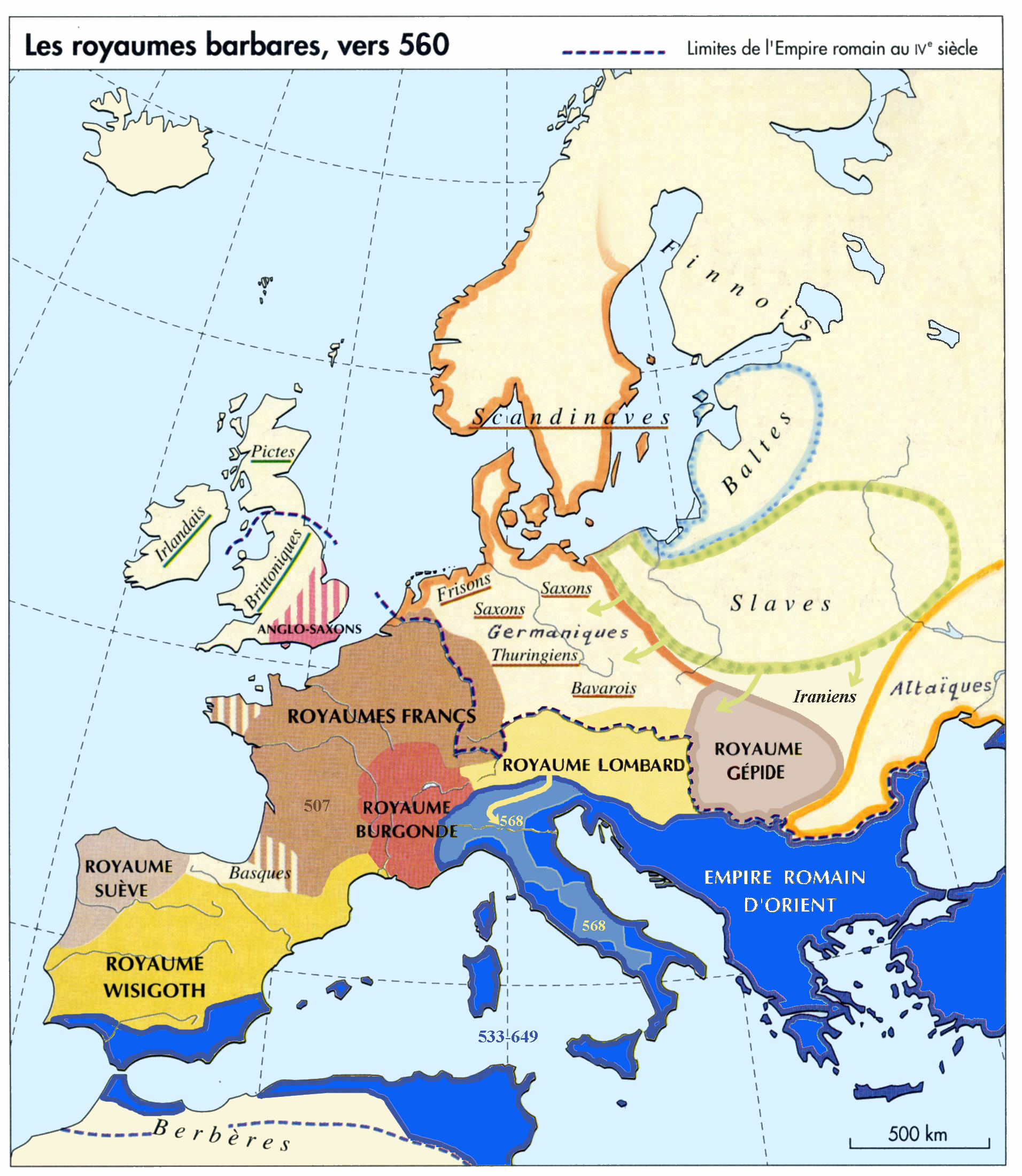
Royaumes « barbares » et Empire romain d'Orient sous Justinien.
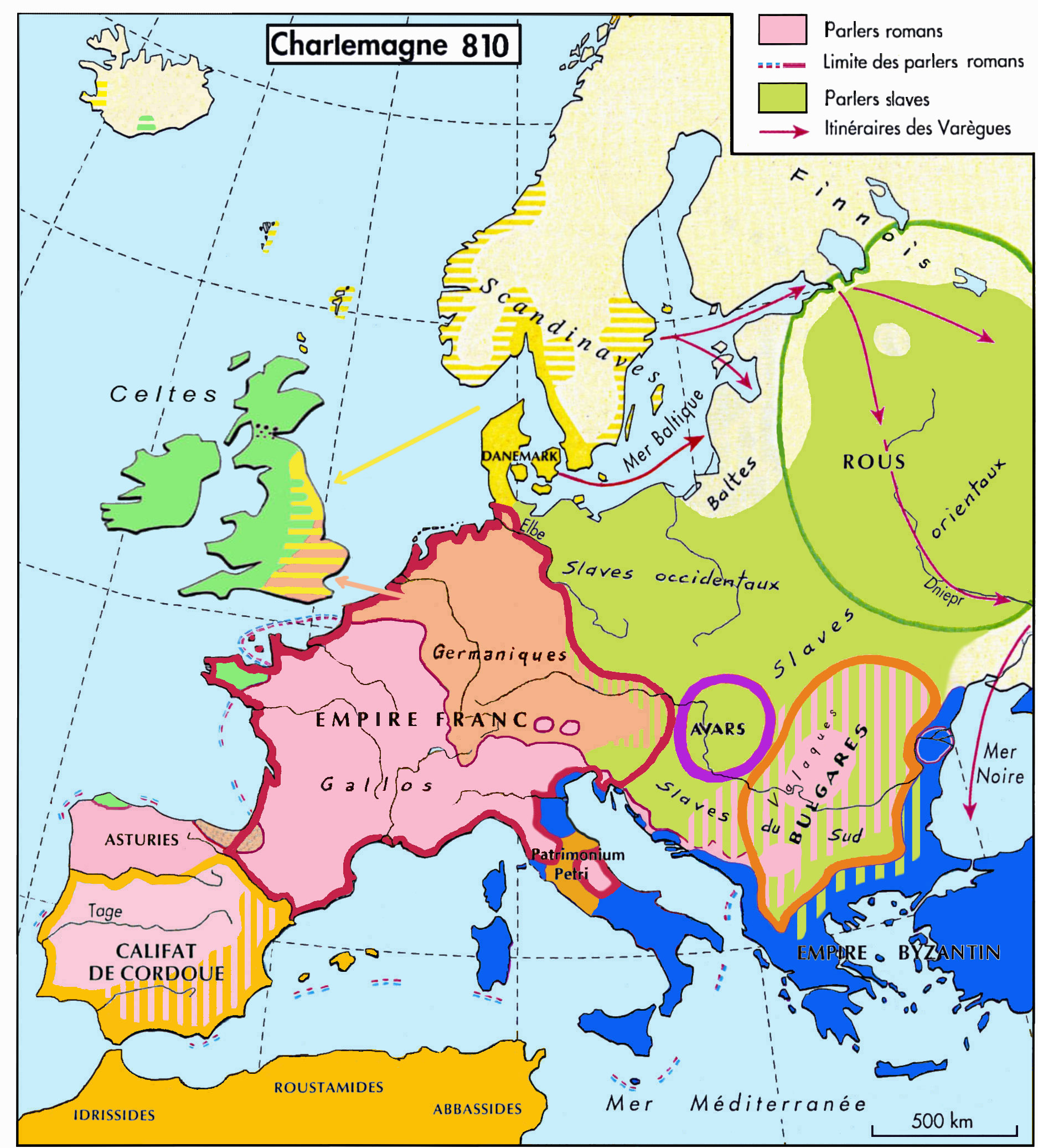
Charlemagne, les Slaves et l'arrivée des Bulgares. Gallo vient du germanique Walha (« non-germain ») comme « Galles », « Wallons » et « Valaques ».
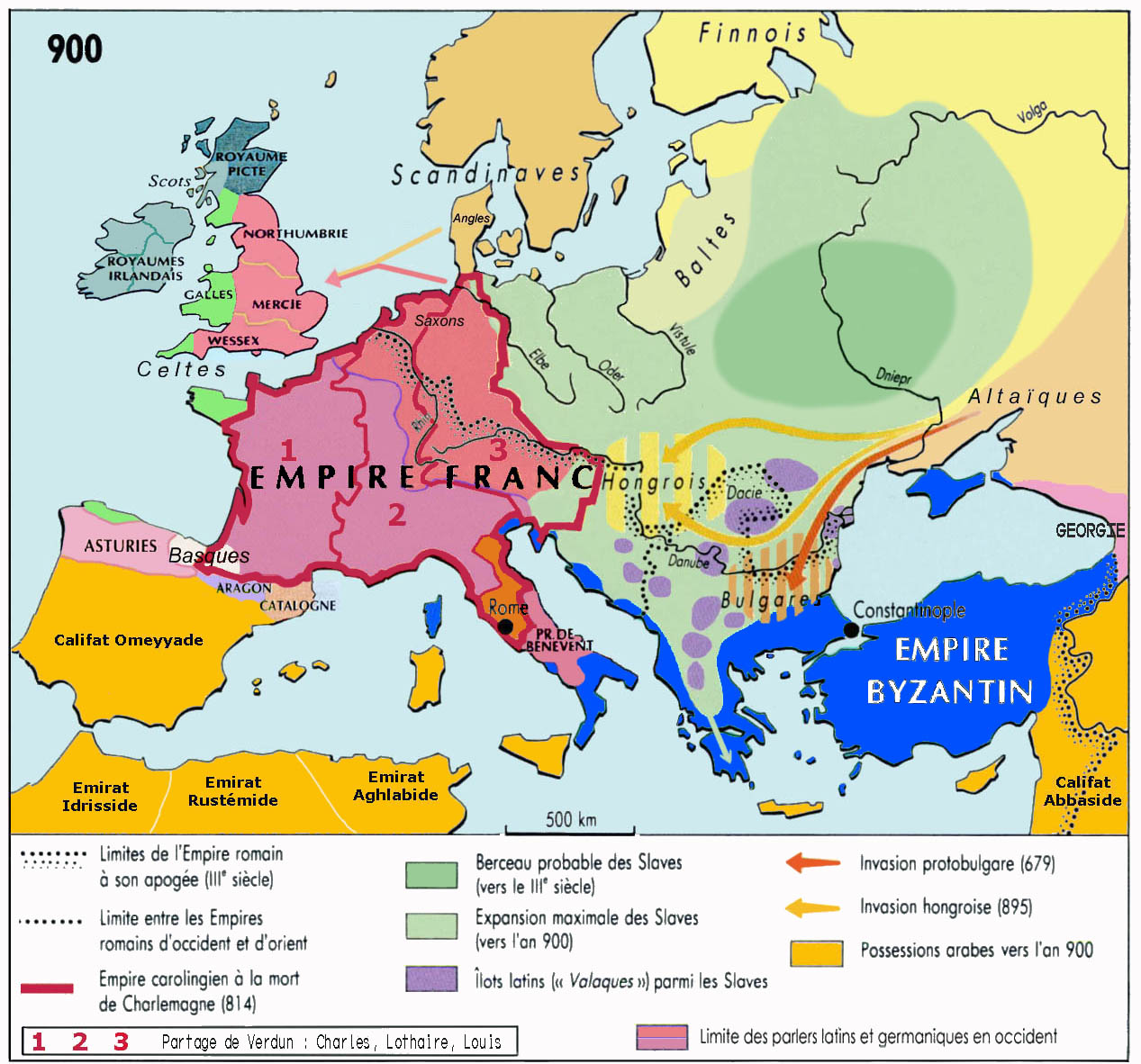
Le partage de Verdun et l'arrivée des Hongrois.
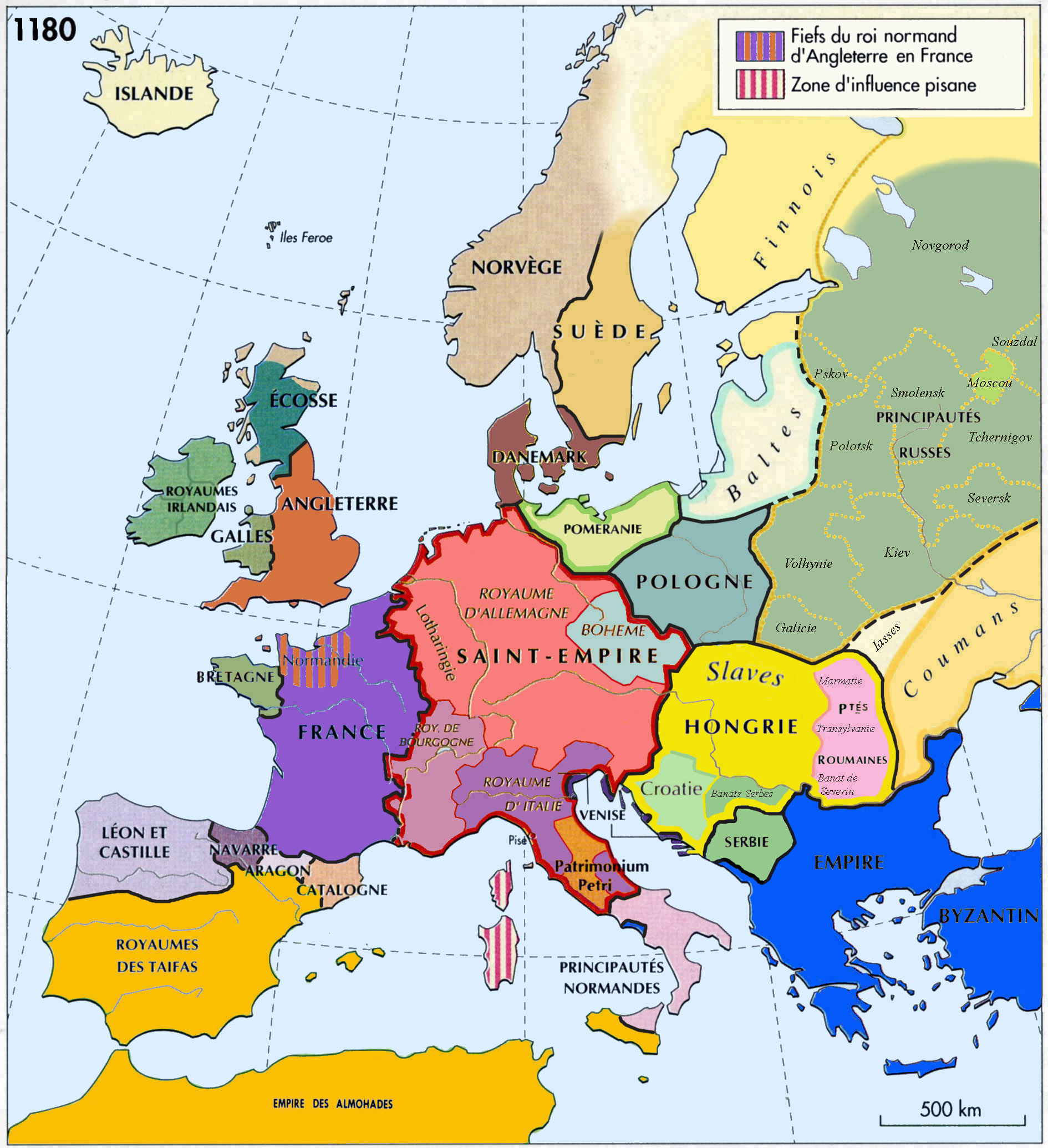
La mise en place de l'Europe médiévale en 1180.
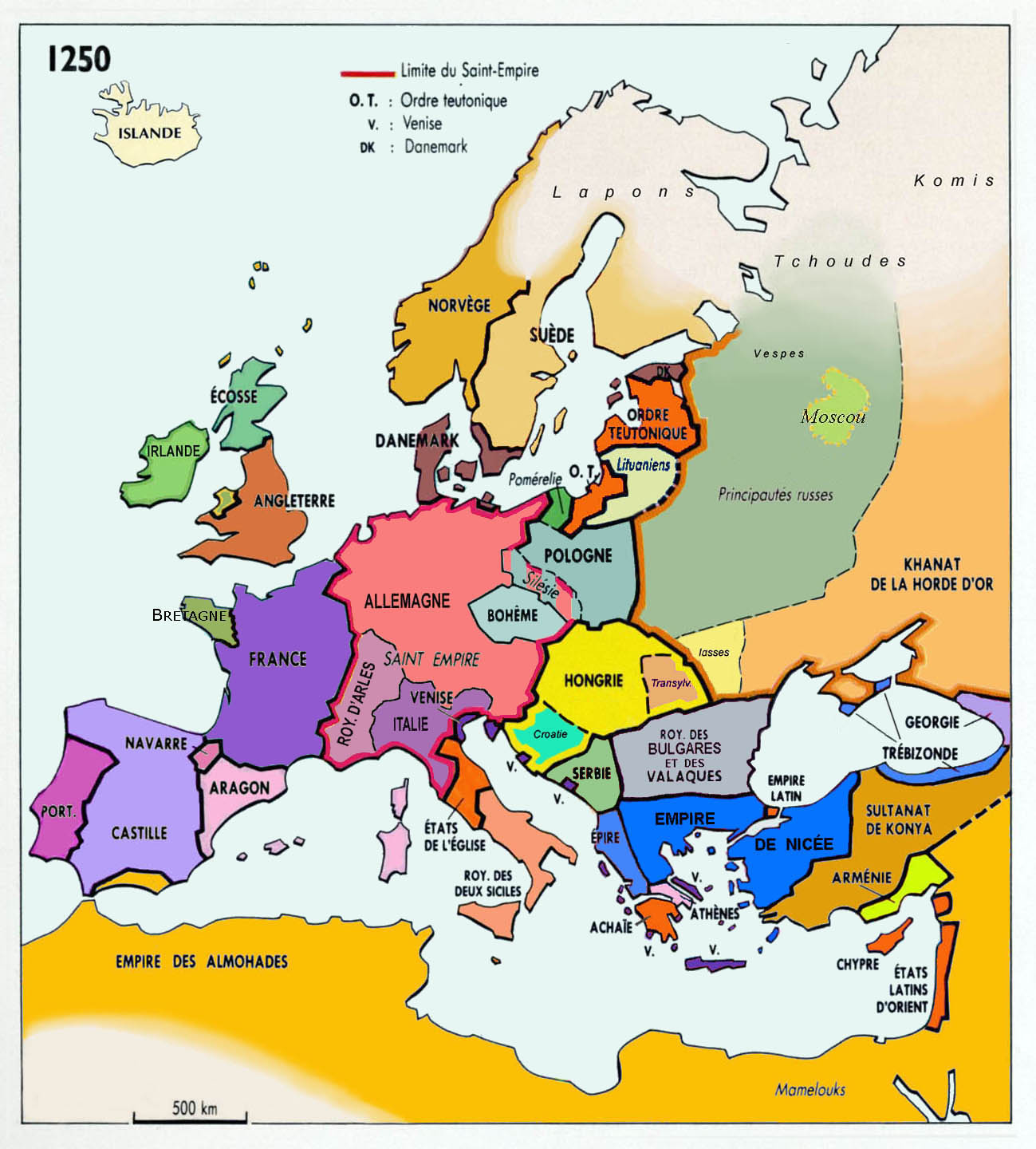
L'Europe après les invasions mongoles.
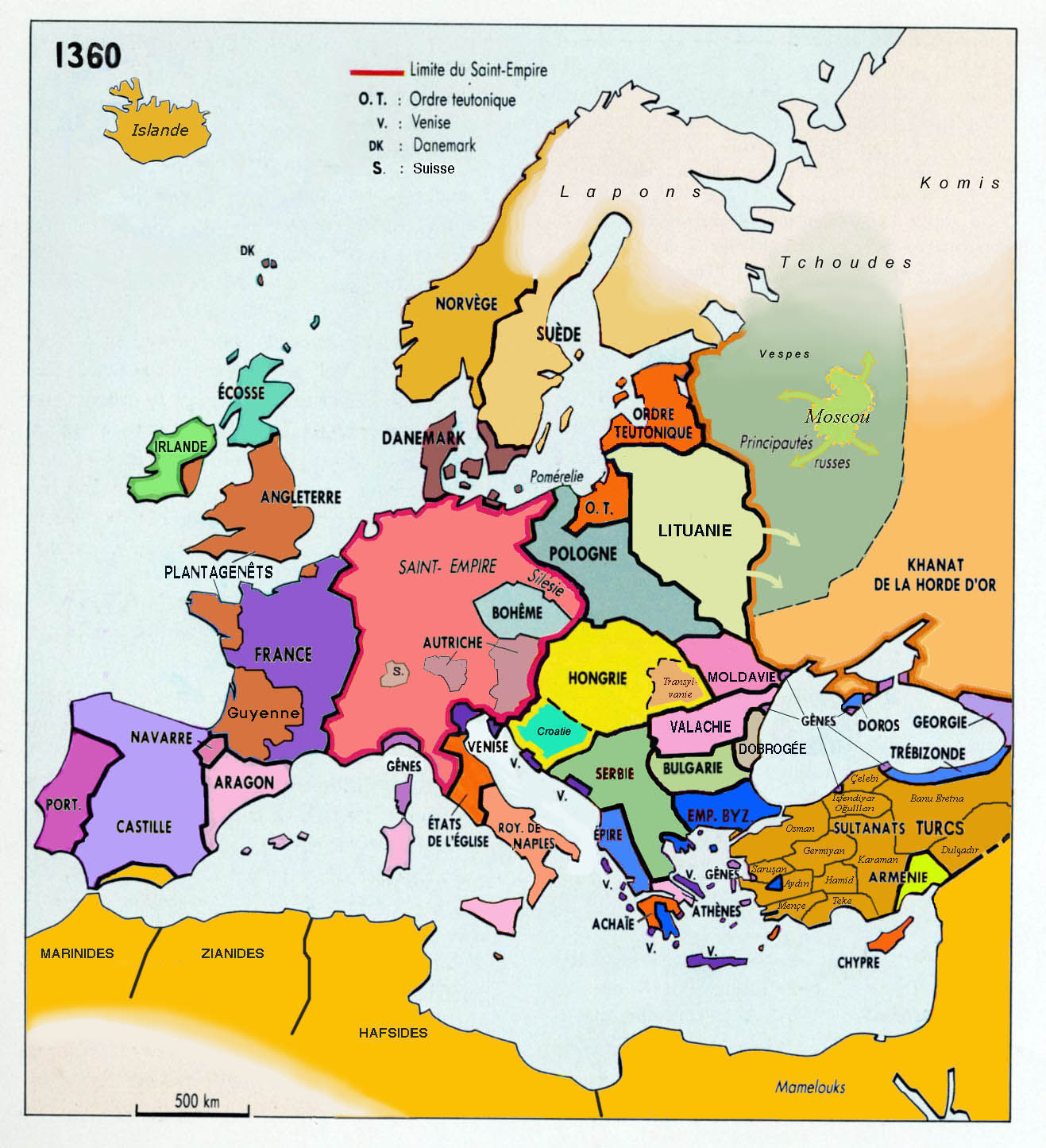
L'Europe à l'époque de la guerre de Cent Ans.
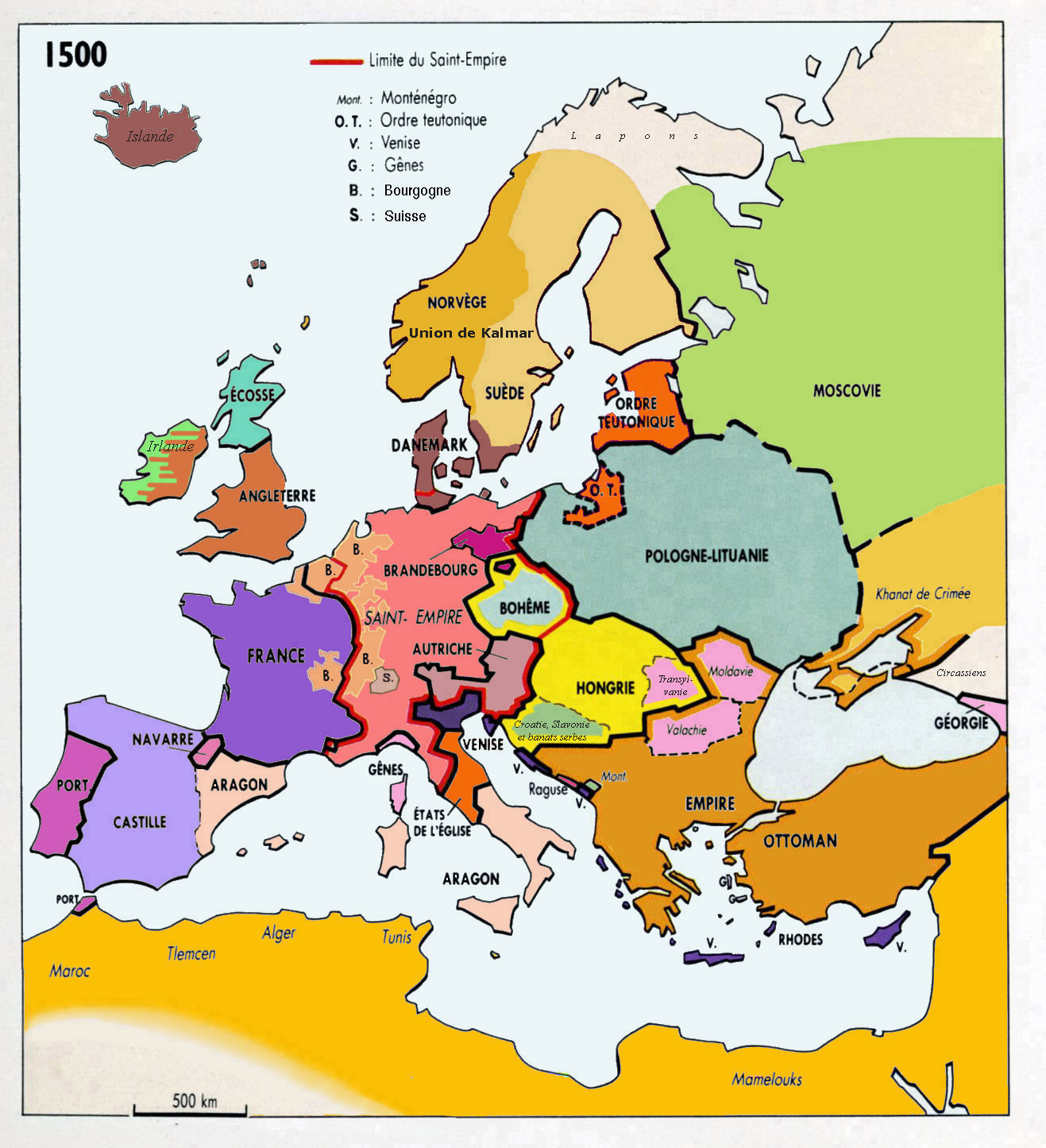
L'Europe en 1500. Remarquez l'héritage bourguignon partagé entre la France et le Saint-Empire.
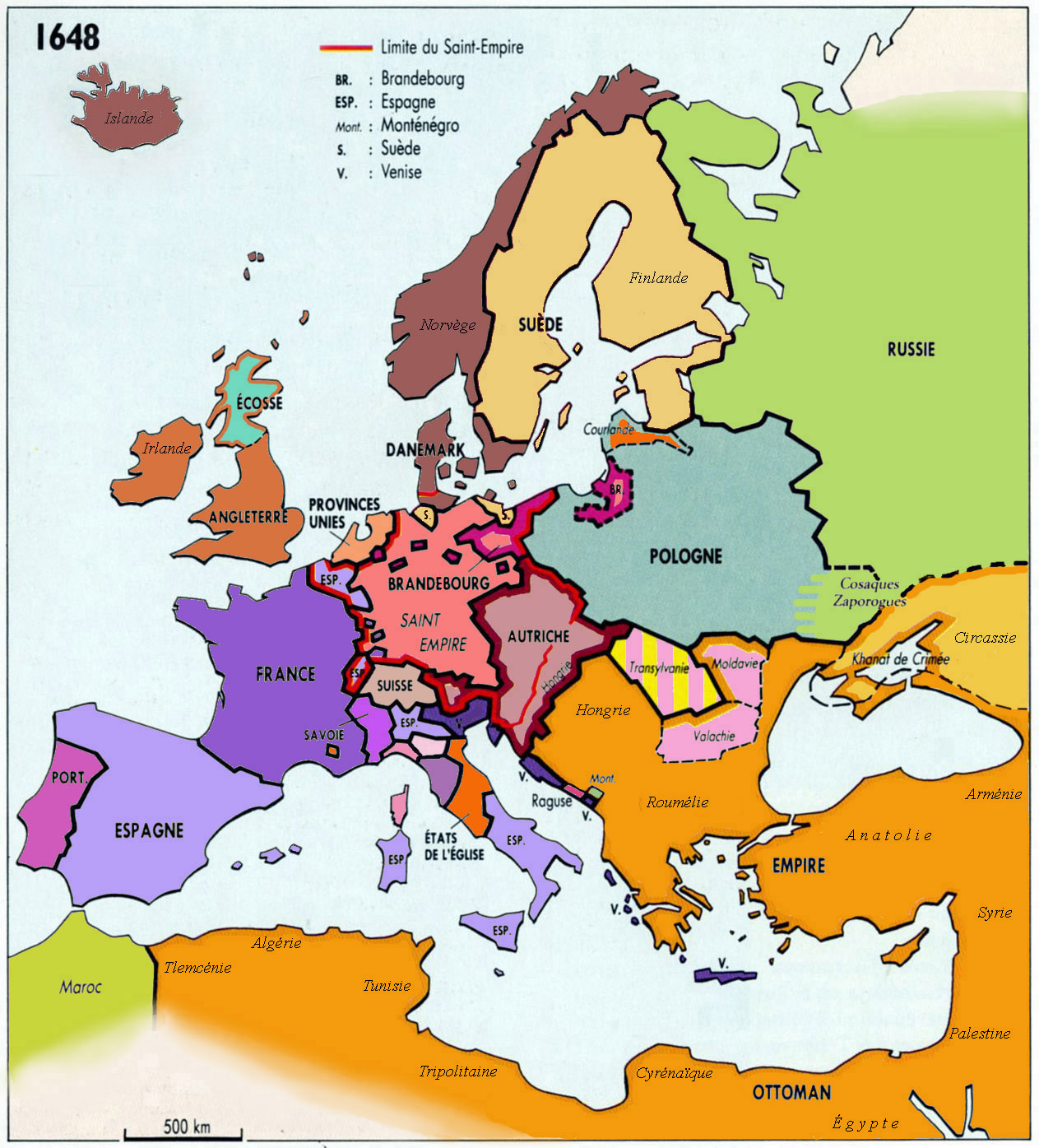
L'Europe à la Paix de Münster.
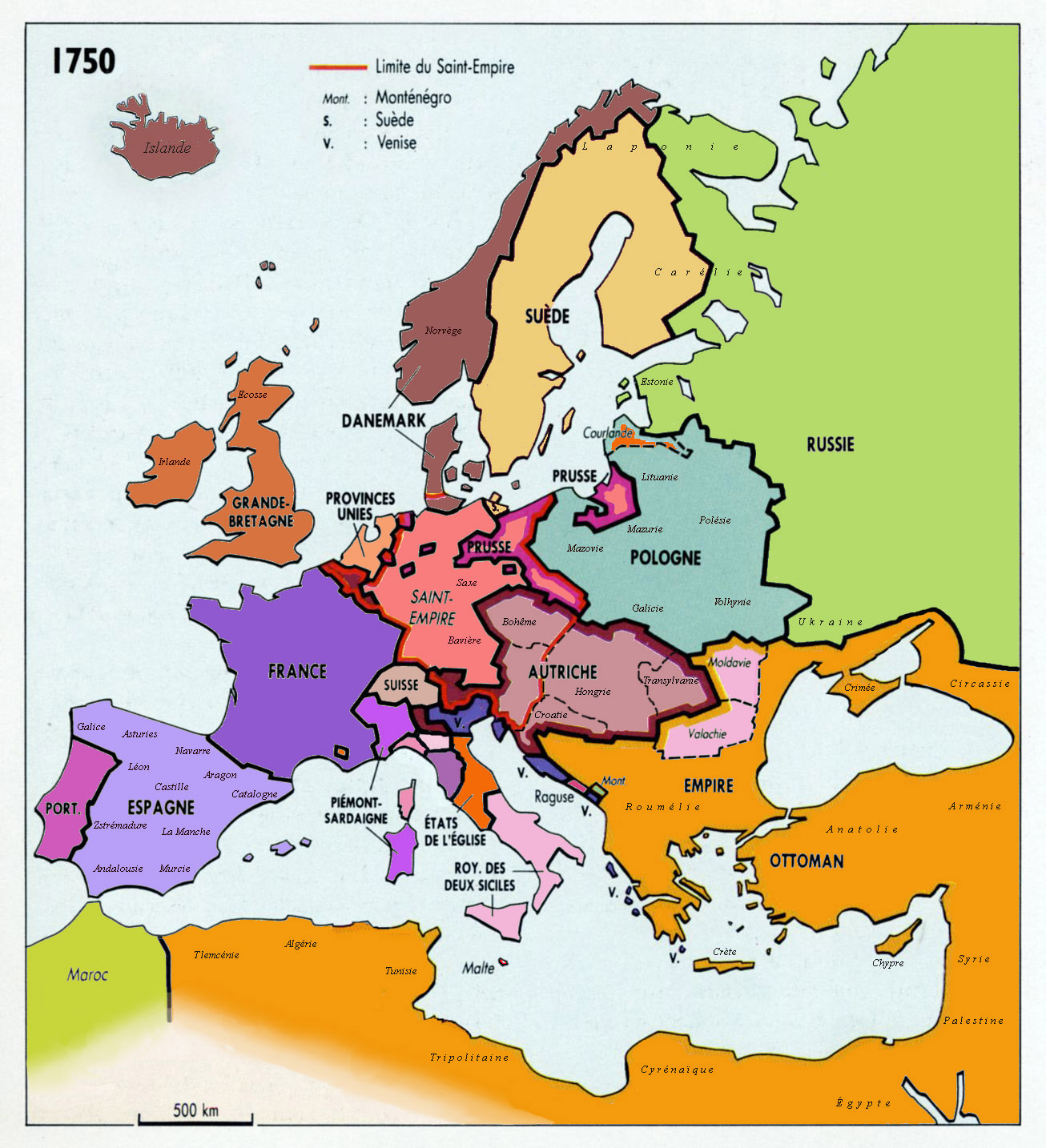
L'Europe en 1750.
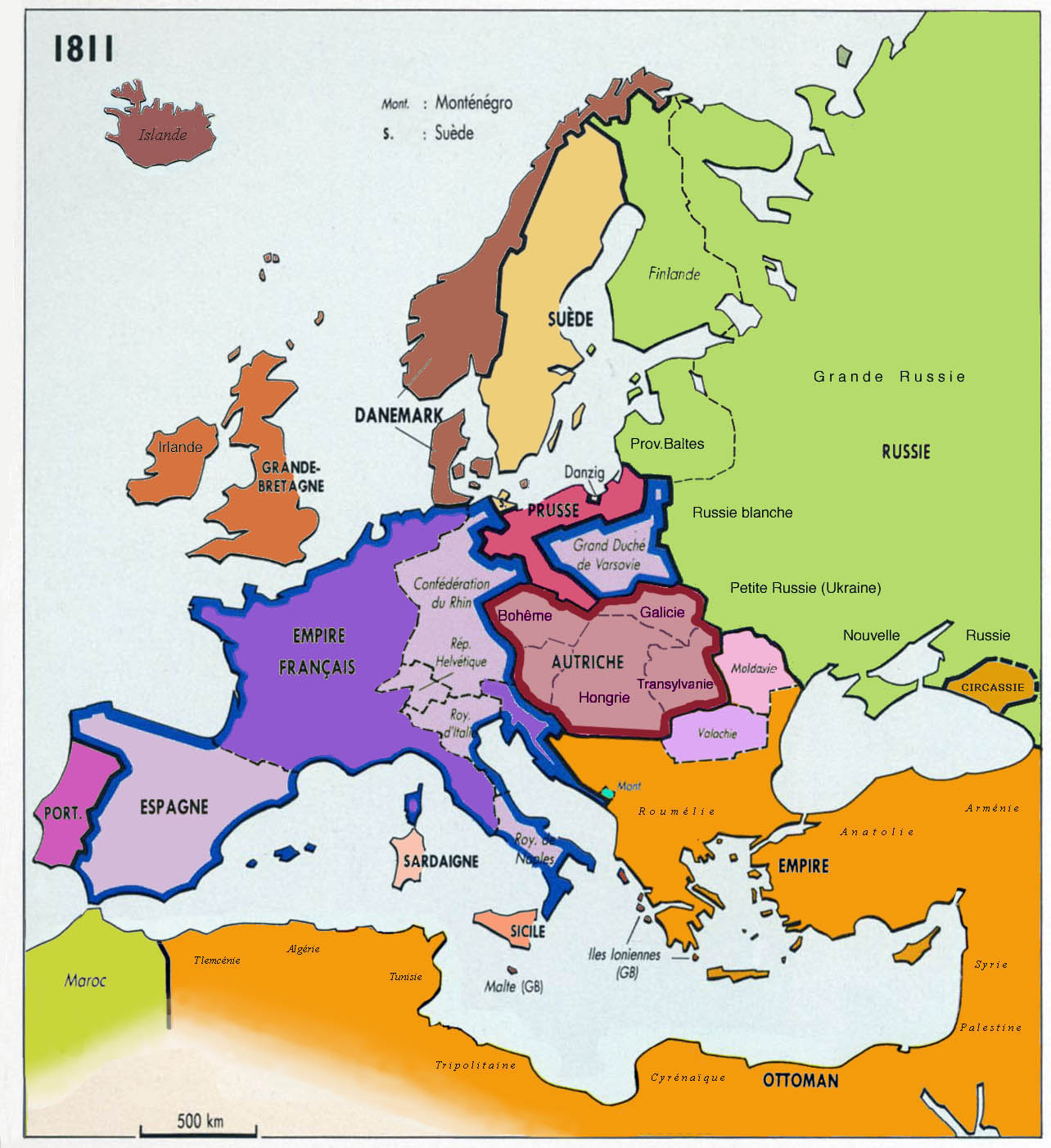
L'Europe napoléonienne.
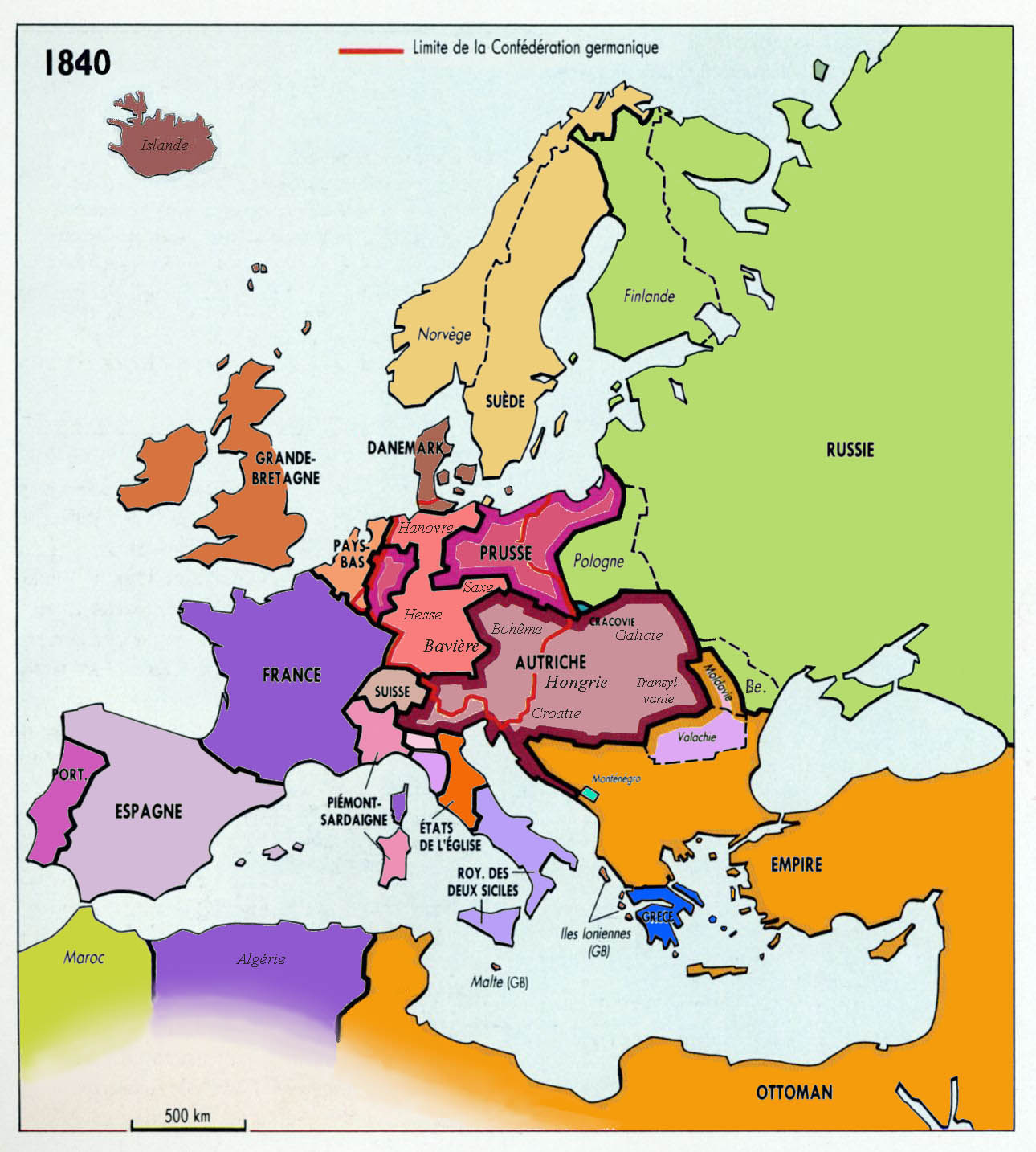
La restauration en Europe.
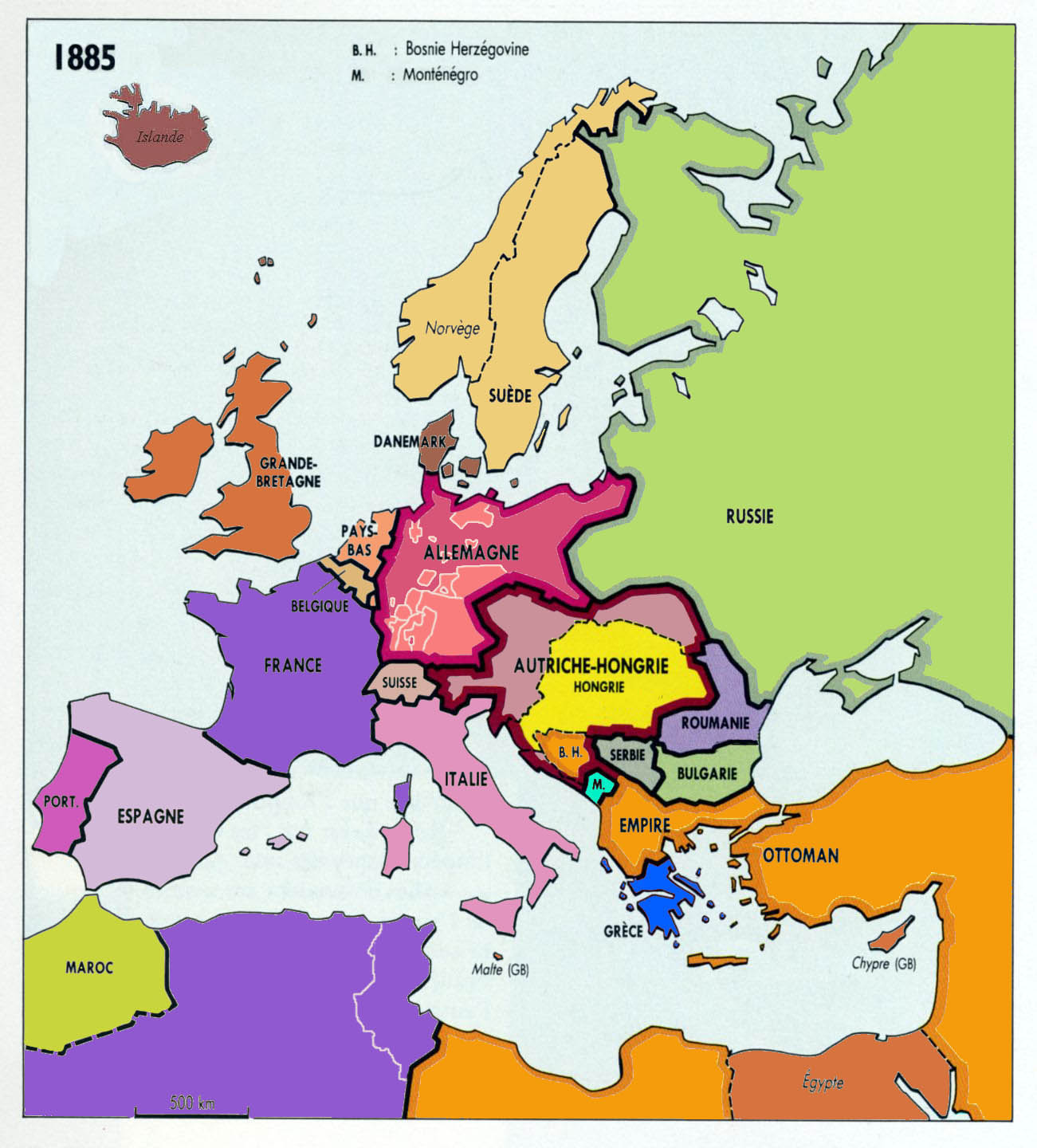
L'émergence des petites nations.
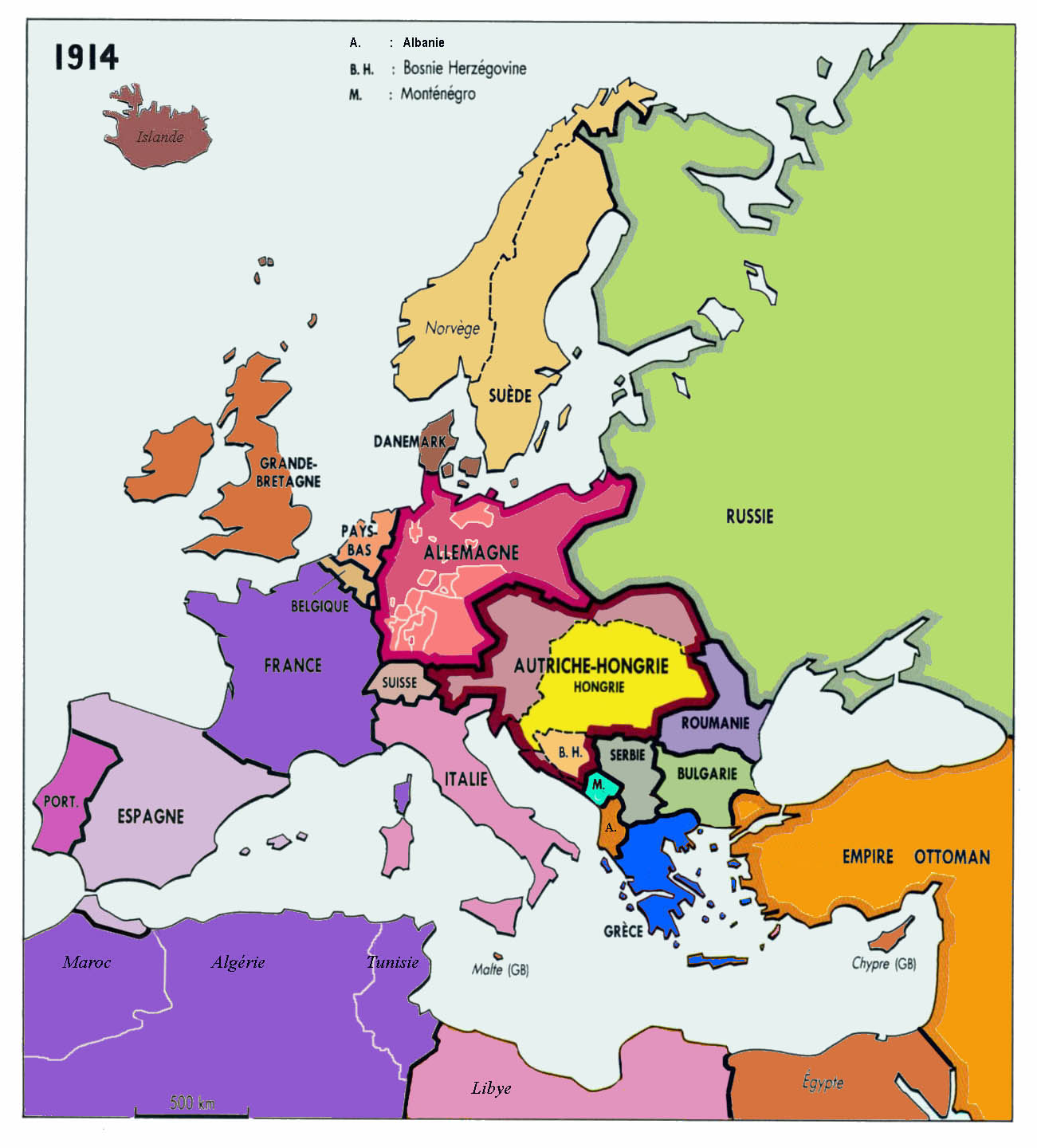
La veille de la Première Guerre mondiale.
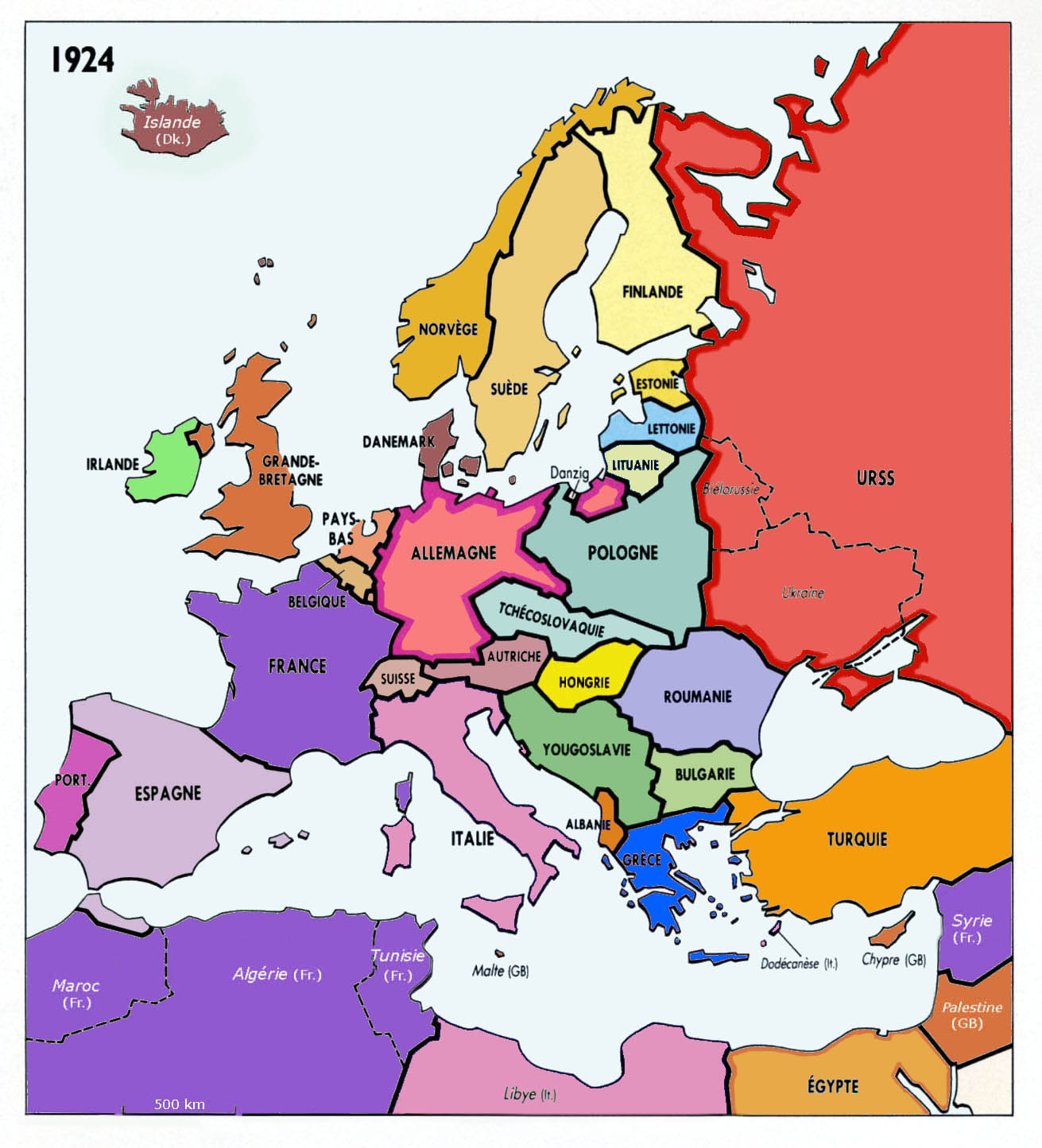
L'Europe des 14 points du « Droit des peuples à disposer d'eux-mêmes » du président Woodrow Wilson.
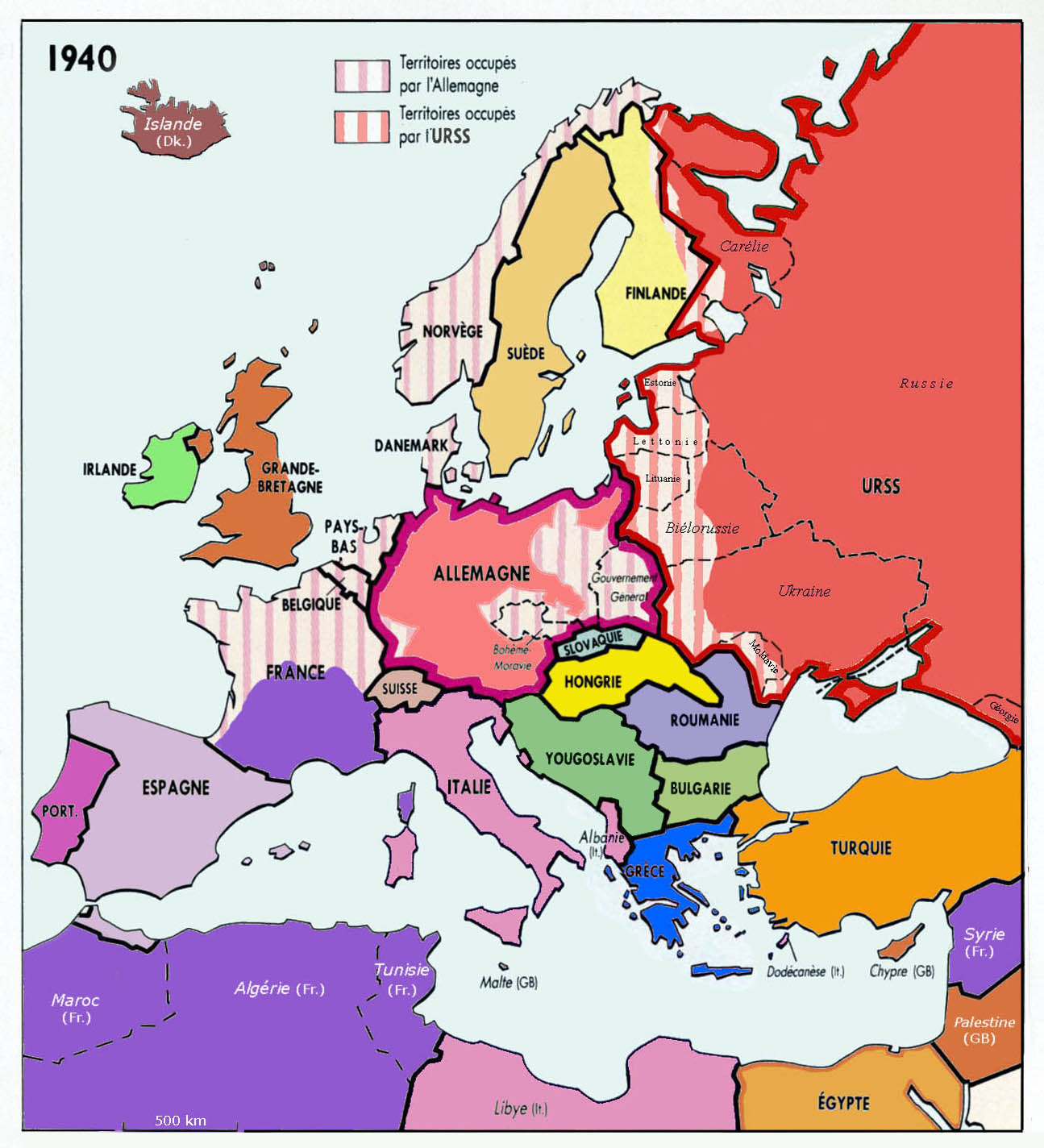
L'Europe du Pacte germano-soviétique.
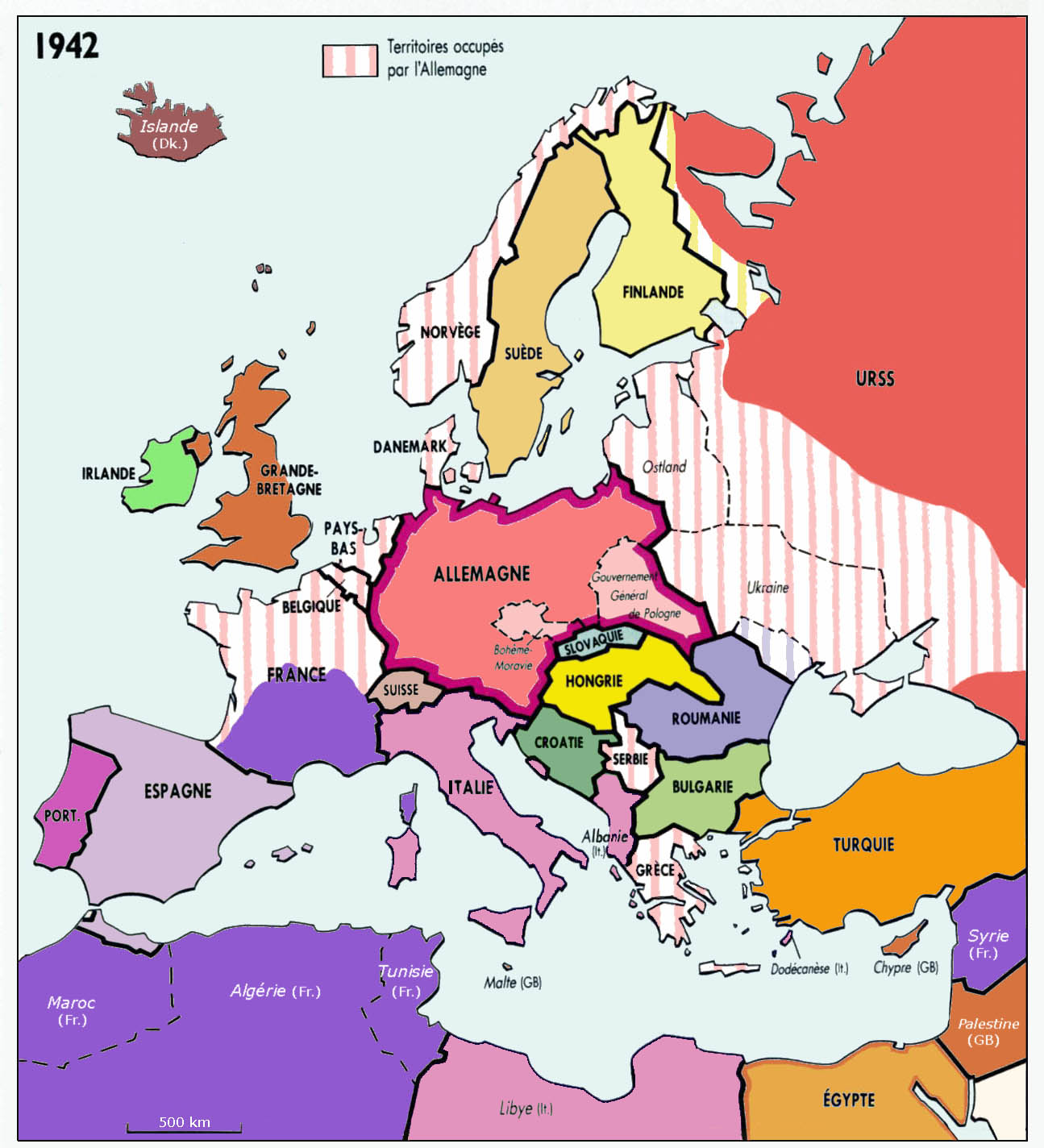
L'Europe de l'« Ordre nouveau » hitlérien.
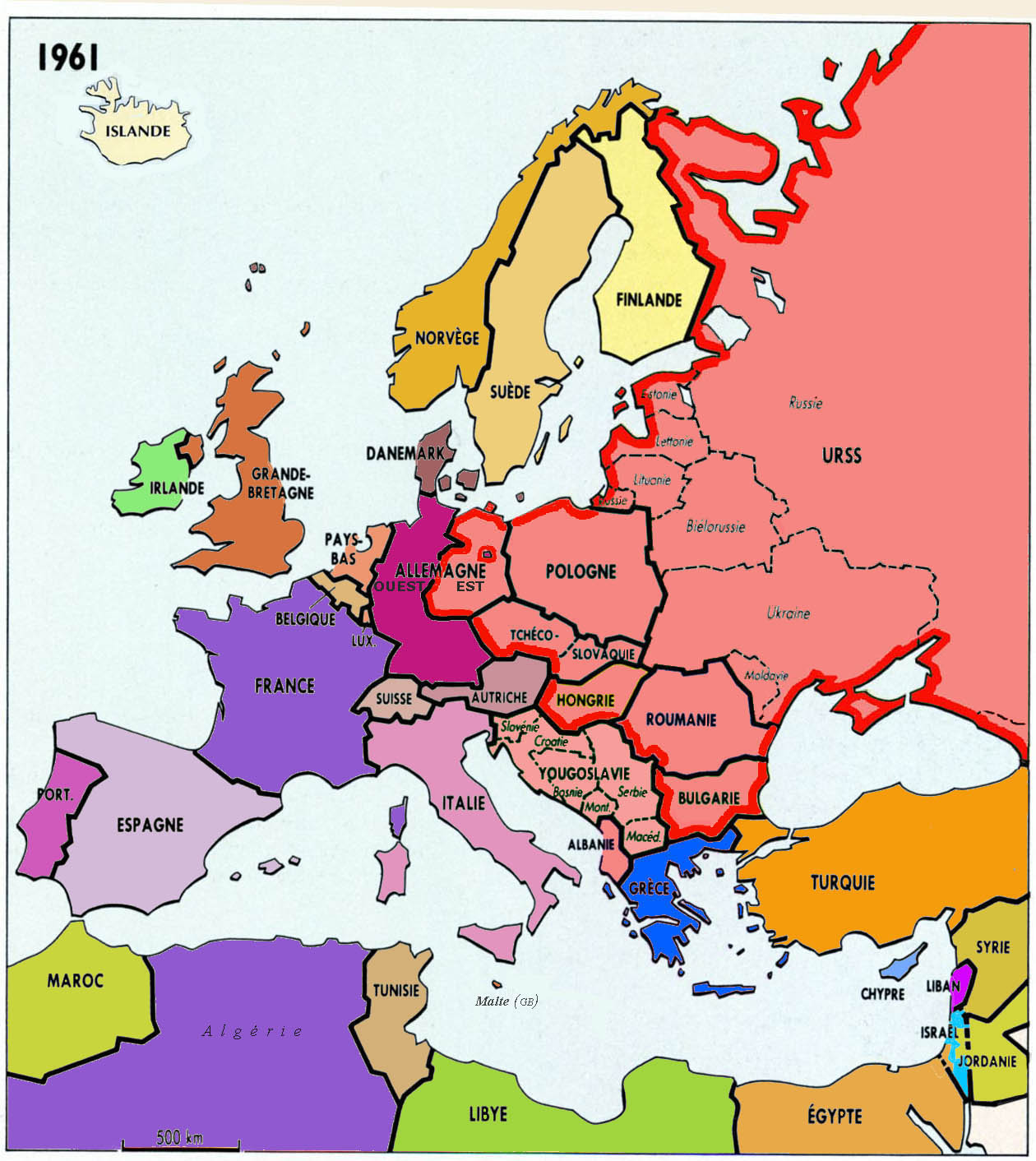
L'Europe de Yalta, entérinée par Franklin Delano Roosevelt.
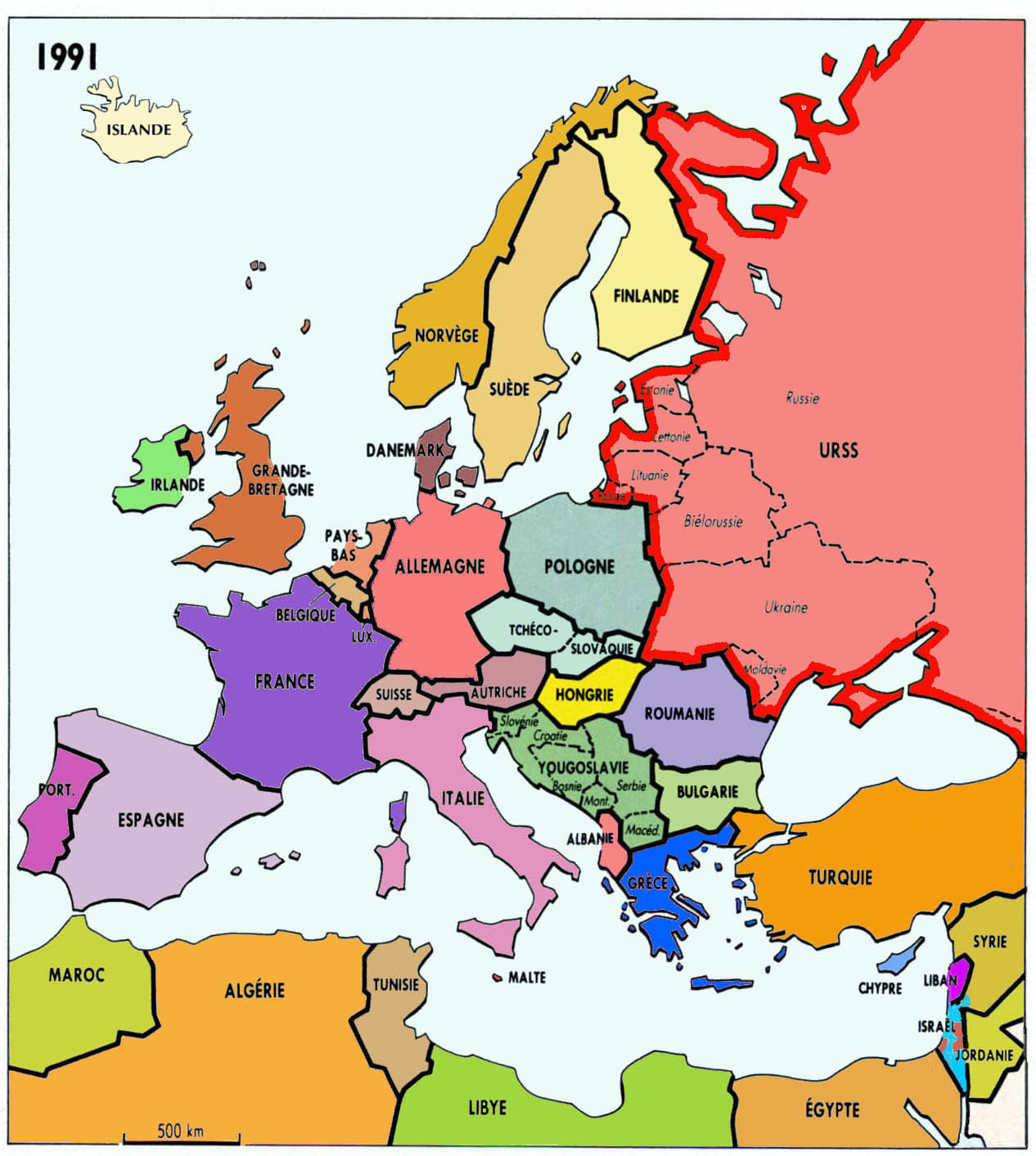
L'Europe après l'ouverture du rideau de fer, entérinée par Mikhaïl Gorbatchev.
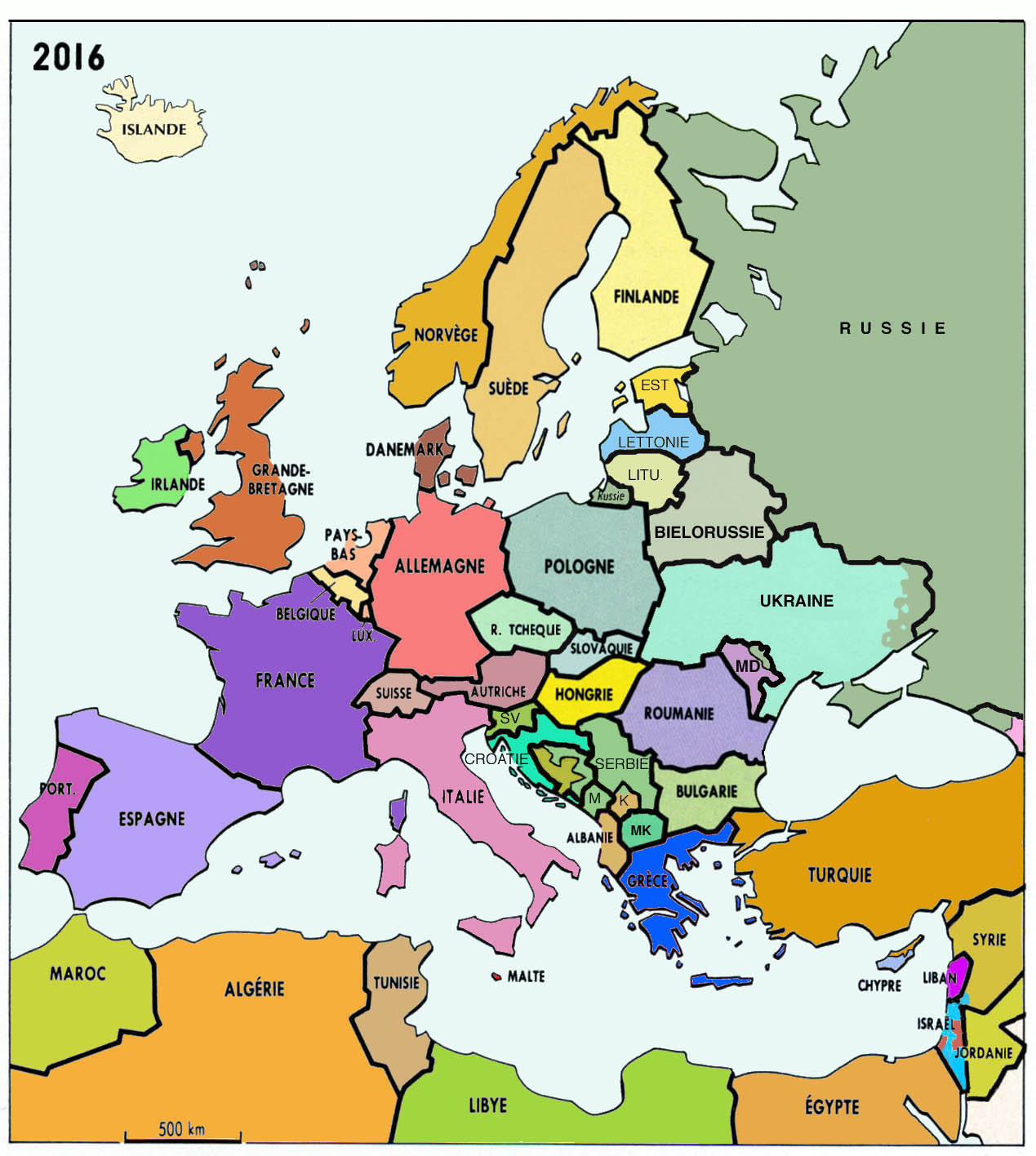
L'Europe depuis la dislocation de l'URSS et de la Yougoslavie.
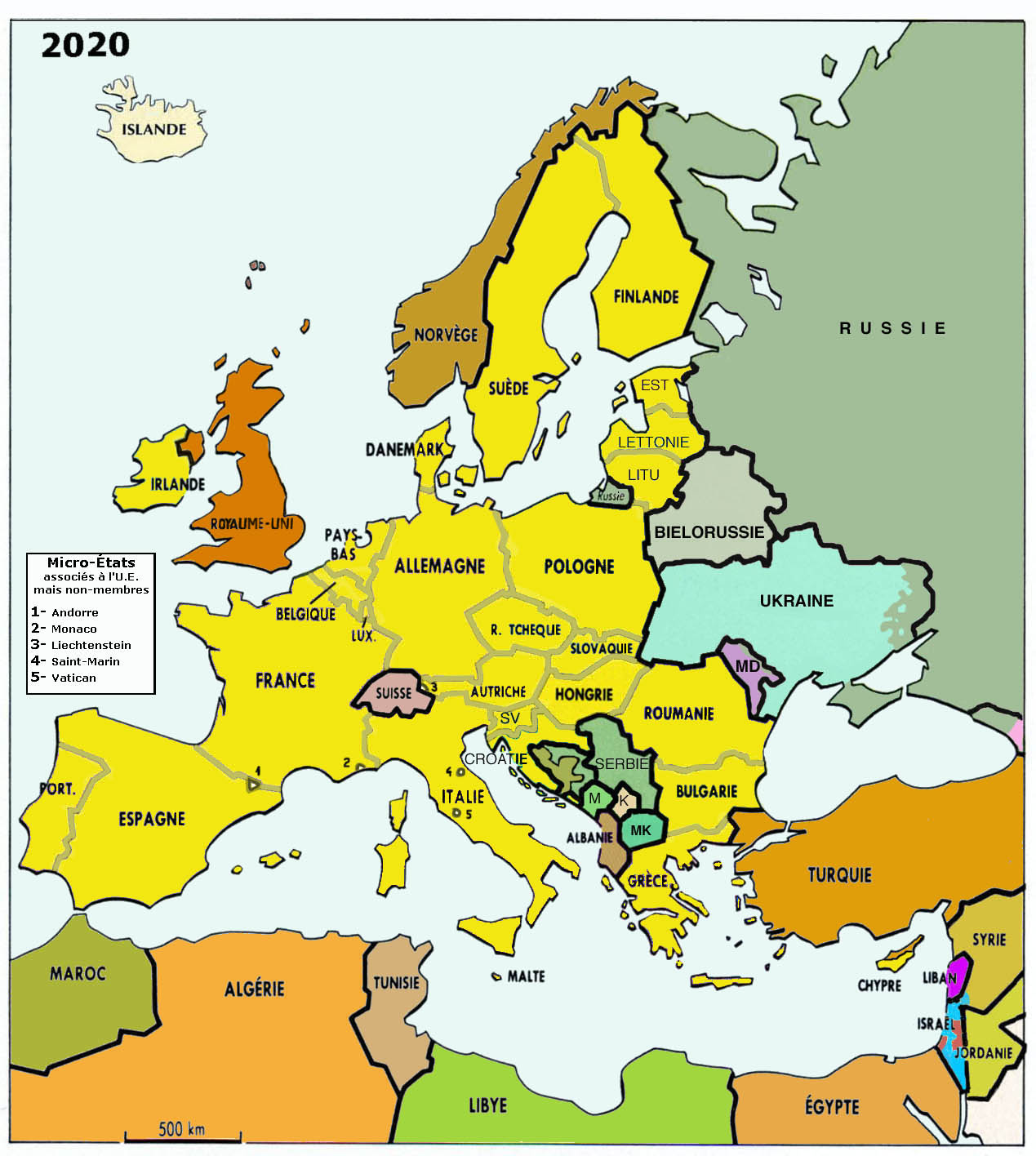
L'Europe en 2020 et l'Union européenne en jaune.
Blason de l'Union européenne figurant un écu (censé défendre les valeurs communes de la démocratie, de la solidarité et de l’union entre les peuples d’Europe)[34].

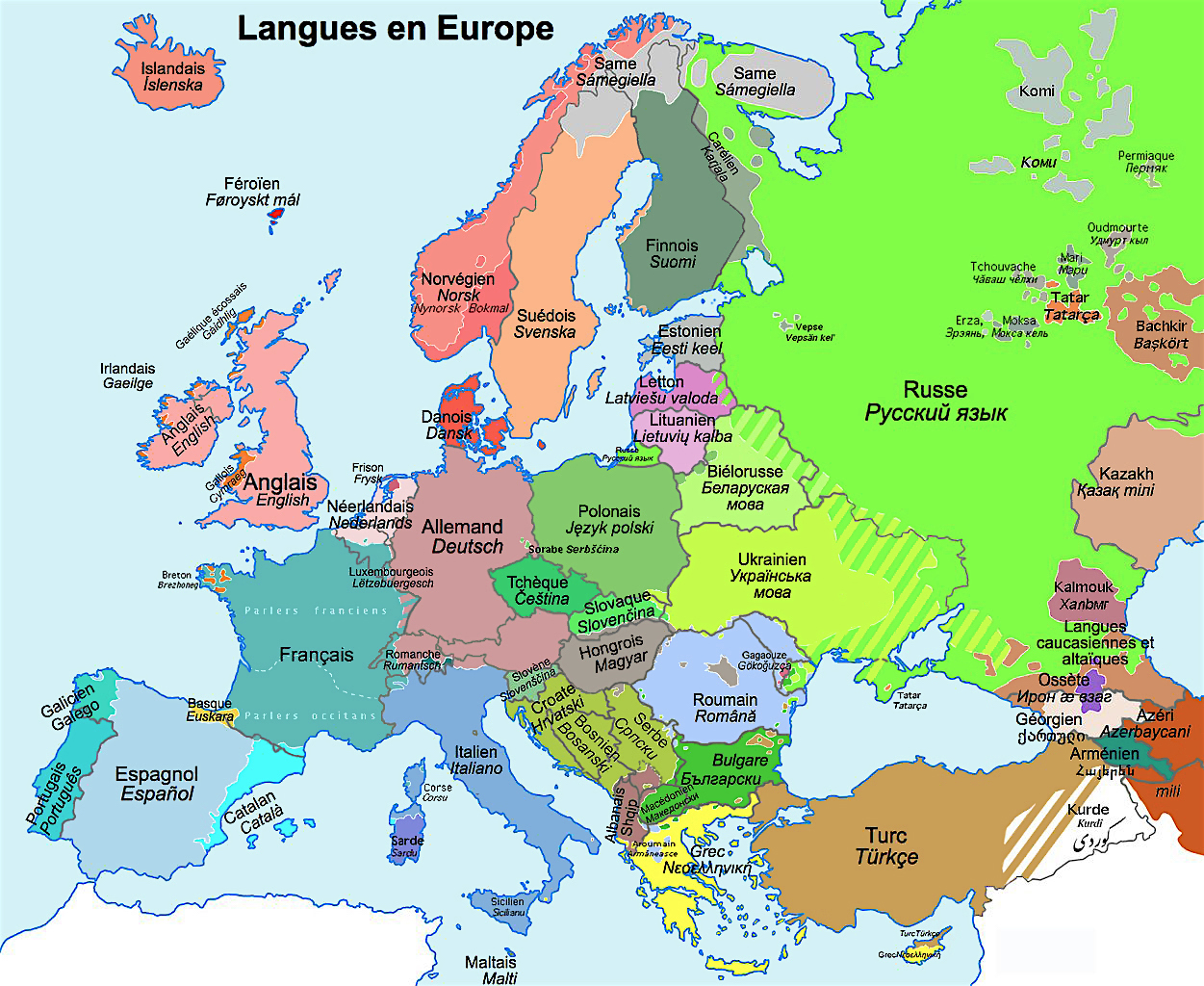
Langues usuelles majoritaires parlées en Europe en 2020 (« usuelle » ne signifie pas « officielle » et « majoritaire » ne signifie pas « exclusive »).
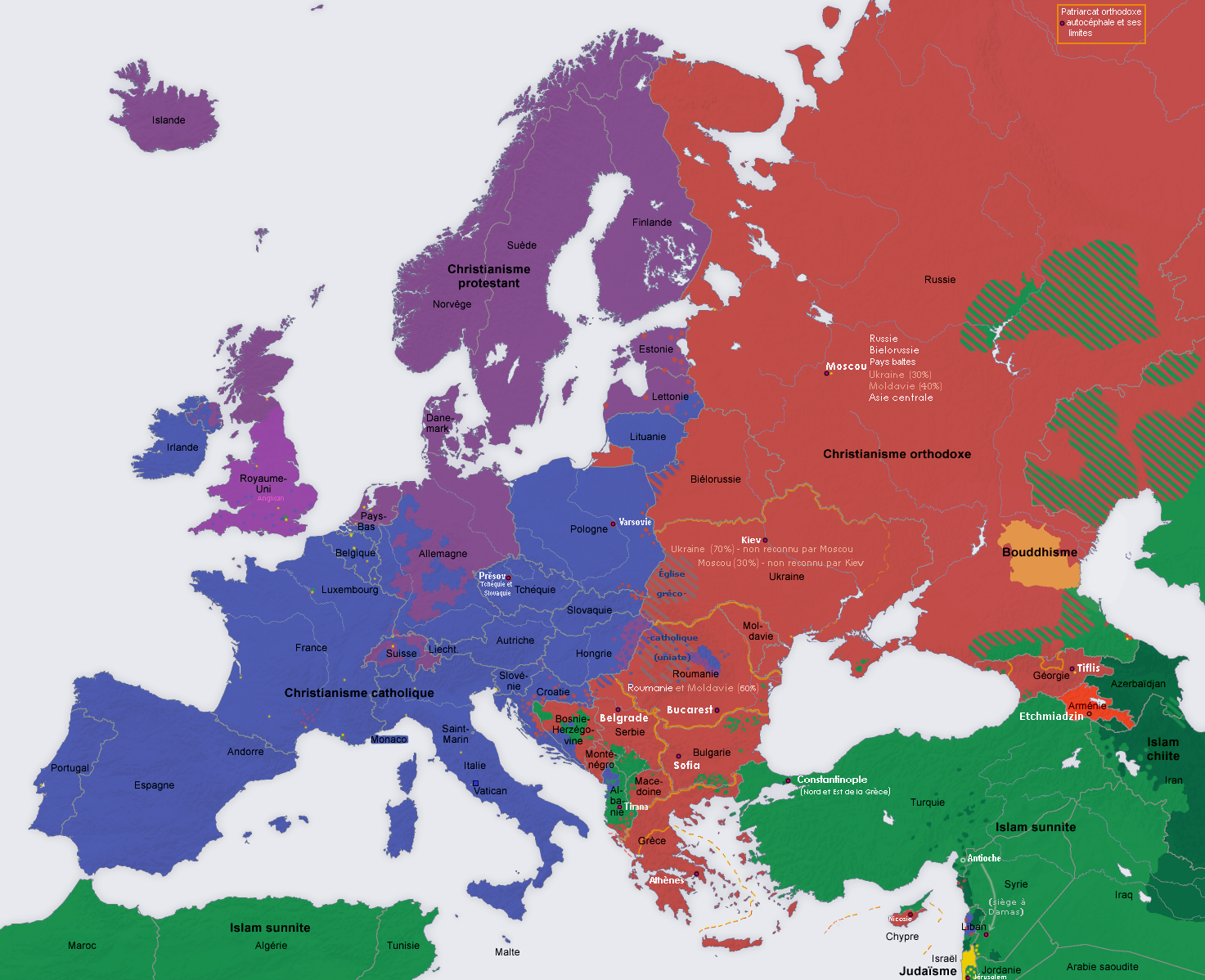
Traditions religieuses dominantes (« tradition » ne signifie pas forcément « pratique » ni même « croyance »). Bleu : christianisme catholique. Rouge : christianisme orthodoxe. Violet : christianisme protestant. Vert clair : islam sunnite. Vert foncé : islam chiite. Jaune : présence significative du judaïsme. Orange : bouddhisme.

### Note
Cet Atlas est une synthèse du Grosser Atlas zur Weltgeschichte, Westermann 1985,  (ISBN 3-14-100919-8), du Atlas zur Weltgeschichte, DTV 1987 traduit chez Perrin,  (ISBN 2-7242-3596-7), du Putzger historischer Weltatlas, Cornelsen 1990,  (ISBN 3-464-00176-8), de Georges Duby, Atlas historique, Larousse 1987,  (ISBN 2-03-503009-9), de la série des « Atlas des Peuples » d'André et Jean Sellier à La Découverte : Europe occidentale, 1995,  (ISBN 2-7071-2505-9), Europe centrale, 1992,  (ISBN 2-7071-2032-4), Orient, 1993,  (ISBN 2-7071-2222-X), avec des détails pris dans Történelmi atlasz, Académie hongroise 1991,  (ISBN 963-351-422-3) CM et dans Atlas istorico-geografic, Académie roumaine 1995,  (ISBN 973-27-0500-0), et dans Atlas des religions, hors-série du « Monde » 2007, 194 pp.

### Histoire par États et nations actuels
- Histoire de l'Albanie
- Histoire de l'Allemagne
- Histoire de l'Andorre
- Histoire de l'Arménie [Note 1]
- Histoire de l'Autriche
- Histoire de l'Azerbaïdjan [Note 1]
- Histoire de la Belgique
- Histoire de la Biélorussie
- Histoire de la Bosnie-Herzégovine
- Histoire de la Bulgarie
- Histoire de Chypre
- Histoire du Danemark
- Histoire de l'Espagne
- Histoire de l'Estonie
- Histoire de la Finlande
- Histoire de France
- Histoire de la Géorgie [Note 1]
- Histoire de la Grèce
- Histoire du Groenland [Note 2]
- Histoire de la Hongrie
- Histoire de l'Islande [Note 3]
- Histoire de l'Irlande
- Histoire de l'Italie
- Histoire de la Lettonie
- Histoire du Liechtenstein
- Histoire de la Lituanie
- Histoire du Luxembourg
- Histoire de la République de Macédoine
- Histoire de Malte
- Histoire de la République de Moldavie
- Histoire de Monaco
- Histoire du Monténégro
- Histoire de la Norvège
- Histoire des Pays-Bas
- Histoire de la Pologne
- Histoire du Portugal
- Histoire de la Roumanie
- Histoire du Royaume-Uni
- Histoire de la Russie [Note 4]
- Histoire de Saint-Marin
- Histoire de la Serbie
- Histoire de la Slovaquie
- Histoire de la Slovénie
- Histoire de la Suède
- Histoire de la Suisse
- Histoire de la Tchéquie
- Histoire de la Turquie [Note 5]
- Histoire de l'Ukraine
- Histoire du Vatican